# Charles de Gaulle
Général de Gaulle
Pour les articles homonymes, voir Charles de Gaulle (homonymie) et Gaulle.
« De Gaulle » redirige ici. Pour les autres membres de la famille, voir Famille de Gaulle.
Charles de Gaulle (/ʃaʁl də ɡol/ ) couramment appelé le général de Gaulle ou simplement le Général, né le 22 novembre 1890 à Lille (Nord) et mort le 9 novembre 1970 à Colombey-les-Deux-Églises (Haute-Marne), est un militaire de carrière devenu général de brigade, résistant, homme d'État et écrivain français. Pendant la Seconde Guerre mondiale, Charles de Gaulle a fondé la France libre ; à la Libération, il préside le gouvernement provisoire à partir de 1944 jusqu'en 1946. Instigateur de la Ve République, il en a été le premier président du 8 janvier 1959 au 28 avril 1969.
Élevé dans le culte de la grandeur nationale, Charles de Gaulle choisit une carrière d'officier dans l'armée de Terre. Au cours de la Première Guerre mondiale, il est blessé et fait prisonnier. Par la suite, il sert et publie dans l'entourage de Philippe Pétain, prônant auprès de personnalités politiques l'usage des divisions de blindés dans la guerre contemporaine. En mai 1940, alors colonel, il est placé à la tête d'une division blindée, la 4e division cuirassée, et mène plusieurs contre-attaques pendant la bataille de France, notamment le 17 mai à Montcornet et début juin à Abbeville. Il est dans la foulée promu général de brigade à titre temporaire. Pendant l'exode qui suit, il est sous-secrétaire d'État à la Guerre et à la Défense nationale dans le gouvernement Reynaud.
Rejetant l'armistice du 22 juin 1940 demandé par Pétain à l'Allemagne nazie, il lance de Londres, à la BBC, l'« appel du 18 Juin », qui incite le peuple français à résister et à rejoindre les Forces françaises libres. Condamné à mort par contumace et déclaré déchu de la nationalité française par le régime de Vichy, il entend incarner la légitimité de la France et être reconnu en tant que puissance par les Alliés. Ne contrôlant que quelques colonies, mais reconnu par la Résistance, il entretient des relations froides avec Franklin Roosevelt, mais bénéficie généralement de l'appui de Winston Churchill. En 1943, il fusionne la France libre au sein du Comité français de libération nationale, dont il finit par prendre la direction. Il dirige le pays à partir de la Libération. Favorable à un pouvoir exécutif fort, il s'oppose aux projets parlementaires et, refusant de suivre la majorité élue à l'Assemblée nationale, il démissionne en 1946. Il fonde l'année suivante le Rassemblement du peuple français (RPF), mais son refus de tout compromis avec ce qu'il juge être un « régime des partis » l'écarte de toute responsabilité nationale.
Il revient au pouvoir après la crise de mai 1958, dans le cadre de la guerre d'Algérie. Investi président du Conseil et des pleins pouvoirs dans le contexte de l'opération Résurrection, il fait approuver la Cinquième République par un référendum. Élu président de la République par un collège élargi de grands électeurs, il prône une « politique de grandeur » de la France. Il affermit les institutions, la monnaie (nouveau franc) et donne un rôle de troisième voie économique à un État planificateur et modernisateur de l'industrie. Il renonce par étapes à l'Algérie française malgré l'opposition des pieds-noirs et des militaires, qui avaient favorisé son retour. Il poursuit la décolonisation de l'Afrique subsaharienne et y maintient l'influence française. En rupture avec le fédéralisme européen et le partage de Yalta, de Gaulle défend l'« indépendance nationale » : il préconise une « Europe des nations » impliquant la réconciliation franco-allemande et qui irait « de l'Atlantique à l'Oural », réalise la force de dissuasion nucléaire française, retire la France du commandement militaire de l'OTAN, oppose un veto à l'entrée du Royaume-Uni dans la Communauté économique européenne, soutient le « Québec libre », condamne la guerre du Viêt Nam et reconnaît la Chine communiste.
Sa vision du pouvoir, à savoir un chef de l'État directement élu et approuvé par la nation, l'oppose aux partis communiste, socialiste et centristes pro-européens. Ces formations critiquent un style de gouvernance trop personnel, voire un « coup d'État permanent », selon la formule de François Mitterrand, contre lequel de Gaulle est réélu en 1965 au suffrage universel direct,— un mode de scrutin qu’il a fait adopter par référendum en 1962 à la suite de l’attentat du Petit-Clamart le visant. Il surmonte la crise de Mai 68 après avoir semblé se retirer, convoquant des élections législatives qui envoient une écrasante majorité gaulliste à l'Assemblée nationale. Mais en 1969, il engage son mandat sur un référendum portant sur la réforme du Sénat et la régionalisation, puis démissionne après la victoire du « non ». Il se retire dans sa propriété de Colombey-les-Deux-Églises, où il meurt dix-huit mois plus tard.
Considéré comme un des dirigeants français les plus influents de l'histoire, Charles de Gaulle est aussi un écrivain de renom. Il laisse notamment des Mémoires de guerre, où il affirme s'être toujours « fait une certaine idée de la France », jugeant que « la France ne peut être la France sans la grandeur ». Si sa présidence ne fut pas exempte de contestations, il apparaît, plus d'un demi-siècle après sa mort, comme une figure morale omniprésente dans la vie politique de la Cinquième République, la quasi-totalité de la classe politique lui rendant hommage et revendiquant à divers degrés son héritage.

## Situation personnelle

### Origines familiales

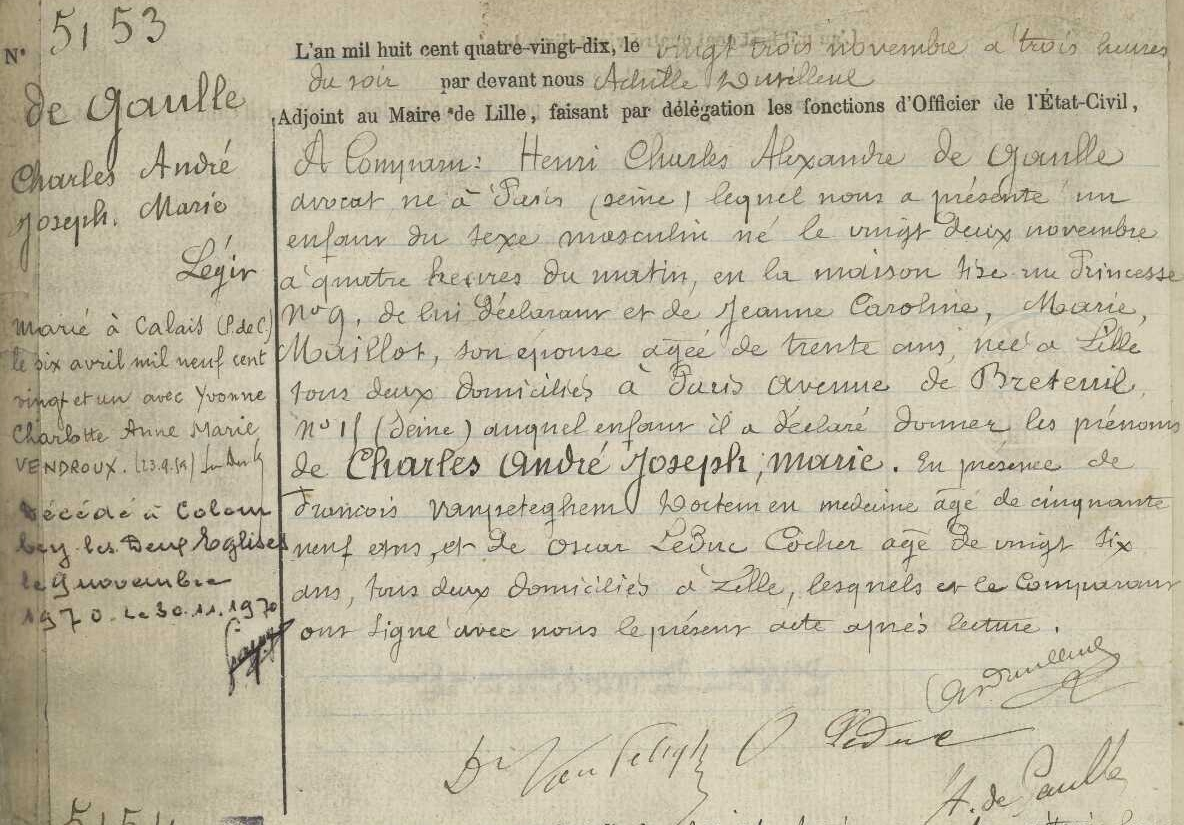
Acte de naissance de Charles de Gaulle.

Charles André Joseph Marie de Gaulle naît le 22 novembre 1890 à 4 heures du matin, au 9 rue Princesse à Lille. Il est baptisé quelques heures après sa naissance en l'église Saint-André de Lille : son parrain est son oncle Gustave de Corbie et sa marraine sa tante Lucie Maillot née Droulers. Charles est le troisième enfant d'Henri de Gaulle (1848, Paris - 1932, Sainte-Adresse, Seine-Inférieure) — précepteur, fonctionnaire, enseignant puis fondateur d'établissement d'enseignement privé — et de son épouse, Jeanne Maillot (1860, Lille - 1940, Paimpont, Ille-et-Vilaine), qui est également sa cousine issue de germain. Il est le petit-fils de Julien-Philippe de Gaulle (1801, Paris - 1883, Paris), historien, et de Jules Maillot (1819, Lille - 1891, Lille), entrepreneur manufacturier textile dans le Nord.
Les de Gaulle sont une famille de juristes parisiens originaires de la province de Champagne, et dont le patronyme pourrait être une déformation du néerlandais de Walle. Dans ses travaux de généalogie, le grand-père de Charles de Gaulle faisait l'hypothèse d'une lointaine ascendance noble, bien que la famille ne figurât dans aucun nobiliaire et qu'il n'existât aucune preuve à l'appui de ces prétentions. L’arrière-grand-père, Jean-Baptiste de Gaulle (1759-1832), est avocat ; fils d'un procureur au parlement de Paris né en Champagne, il échappe de peu à la guillotine devant le Tribunal révolutionnaire pendant la Terreur et devient directeur des Postes militaires de la Grande Armée. Il meurt du choléra en 1832. Son fils, Julien-Philippe enseigne alors à Lille, où un de ses oncles a un poste à la manufacture des tabacs. Julien-Philippe de Gaulle y épouse la fille d'un administrateur de la manufacture, Joséphine Maillot. Le pensionnat qu'ils créent à Valenciennes fait faillite. Ils s'installent alors à Paris pour écrire : le mari rédige deux études (sur un peintre paysagiste et sur un biographe de Saint Louis) ainsi qu'une vaste Nouvelle histoire de Paris et de ses environs d'inspiration monarchiste et catholique préfacée par Charles Nodier. Joséphine, prolifique, collabore à des revues littéraires et écrit plus de 70 ouvrages dont certains dénoncent la pauvreté ouvrière du Nord.
Ils ont trois fils. Les deux oncles du général sont des chercheurs érudits : l'aîné, Charles, son homonyme, paralysé par la poliomyélite, étudie les langues celtes, et le cadet, Jules, est entomologiste. Henri, père du général, naît en 1848, un 22 novembre comme son fils. Formé par le jésuite Olivaint, il se lie aux milieux monarchistes et catholiques sociaux, et entre au secrétariat de Talhouët-Roy dont il est précepteur des enfants. Admissible à Polytechnique, il s'engage et est blessé au cours de la guerre de 1870. Il s'inscrit au barreau et dans un cercle jésuite influent. Mais, pour entretenir la famille, il renonce à une carrière militaire ou politique et fait partie de l'administration du ministère de l'Intérieur jusqu'en 1884. Il a ensuite trois doctorats (lettres, sciences, et droit) et enseigne lettres, histoire et les mathématiques au collège de l'Immaculée-Conception de Paris, tenu par les jésuites. À trente-sept ans, il épouse Jeanne Maillot, une petite-cousine de sa mère[réf. nécessaire].

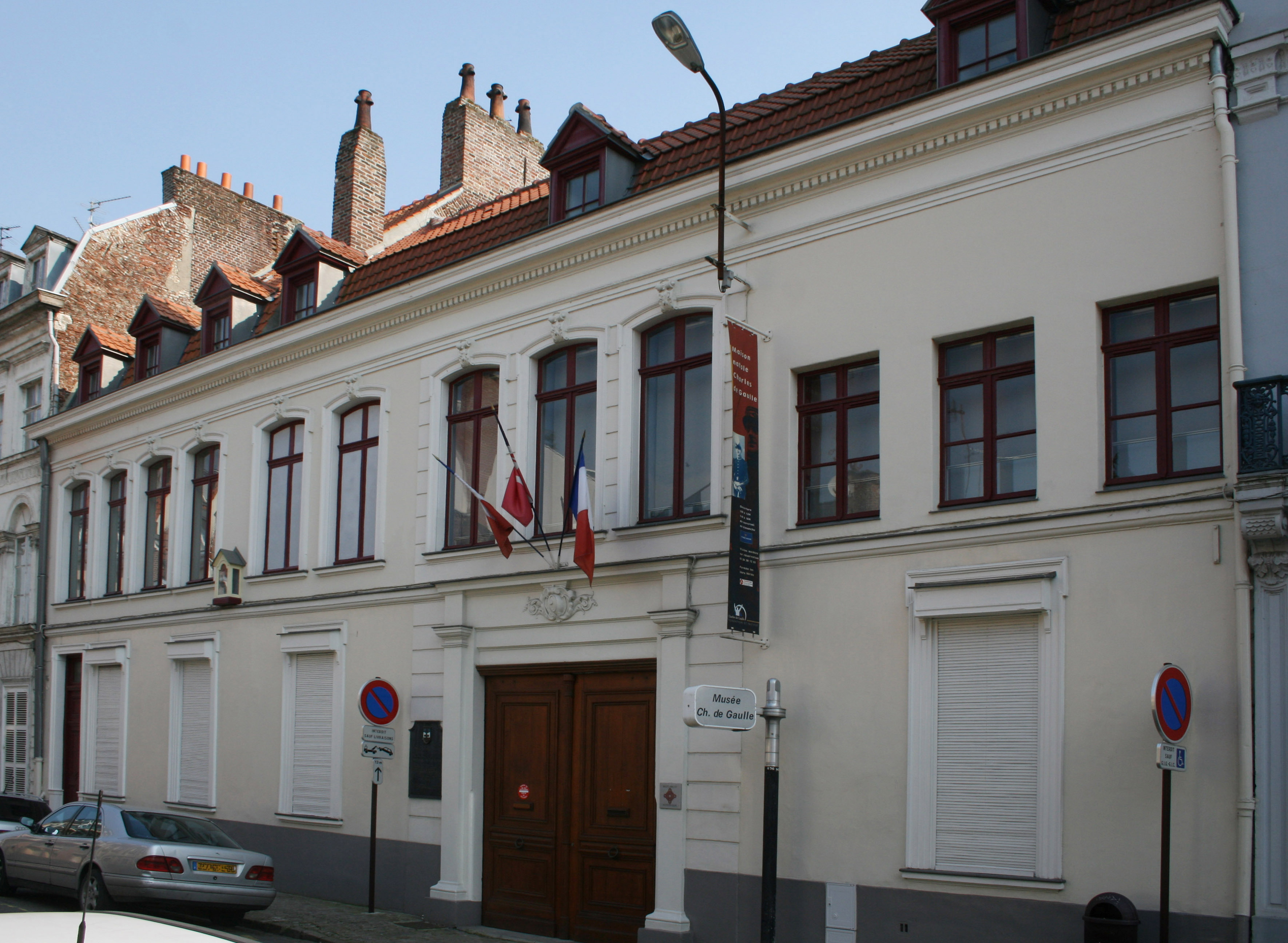
Sa maison natale à Lille.

Charles de Gaulle est ainsi doublement issu de la famille Maillot, par sa mère et sa grand-mère paternelle. Originaires de la Flandre française, ces industriels catholiques descendent d'administrateurs de la manufacture des tabacs[réf. nécessaire].
Le grand-père maternel de Charles de Gaulle, Jules-Émile Maillot, mort l'année de la naissance de Charles, est un entrepreneur du textile qui a rapporté une nouvelle machine à tisser le tulle d'Angleterre. Il était issu de l'union de deux familles des manufactures du tabac, les Maillot et les Kolb. Louis Philippe Kolb, grand-père de Jules-Émile Maillot, luthérien du duché de Bade, était, avant 1791, sergent major au régiment de Rheinach. Marié à Maubeuge en 1790 avec une certaine Marie Nicot, il avait réorganisé des manufactures de tabac, en particulier à Lille. Ses deux fils y réussissent : l'un, Henri, est urbaniste ; l'autre, Charles Kolb-Bernard, industriel sucrier, devient sénateur chrétien social et légitimiste.
La grand-mère maternelle du futur « homme de Londres », Justine Maillot-Delannoy, reçoit jusqu'à sa mort en 1912 ses enfants et petits-enfants. Elle était la fille d'un avocat et d'une Britannique. Son grand-père maternel descendait d'un membre du clan irlandais MacCartan (en) qui, jacobite, s'était réfugié en France après la Glorieuse Révolution ; sa grand-mère maternelle, quant à elle, était issue d'une famille écossaise et protestante, les Fleming.

### Enfance et éducation
Charles de Gaulle est marqué par les valeurs familiales : catholicisme légitimiste, goût des études et du service de l'État (droit, administration des tabacs ou de l'armée)[réf. nécessaire].
Ses parents forment une famille catholique qui réside à Paris au 15 de l'avenue de Breteuil. Bien que la famille de Gaulle vécût à Paris, la mère du général de Gaulle se rendit dans sa famille à Lille pour donner naissance à son fils, en accord avec la tradition familiale de la famille Maillot. La famille se rend régulièrement à Lille pour voir la grand-mère Julia Delannoy-Maillot. Toute sa vie, Charles de Gaulle garde une relation particulière avec sa région d'origine.
Charles de Gaulle a trois frères et une sœur :
- Xavier de Gaulle (1887-1955), ingénieur, prisonnier de guerre, puis résistant pendant la Seconde Guerre mondiale ; il est notamment le père de Geneviève de Gaulle-Anthonioz ;
- Marie-Agnès de Gaulle (1889-1982) ;
- Jacques de Gaulle (1893-1946), handicapé en 1926 à la suite d'une encéphalite, père de quatre fils — François (père blanc), Bernard (27 août 1923), Jean et Pierre (13 août 1926) ;
- Pierre de Gaulle (1897-1959), résistant, homme politique et administrateur de sociétés.

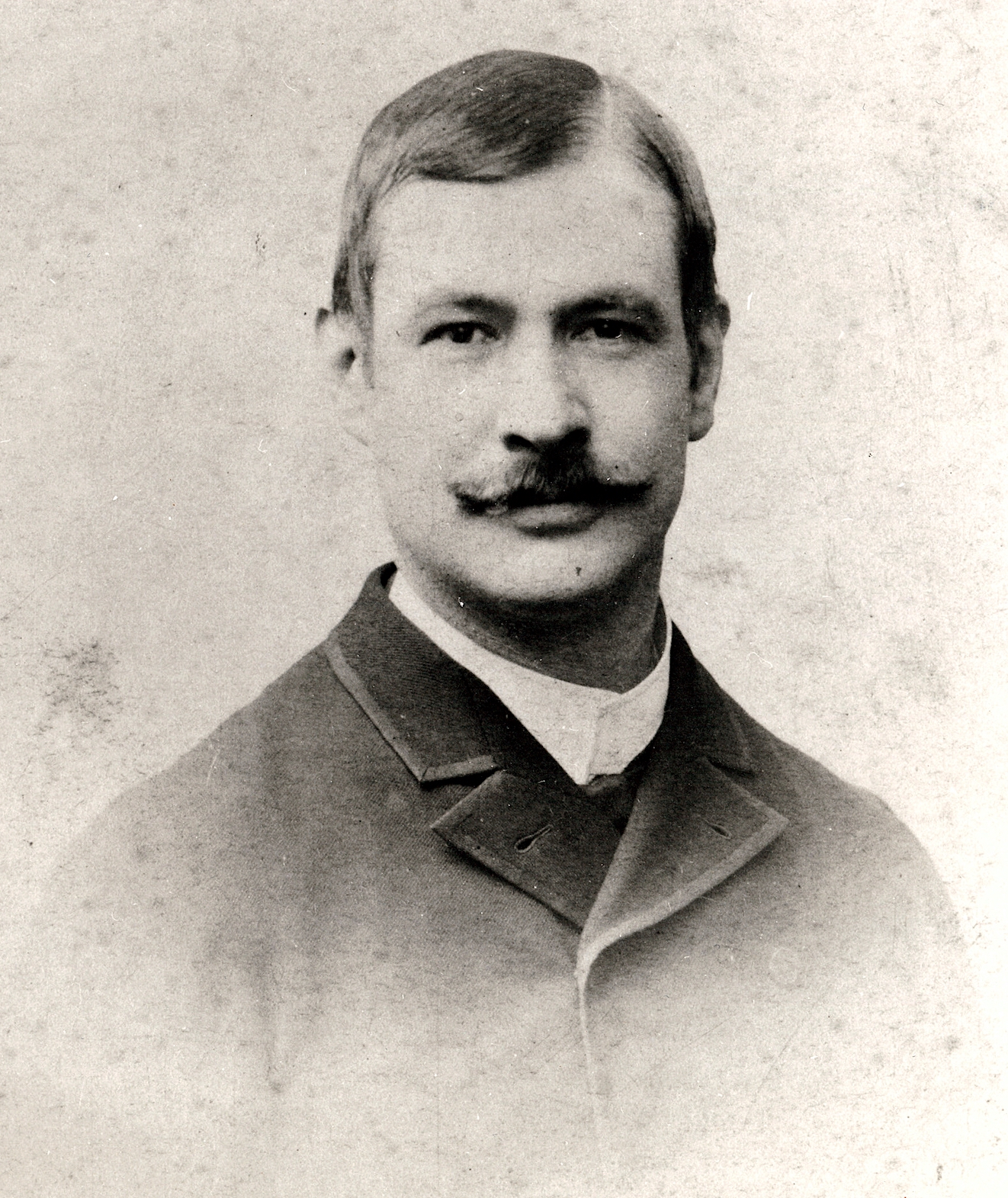
Henri de Gaulle vers 1890.
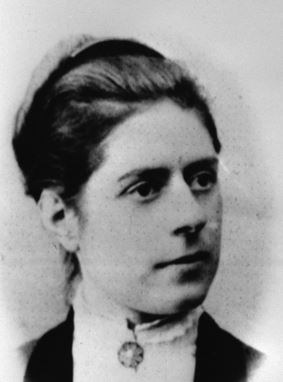
Jeanne Maillot vers 1890.
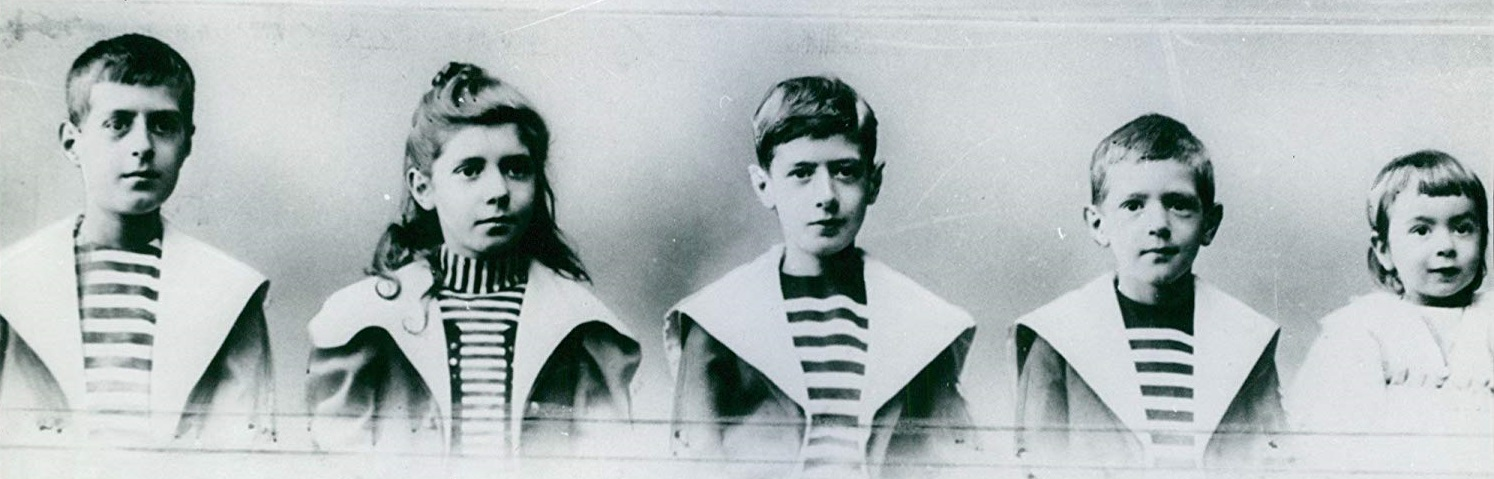
De gauche à droite : Xavier, Marie-Agnès, Charles, Jacques et Pierre de Gaulle vers 1899.

Très tôt, son père lui fait découvrir les œuvres de Maurice Barrès, Henri Bergson et Charles Péguy. Henri de Gaulle se dit monarchiste de regret et lit L'Action française, mais finit par douter de la culpabilité du capitaine Dreyfus ; pour autant, malgré des témoignages ultérieurs, rien n'indique qu'il se soit engagé politiquement dans le combat dreyfusard. Jeanne de Gaulle est davantage passionnée de politique : dès la première page des Mémoires de guerre, Charles de Gaulle rend hommage à sa mère admirée, « qui portait à la patrie une passion intransigeante à l'égal de sa piété religieuse ».
Durant ses premières années, le jeune Charles est jugé par les siens comme un enfant « difficile ». Ses maîtres le regardent d'abord comme un élève médiocre, à la différence de son frère Xavier, très brillant. Il parvient cependant à atteindre un très bon niveau dans les disciplines jugées essentielles, notamment l'histoire. Il déploie en sa faveur un sens de l'organisation, des processions comme des spectacles récréatifs. Son humour et sa gaieté demeurent, lors des fêtes au collège notamment, tandis que sa culture personnelle reflète l'équilibre entre les matières scientifiques et littéraires.
Charles de Gaulle est scolarisé durant 4 ans à l'école primaire des Frères des écoles chrétiennes de la paroisse Saint-Thomas-d'Aquin. Il a son père comme enseignant chez les jésuites au Collège de l'Immaculée-Conception de la rue de Vaugirard à Paris. Lors de la crise politico-religieuse résultant des lois de 1901 et de 1905 qui interdit aux congrégations d'enseigner, le professeur de Gaulle fonde à Paris en 1907 un cours libre secondaire, l'École Louis de Fontanes, et inscrit son fils Charles chez les jésuites français en Belgique au collège du Sacré-Cœur installé au château d'Antoing. Le jeune lycéen vit ainsi sa première expérience d'exil.
Le jeune Charles a quinze ans quand, en 1905, il rédige un récit dans lequel il se décrit en « général de Gaulle » sauvant la France, témoignage d'une ambition nationale précoce. Plus tard, il explique à son aide de camp Claude Guy avoir eu dès son adolescence la conviction qu'il serait un jour à la tête de l'État,.
Après avoir été tenté par l'École centrale des arts et manufactures de Paris, Charles de Gaulle suit au collège Stanislas une année de préparation au concours de l'École militaire de Saint-Cyr. Classé 119e sur 221, il intègre Saint-Cyr en 1909. Il en sort diplômé en 1912, se classant à la 13e place et rejoint le 33e régiment d'infanterie à Arras comme sous-lieutenant. Il y est placé sous les ordres du colonel Pétain puis du lieutenant-colonel Stirn. Il est promu lieutenant le 1er octobre 1913.

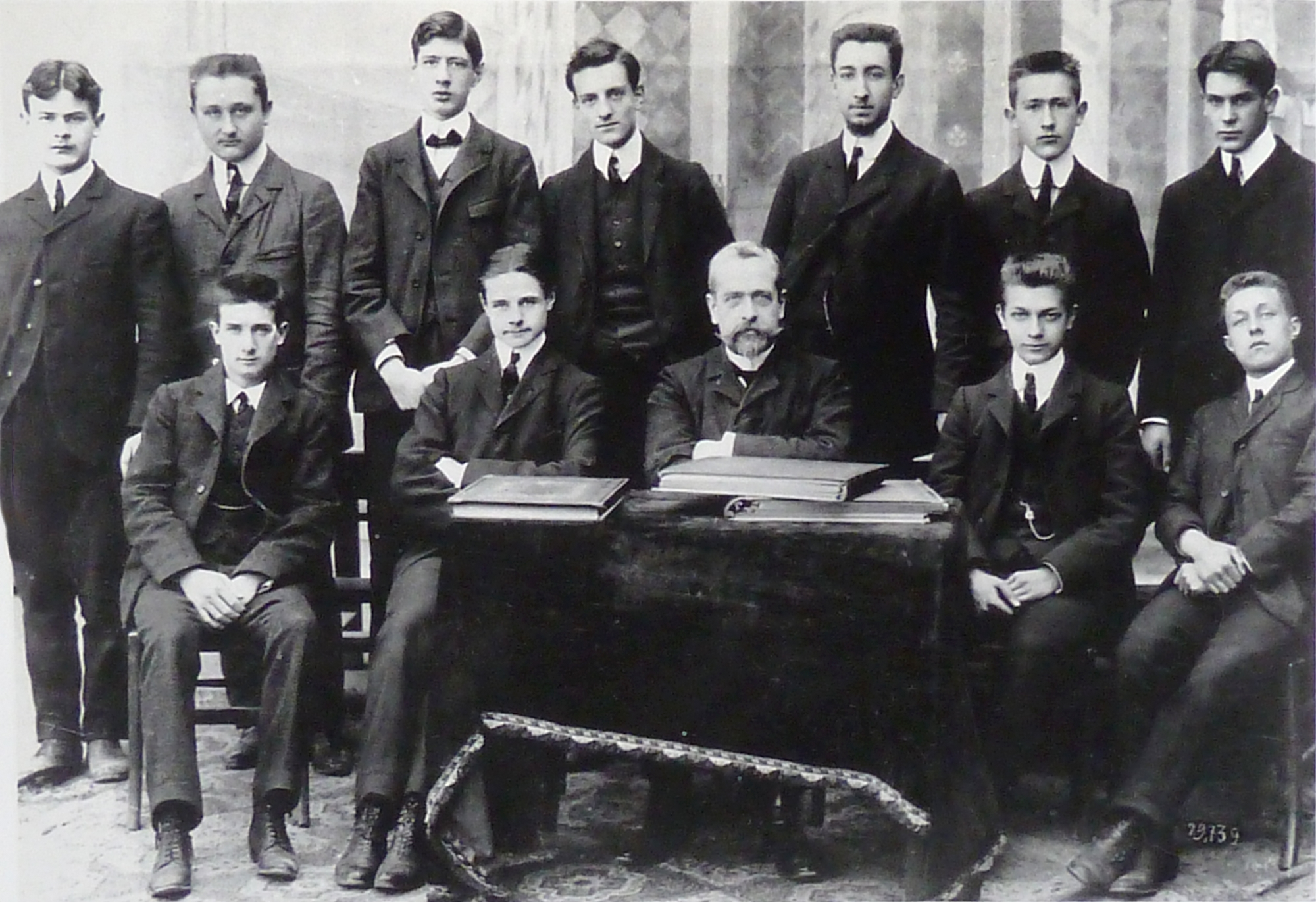
Au collège Stanislas en 1908 (rang debout, 3e en partant de la gauche), lors de son année de préparation à Saint-Cyr.
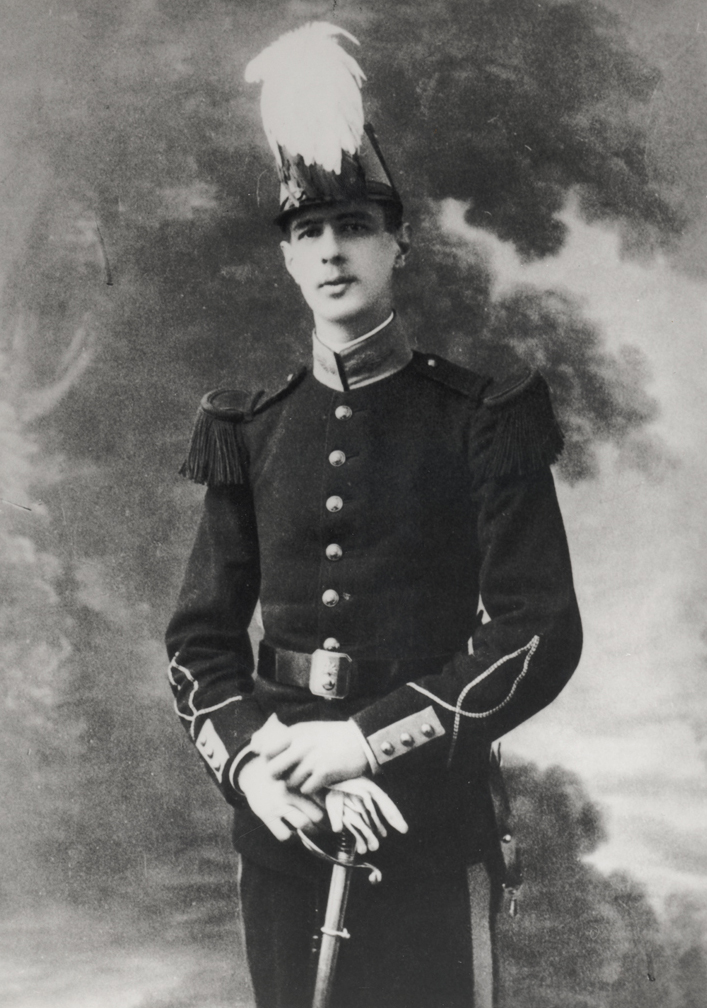
En uniforme de saint-cyrien, 1910.

## Première Guerre mondiale

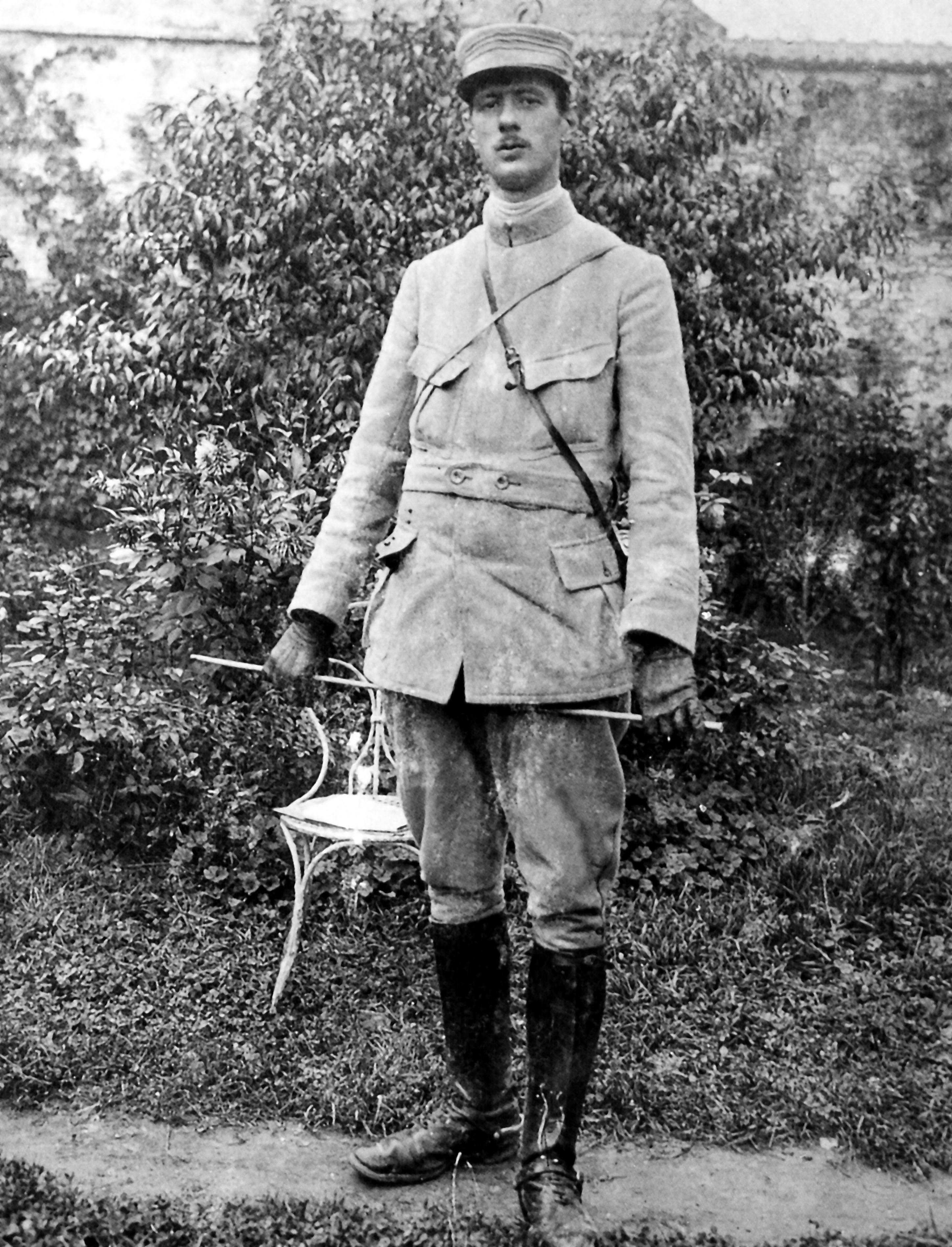
Le capitaine de Gaulle en 1915.

Lors de la Première Guerre mondiale, les quatre frères de Gaulle sont mobilisés comme officiers. Ils reviennent tous vivants et décorés.
Dès son premier combat à Dinant, en Belgique, le 15 août 1914, Charles est touché à la jambe (« fracture du péroné par balles avec éclats dans l'articulation »). Sa blessure est opérée à l'hôpital Saint-Joseph à Paris. Il est nommé capitaine en février 1915 et retrouve le 33e RI sur le front de Champagne pour commander la 7e compagnie. Il est à nouveau blessé le 10 mars 1915, à la main gauche, au Mesnil-lès-Hurlus en Champagne. Décidé à en découdre, il désobéit à ses supérieurs en ordonnant de tirer sur les tranchées ennemies. Cet acte lui vaut d'être relevé huit jours de ses fonctions. Officier tatillon, volontiers cassant, son intelligence et son courage face au feu le distinguent au point que le commandant du 33e RI lui offre d'être son adjoint.
Le 2 mars 1916, son régiment est attaqué et décimé, anéanti par l'ennemi en défendant le village de Douaumont, près de Verdun. Sa compagnie est mise à mal au cours de ce combat et les survivants sont encerclés. Tentant alors une percée, il est obligé par la violence du combat à sauter dans un trou d'obus pour se protéger, mais des Allemands le suivent et le blessent d'un coup de baïonnette à la cuisse gauche. Capturé par les troupes allemandes, il est soigné à l'hôpital de Mayence puis interné à Osnabrück en Westphalie. Tenu pour mort au combat, cette disparition lui vaut d'être cité à l'ordre de l'armée,.

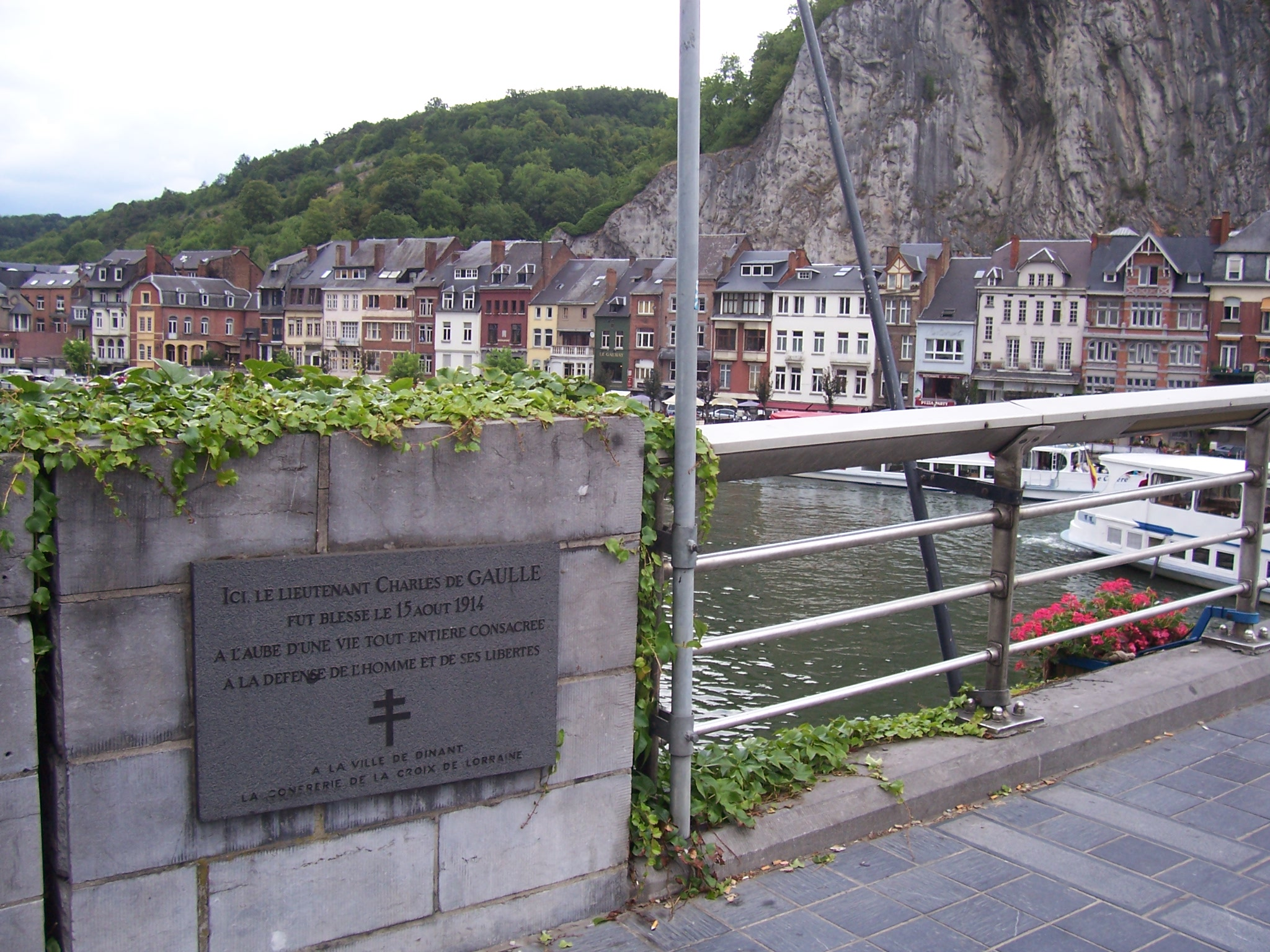
Plaque sur le pont de Dinant commémorant l'endroit où Charles de Gaulle fut blessé alors qu'il traversait la Meuse en 1914.
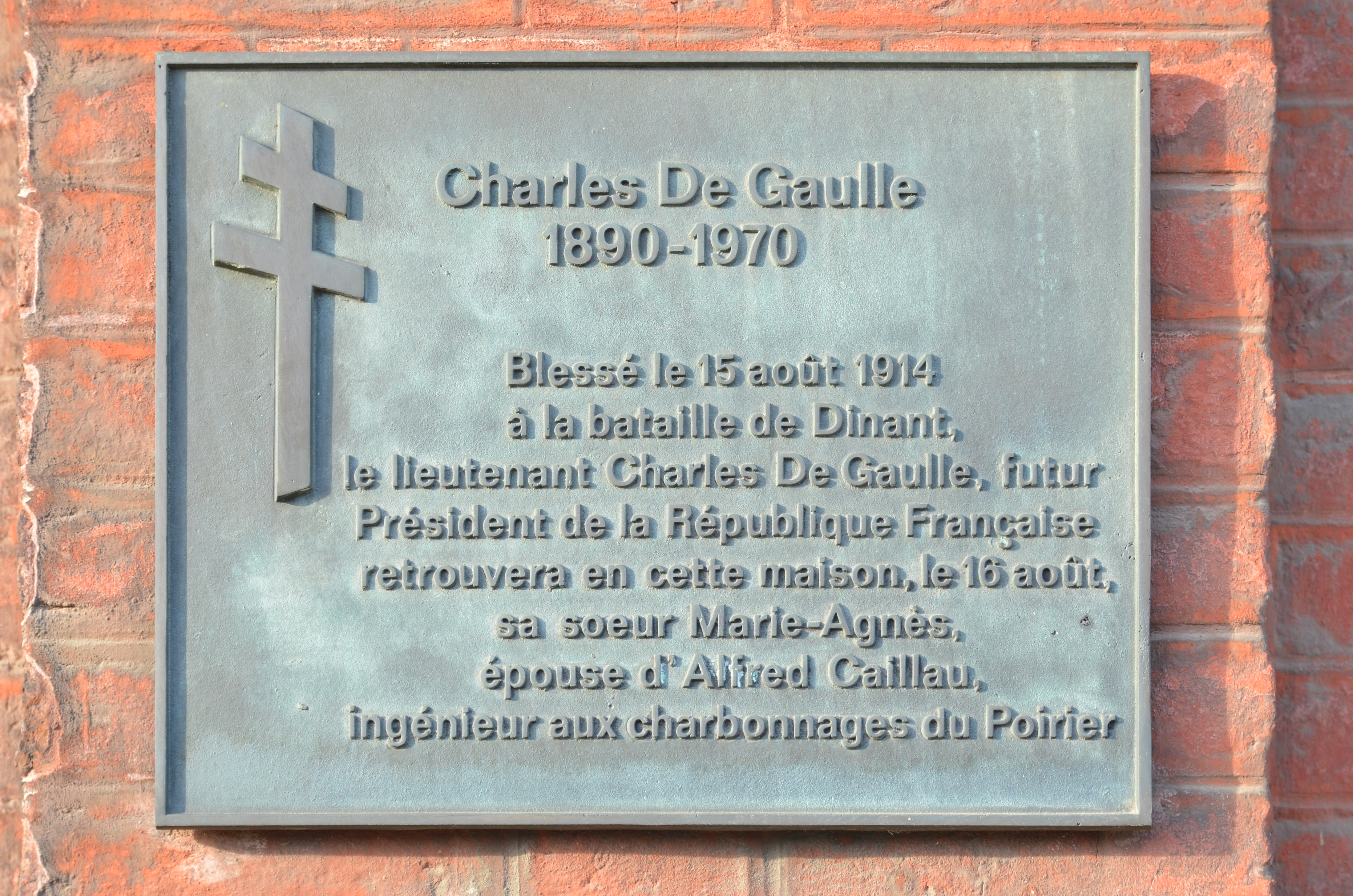
Plaque apposée sur l'ancienne maison de la sœur de Charles de Gaulle à Charleroi, où il est venu lui rendre visite après la bataille de Dinant.
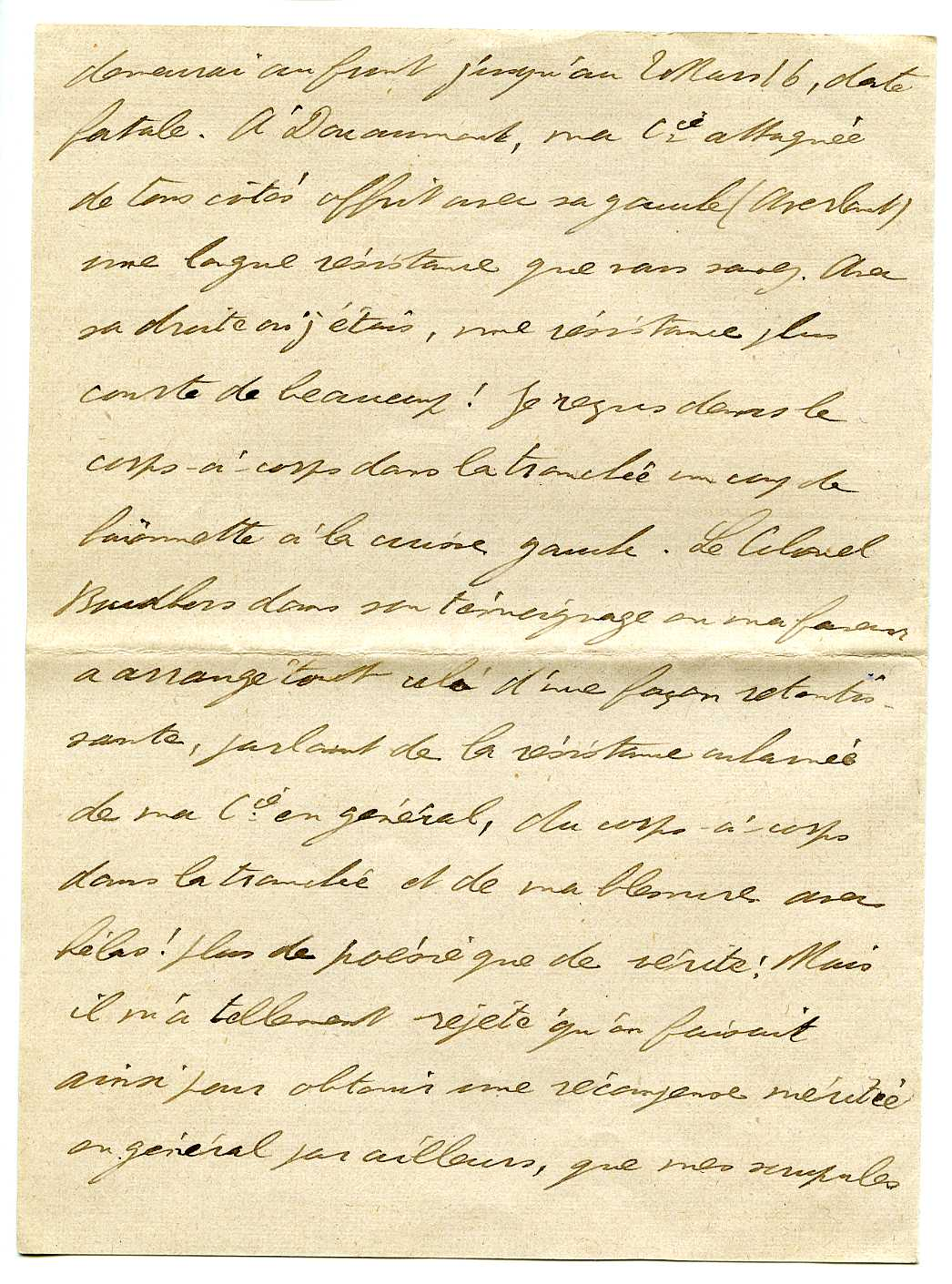
Extrait d'une lettre de De Gaulle à son commandant, où il revient sur les circonstances de sa capture.

Après une tentative d'évasion manquée à Osnabrück, il est transféré à Neisse en Silésie puis à Sczuszyn en Empire russe (territoire moderne de la Biélorussie) et enfin au fort d'Ingolstadt, en Bavière, un camp de représailles destiné aux officiers prisonniers remuants. Il y croise le futur général Georges Catroux, l'aviateur Roland Garros, le journaliste Rémy Roure, le colonel Lucien Nachin,,, et le futur maréchal soviétique Mikhaïl Toukhatchevski, dont il partage la cellule. Dans une lettre adressée à sa mère, il décrit sa situation de captif comme un « lamentable exil ». Pour tromper l'ennui, de Gaulle organise pour ses compagnons de captivité des exposés magistraux sur l'état de la guerre en cours. Mais surtout, il tente de s'évader à cinq reprises, sans succès, au cours de sa détention de trente-deux mois dans une dizaine de camps différents (Osnabruck, Neisse, Sczuczyn, Ingolstadt, forteresse de Rosenberg (de), prison militaire de Passau, camps de Wülzburg (de) ou de Würzburg et de Magdebourg). Il est libéré après l'armistice du 11 novembre 1918 et retrouve les siens le mois suivant. De ces deux ans et demi de captivité, il garde un souvenir amer, estimant être un « revenant », un soldat inutile qui n'a servi à rien. Toutefois, il reçoit la croix de chevalier de la Légion d'honneur, le 23 juillet 1919, et la croix de guerre 1914-1918 avec étoile d'argent.

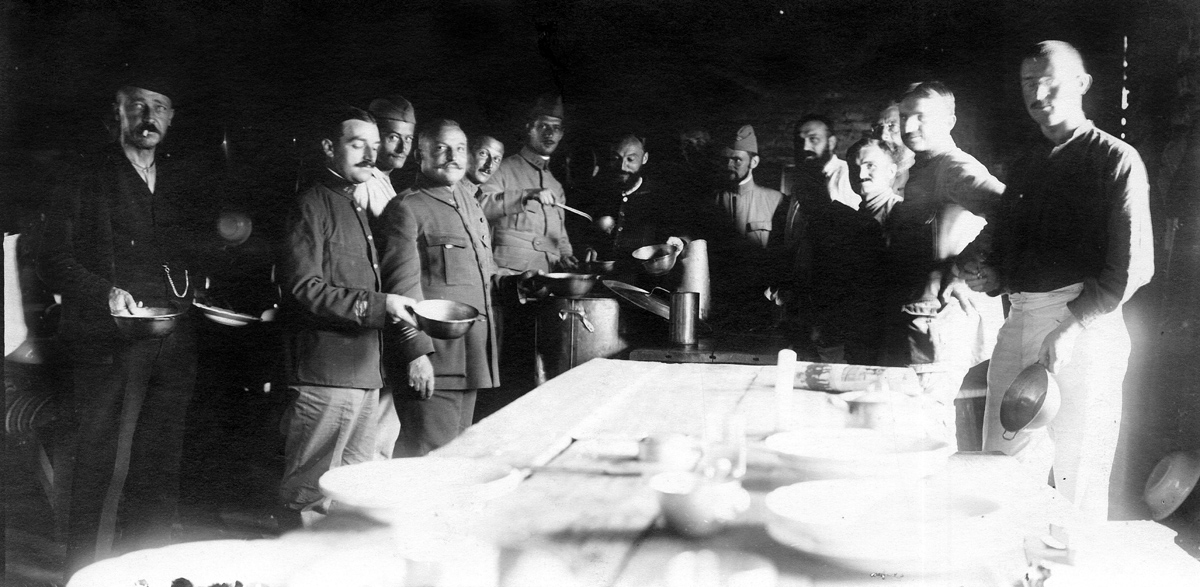
Prisonnier au camp allemand de Sczuczyn (Biélorussie), le capitaine de Gaulle sert la soupe à ses camarades, vers 1916-1917.
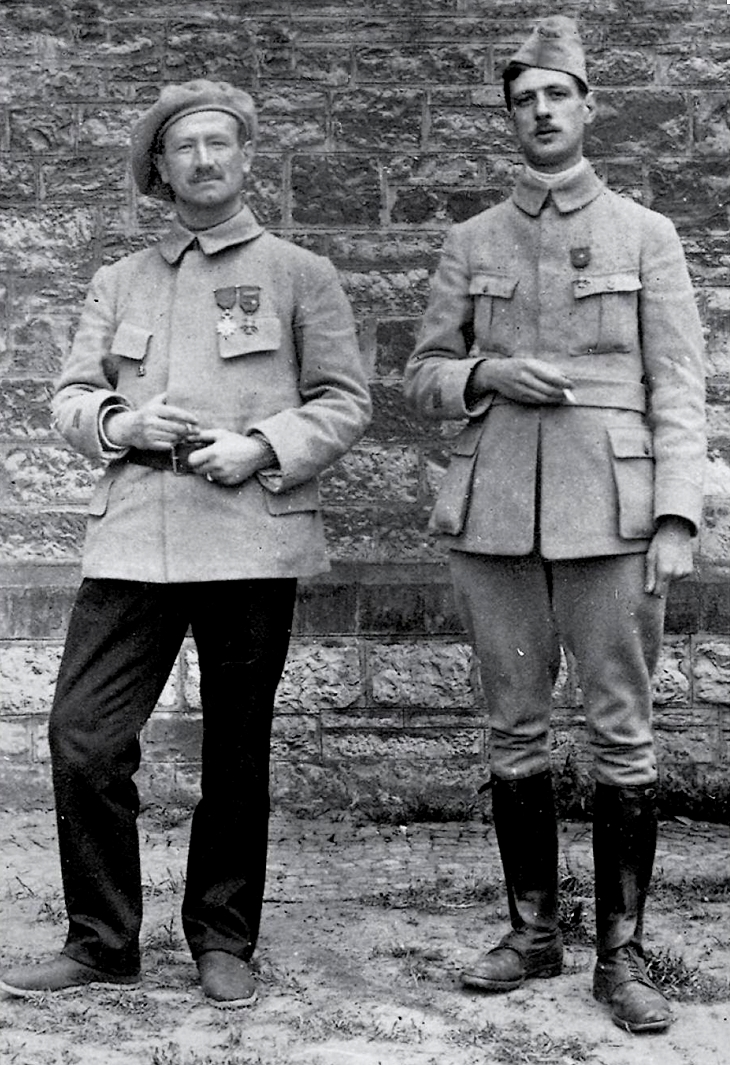
de Gaulle en Pologne en 1916, accompagné d'un camarade de captivité.
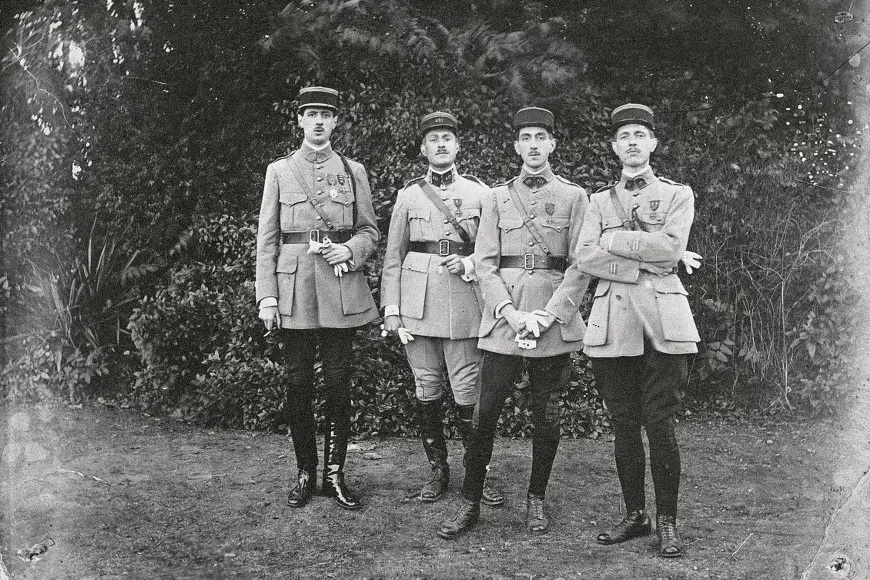
Les frères Charles, Jacques, Xavier et Pierre de Gaulle au sortir de la Grande Guerre.

## Entre-deux-guerres: officier d'état-major

### De la Pologne à l'École de guerre: officier conférencier

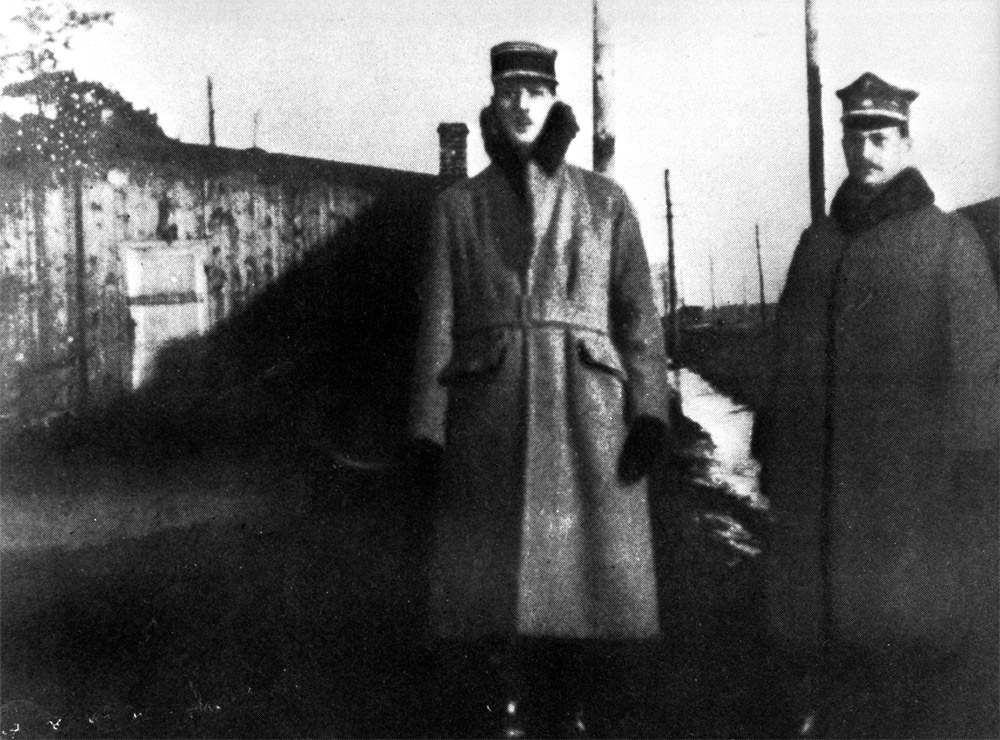
Charles de Gaulle durant sa mission militaire en Pologne, vers 1920.

Charles de Gaulle poursuit sa carrière militaire sous la protection de Pétain, dans un premier temps[réf. nécessaire].
Le 20 janvier 1919, il arrive à Saint-Maixent pour suivre les cours de remise à niveau destinés aux officiers de retour de captivité. Désireux de relancer sa carrière militaire compromise par ses mois de détention, il cherche à s'engager sur un théâtre d'opération, et postule simultanément pour un engagement dans l'armée d'Orient et auprès de l'armée de Pologne. Début avril 1919, il obtient son détachement auprès de l'Armée polonaise autonome qui commence à quitter la France pour la Pologne. Il effectue dans le pays deux séjours très rapprochés, le premier d'avril 1919 à mai 1920, et le second de juin 1920 à la fin du mois de janvier 1921. Dans le cadre de la mission militaire française du général Henrys, le capitaine de Gaulle est affecté comme instructeur à l'école d'infanterie de Rembertow. Il y exerce successivement les fonctions d'instructeur, de directeur des études en novembre, et enfin de directeur du cours des officiers supérieurs à partir de décembre.

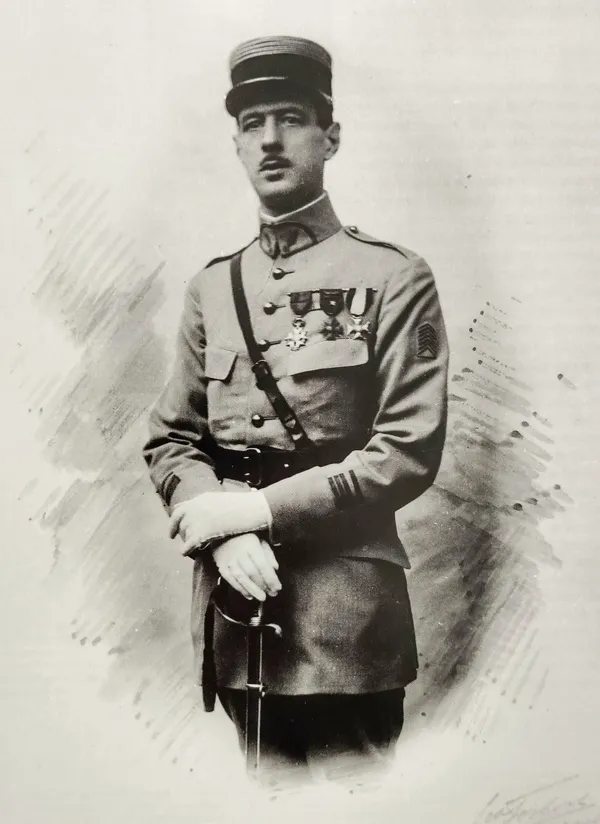
Le commandant Charles de Gaulle en 1920.

Repoussant l'offre du général Henrys qui lui proposait de poursuivre sa mission auprès de lui, de Gaulle, qui ambitionne de se présenter au concours de l’École supérieure de guerre dans les meilleures conditions, retourne en France. Déçu par le poste qui lui échoit au cabinet des décorations du ministre, et alors que la guerre soviéto-polonaise fait rage, il repart en Pologne en mai 1920. D'abord témoin des épreuves traversées par la population polonaise, il prend ensuite activement part aux opérations avec le général Bernard au sein du 3e bureau du groupe d'armées Sud (puis Centre) commandé par le général polonais Rydz-Śmigły. Il y gagne une citation. Après la victoire de la Pologne, il rédige notamment un rapport général sur l'armée polonaise. Si à l'analyse de l'action de l'unique régiment de chars FT 17, il a pu écrire « Les chars doivent être mis en œuvre rassemblés et non dispersés », de Gaulle découvre surtout en Pologne la guerre de mouvement et l'emploi des grandes unités de cavalerie comme élément de choc et moyen d'obtenir une décision à portée stratégique[réf. nécessaire].
Son père (qui s'était fait rappeler à 66 ans en 1914) se retire progressivement de l'enseignement et Charles de Gaulle indique à sa famille qu'il souhaite se marier. Il a été affecté par le décès sous les bombes d'une « quasi fiancée », en 1916 en Belgique. Les familles lui présentent une jeune fille issue de la bourgeoisie du Nord. Le 6 avril 1921, Charles de Gaulle épouse Yvonne Vendroux ; le mariage religieux est célébré le lendemain à l'église Notre-Dame de Calais. Le couple a trois enfants :
- Philippe de Gaulle, né le 28 décembre 1921 à Paris et mort le 13 mars 2024 dans la même ville, amiral puis sénateur ;
- Élisabeth de Gaulle, née le 15 mai 1924 à Paris et morte le 2 avril 2013[50] ;
- Anne de Gaulle, née le 1er janvier 1928 à Trèves et morte le 6 février 1948 à Colombey-les-Deux-Églises, née trisomique.

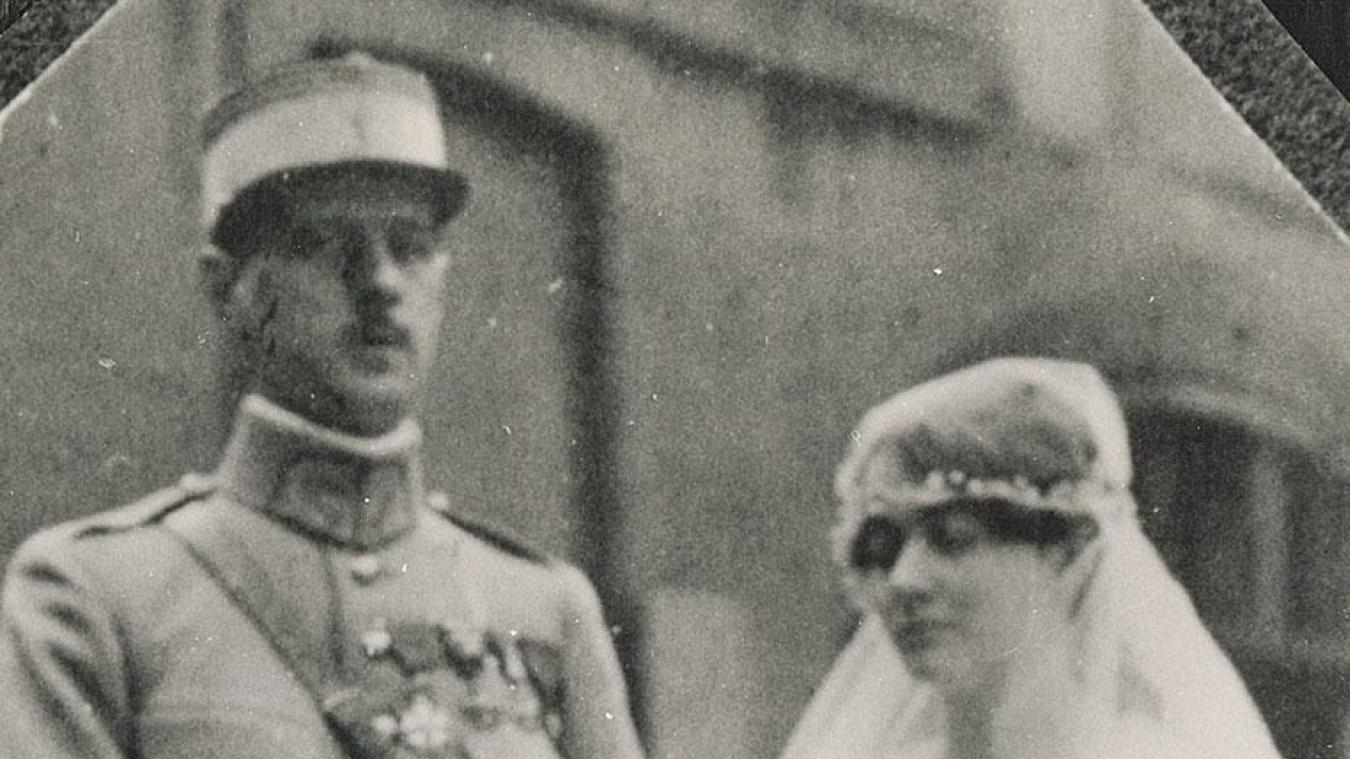
Mariage de Charles de Gaulle et Yvonne Vendroux (avril 1921).
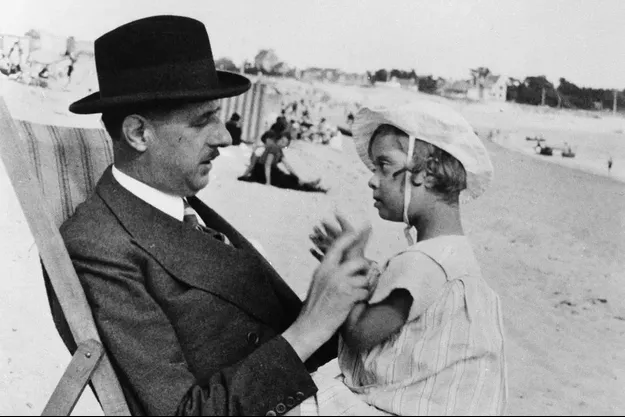
Charles de Gaulle et sa fille Anne, en 1933.

À son retour, le capitaine de Gaulle est chargé de cours d'histoire à l'École de Saint-Cyr, avant son admission à l'École supérieure de guerre en 1922. En conflit de doctrine avec ses supérieurs dont il conteste la vision stratégique trop liée à la planification défensive et compartimentée du terrain, mais bénéficiant de la protection de Philippe Pétain, il est mal noté, mais continue de se faire une réputation prometteuse.
En 1924, à l'occasion d'une visite à l'École de guerre, Pétain s'étonne de la faiblesse des notes attribuées à de Gaulle. Ses professeurs appréciaient peu l'indépendance de celui-ci, trait de caractère qu'il partageait avec Pétain. L'intervention de Pétain a probablement conduit à une rectification à la hausse desdites notes.
En 1925, il est détaché à l'état-major de Philippe Pétain, vice-président du Conseil supérieur de la Guerre. Celui-ci l'impose comme conférencier à l'École de guerre et lui demande de préparer la rédaction d'un ouvrage sur l'histoire du soldat. En 1927, en présence de Pétain, il présente à l'École de guerre trois conférences remarquées, respectivement intitulées : « L'action de guerre et le chef », « Du caractère », et enfin « Du prestige »[réf. nécessaire].

### Théoricien militaire: les chars et l'armée de métier
Promu chef de bataillon le 25 septembre 1927, il part le mois suivant pour Trèves prendre le commandement du 19e bataillon de chasseurs à pied (BCP). Il y conduit un commandement énergique et continue ses conférences comme dans son poste suivant.
En novembre 1929, il est affecté à l’État-major des Troupes du Levant à Beyrouth où il est responsable des 2e et 3e bureaux (renseignement militaire et opérations). Accompagné de sa famille, il y demeure jusqu'en janvier 1932. Il effectue plusieurs missions à Alep, Damas, Homs, Palmyre. En juin 1930, il participe à une expédition de pacification sur les territoires majoritairement kurdes du nord-est de la Syrie. Dans une lettre de juillet 1930 à son père, il exprime sa fierté d’avoir atteint le Tigre au nom de la France : « C’était, je pense, la première fois dans l’histoire que des soldats français y allaient en armes ».

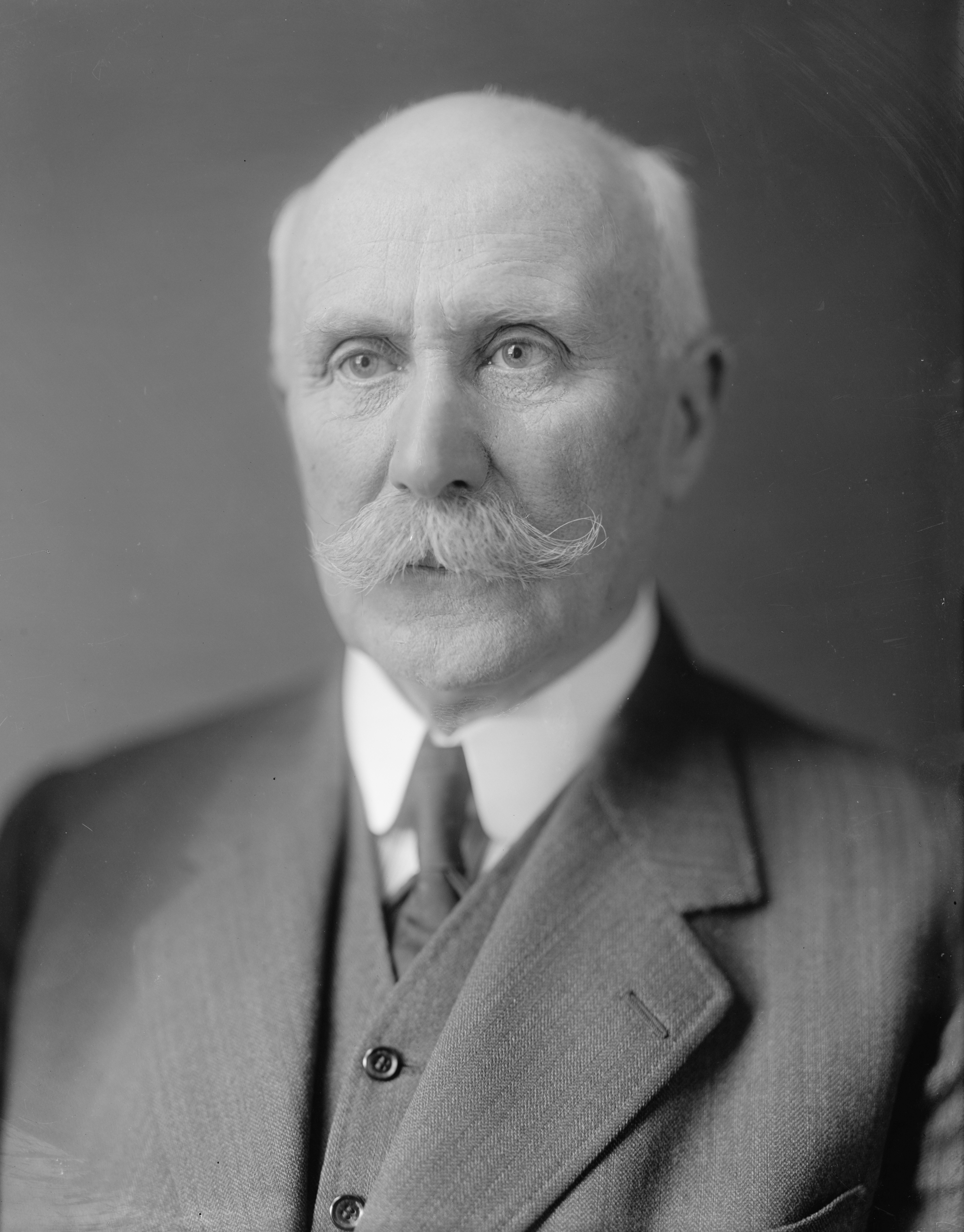
Philippe Pétain (vers 1930).

Grâce à l'appui du maréchal Pétain, il est affecté en novembre 1931 au secrétariat général de la Défense nationale à Paris. Ce nouveau poste est capital, car c'est l'occasion de s'initier aux affaires de l'État, puisqu'il est chargé en particulier de travailler au projet de loi militaire. Le 25 décembre 1933, il est promu lieutenant-colonel.

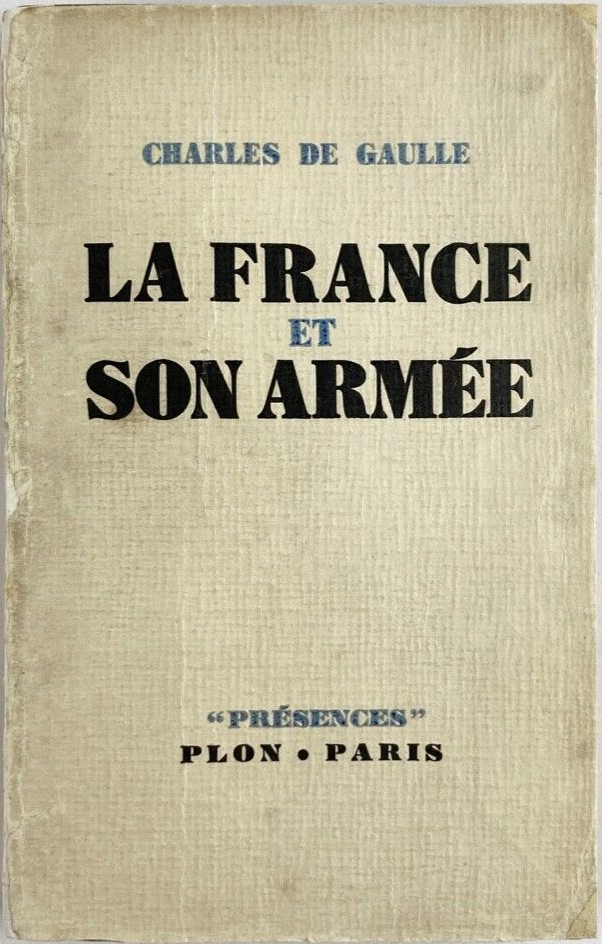
Couverture de l'édition originale de La France et son armée, Paris, Plon, 1938.

C'est durant ces années que Charles de Gaulle développe ses théories militaires : il publie La Discorde chez l'ennemi (1924), Le Fil de l'épée (1932), Vers l'armée de métier (1934) et enfin La France et son armée (1938)[réf. nécessaire].
Il fait passer ses idées également sous forme d'articles de presses - une cinquantaine publiés entre 1933 et 1937 - dans L'Echo de Paris. Ceux-ci sont publiés avec le soutien du journaliste André Pironneau et sous son nom, afin de préserver l'obligation de réserve de De Gaulle.
La France et son armée est préparé depuis 1925 pour Philippe Pétain ; de Gaulle s'y consacre pendant deux ans (sous le titre de Le Soldat), et Pétain lui permet même de présenter les trois conférences citées plus haut. Mais, jugeant que la partie sur la Grande Guerre n'est pas suffisante, le maréchal veut confier la suite du travail au colonel Audet. Ceci blesse de Gaulle qui prétend finir seul le travail ; l'ouvrage est mis au placard jusqu'en 1938. En 1932, de Gaulle dédicace néanmoins au maréchal Pétain son ouvrage Le Fil de l'épée : « Car rien ne montre mieux que votre gloire, quelle vertu l'action peut tirer des lumières de la pensée ». Mais en 1938, de Gaulle décide de publier sous son nom le texte du Soldat, et en avertit Pétain, qu'il cite dans la préface comme « inspirateur de l'ouvrage », dont il a retiré toutes les suggestions et observations faites par son supérieur. Pour arranger les choses, Pétain le reçut chez lui et lui proposa de rédiger une dédicace que de Gaulle estime pouvoir adapter dans un premier temps ; devant cette réécriture, Pétain intervient directement auprès de l'éditeur pour demander une correction, que de Gaulle lui accorde bien volontiers, « vos désirs [étant] pour moi des ordres ». Mais Pétain semble considérer désormais que le colonel n'est plus qu'un ambitieux dépourvu d'éducation, et le lieutenant-colonel de Gaulle a perdu sa considération pour Pétain (depuis déjà le renvoi par Pétain de Lyautey) d'où une brouille définitive entre les deux hommes qui ne se reverront brièvement qu'en juin 1940,,.
Dans son premier ouvrage, de Gaulle insiste sur la nécessité de l'unité du commandement et de la nation, donnant la primauté au politique sur le militaire. C'est selon lui à cause de ses divisions que l'Allemagne a perdu. En publiant la reprise de ses conférences sur le rôle du commandement, en 1932, dans Le Fil de l'épée il rappelle l'importance de la formation des chefs et le poids des circonstances. Si de Gaulle étudie l'importance de la défense statique au point d'écrire : « La fortification de son territoire est pour la France une nécessité permanente […] L'encouragement de l'esprit de résistance d'un peuple par l'existence de fortifications permanentes, la cristallisation, l'exaltation de ses énergies par la défense des places sont des faits que les politiques comme les militaires ont le devoir de reconnaître dans le passé et de préparer dans l'avenir », il n'en est pas moins sensible aux idées du général Jean-Baptiste Eugène Estienne sur la nécessité d'un corps de blindés, alliant le feu et le mouvement, capable d'initiatives et d'offensives hardies. Sur ce point il entre de plus en plus en opposition avec les doctrines officielles, en particulier celles de Pétain.
Dans son ouvrage Vers l'armée de métier, il développe cette question de fond qui nécessite la création d'une armée professionnelle aux côtés de la conscription. Il devient alors le promoteur de la création d'unités blindées autonomes non liées à l'infanterie. Cependant, cette idée rencontre peu d'échos favorables, à l'exception notable de Paul Reynaud, député de centre-droit, ou de Philippe Serre[réf. nécessaire].
À ce sujet, l'armée comptait d'ardents partisans des divisions cuirassées : les généraux Weygand, Billotte, Héring, Doumenc, Delestraint et, en particulier, la plupart des généraux issus de la cavalerie, comme Prioux qui sera en 1940 vainqueur tactique d'une bataille contre un corps d'armée de panzers allemands, ou Touzet du Vigier qui commandera l'une des deux divisions blindées de 1944 sous les ordres de De Lattre.
À l'étranger, en revanche, l'idée du général Estienne d'employer des blindés dans une « percée motorisée » reprise par de Gaulle a déjà suscité la plus grande attention (Heinz Guderian, Liddell Hart). Vers l'armée de métier n'a en France qu'un bref succès de curiosité et ne fait que conforter le général Guderian dans ses idées, lui qui était déjà en train de créer la force mécanique allemande. Néanmoins, les théories de Charles de Gaulle sont suivies avec intérêt par Adolf Hitler, Albert Speer rapportant que le Führer avait lu à plusieurs reprises le livre du général de Gaulle et qu'il affirmait avoir beaucoup appris grâce à lui.

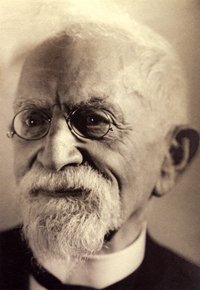
Le colonel Émile Mayer.

En revanche, contrairement à son influent aîné le colonel Émile Mayer (dont il est intellectuellement proche, se considérant comme son élève), de Gaulle ne perçoit pas l'importance de l'aviation à laquelle il n'attribue qu'un rôle secondaire : « Les troupes à terre recevront de l'aviation une aide précieuse quant à leur camouflage. Les fumées épandues sur le sol du haut des airs cachent en quelques minutes de vastes surfaces du sol tandis que le bruit des machines volantes couvre celui des moteurs chenillés ». Il faudra attendre l'édition de 1944 où il fera ajouter une phrase : « Mais surtout en frappant elle-même à vue directe et profondément, l'aviation devient par excellence l'arme dont les effets foudroyants se combinent le mieux avec les vertus de rupture et d'exploitation de grandes unités mécaniques ».
À Paris, de Gaulle est introduit par Lucien Nachin dans le salon non conformiste qui se tient autour du colonel Mayer, retraité très ouvert, favorable à une réforme de la stratégie : l'état-major ne doit pas se contenter d'une stratégie défensive derrière la ligne Maginot. Cependant, ni l'un ni l'autre ne sont écoutés. Partant des idées du général Fuller et du critique militaire britannique Liddell Hart, Charles de Gaulle défend une guerre de mouvement menée par des soldats de métier, et appuyée par des blindés.

### Idées et fréquentations politiques avant la guerre

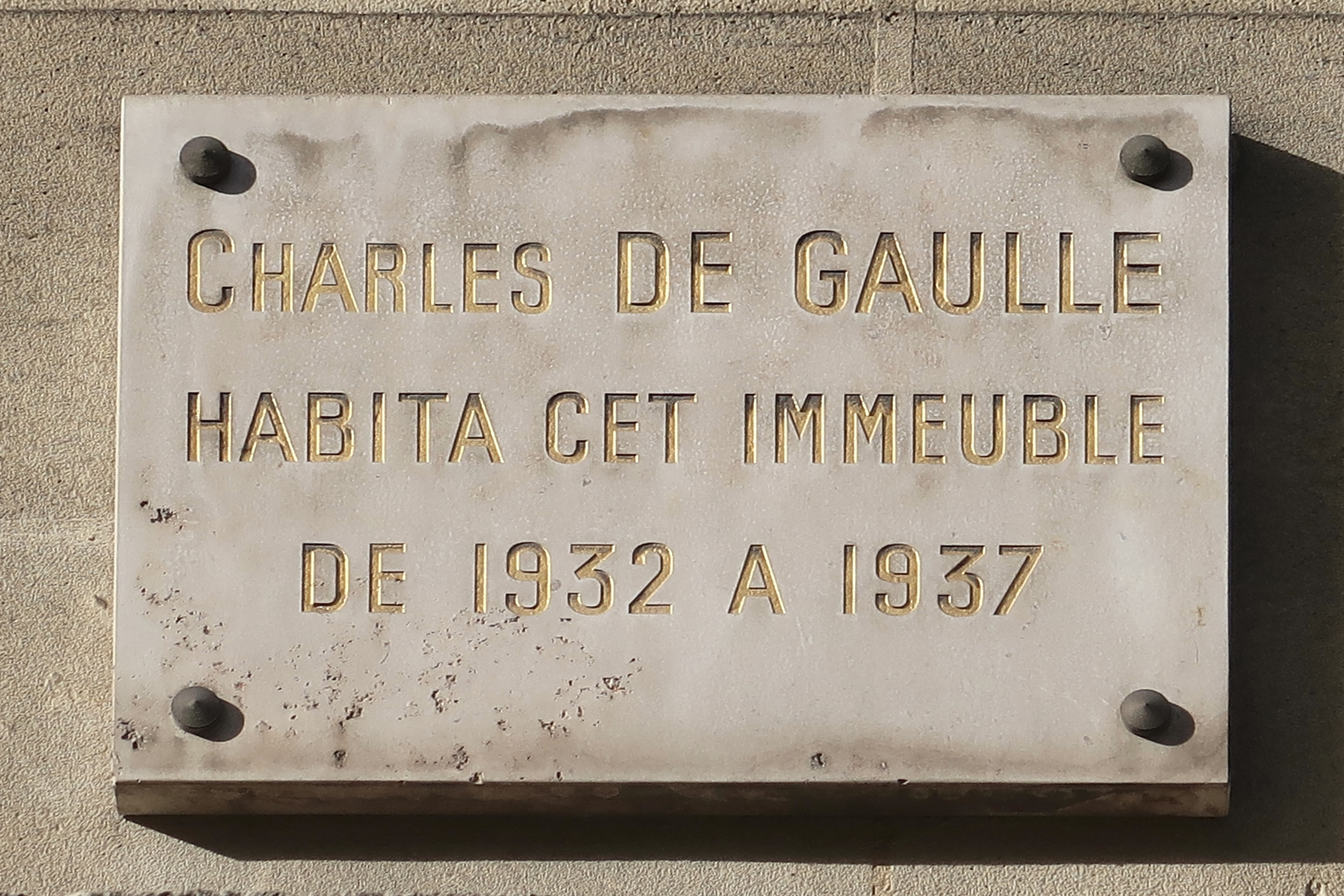
Plaque no 110 boulevard Raspail (6e arrondissement de Paris), où vit Charles de Gaulle de 1932 à 1937.

Charles de Gaulle fait une conférence à la Sorbonne au printemps 1934, sous l'égide du cercle Fustel de Coulanges, une vitrine de l’Action française. Influencé originellement par la tradition monarchiste, Charles de Gaulle, militaire soumis au devoir de réserve, révèle dans sa correspondance privée son peu de considération pour le parlementarisme et lui préfère un régime fort, tout en se tenant publiquement à l'écart de l’antirépublicanisme d'une partie de l'armée. Cette méfiance à l'égard du parlementarisme explique que Charles de Gaulle se soit senti avant la guerre proche de l'Action française, avant que la position de Maurras relative aux accords de Munich ne l'en éloigne. Ainsi, Paul Reynaud, qui rencontra en captivité en Allemagne la sœur du général de Gaulle, Marie-Agnès Cailliau, note dans ses carnets de captivité parlant de cette dernière : « Très franche, intelligente et bonne, [elle] nous raconte que Charles était monarchiste, qu'il défendait Maurras contre son frère Pierre jusqu'à en avoir les larmes aux yeux dans une discussion. Mais au moment de Munich, il a désapprouvé entièrement l'attitude de Maurras. » De même, Christian Pineau dira à André Gillois « que le général avait reconnu devant lui qu’il avait été inscrit à l’Action française et qu’il s’était rallié à la République pour ne pas aller contre le sentiment des Français ». Lui-même résistant de gauche, Claude Bourdet qualifiera de Gaulle d’homme de droite, longtemps proche de l’Action française, devenu républicain par mimétisme. Selon Edmond Michelet, de Gaulle subit l’influence de Maurras,.
Pourtant, si la pensée de Maurras a influencé de Gaulle durant la première partie de sa vie, celles de Charles Péguy,,et de Maurice Barrès ressortiront davantage dès les années 1930.
De fait il fréquente le colonel Émile Mayer, officier israélite, dreyfusard et socialisant. Ayant avant la Première Guerre mondiale assisté à Lille à des meetings de Jaurès, il a aussi fréquenté le socialiste Club du Faubourg et les mouvements non-conformistes des années 30 (Esprit). Il adhéra également aux Amis de Temps présent, groupe de militants qui soutenait Temps présent, comme l'indique Éric Roussel, qui signale cependant que de Gaulle « n'est pas devenu pour autant démocrate-chrétien, loin s'en faut. » Cet hebdomadaire est en effet de la mouvance catholique progressiste et proche du Sillon de Marc Sangnier, mouvance qui fut favorable au Front populaire et à l'intervention de la France aux côtés des républicains espagnols. L'hebdomadaire Temps présent saluera la nomination de Charles de Gaulle comme sous-secrétaire d'État à la Guerre dans son dernier numéro de juin 1940, comme le signale le Centre d'information sur le gaullisme, signalant au passage que de Gaulle fut aussi l'un des premiers abonnés à Sept, hebdomadaire à direction religieuse dont Temps présent était le successeur.
Le 1er janvier 1934, Charles de Gaulle publie dans la revue militaire une étude sur la mobilisation économique à l'étranger. À la recherche d'exemples pour la France, il cite parmi d'autres l'Italie mussolinienne, mais étudie aussi favorablement l'exemple de l'Amérique de Roosevelt. Le futur général de Gaulle fera l'apologie du livre La réforme de l'État publié par André Tardieu en 1934 et dira s'en être inspiré pour la constitution de la Ve République.
De fait, avant la guerre, de Gaulle n'est pas un idéologue, mais un homme de réflexion et d'action et d'ambition.

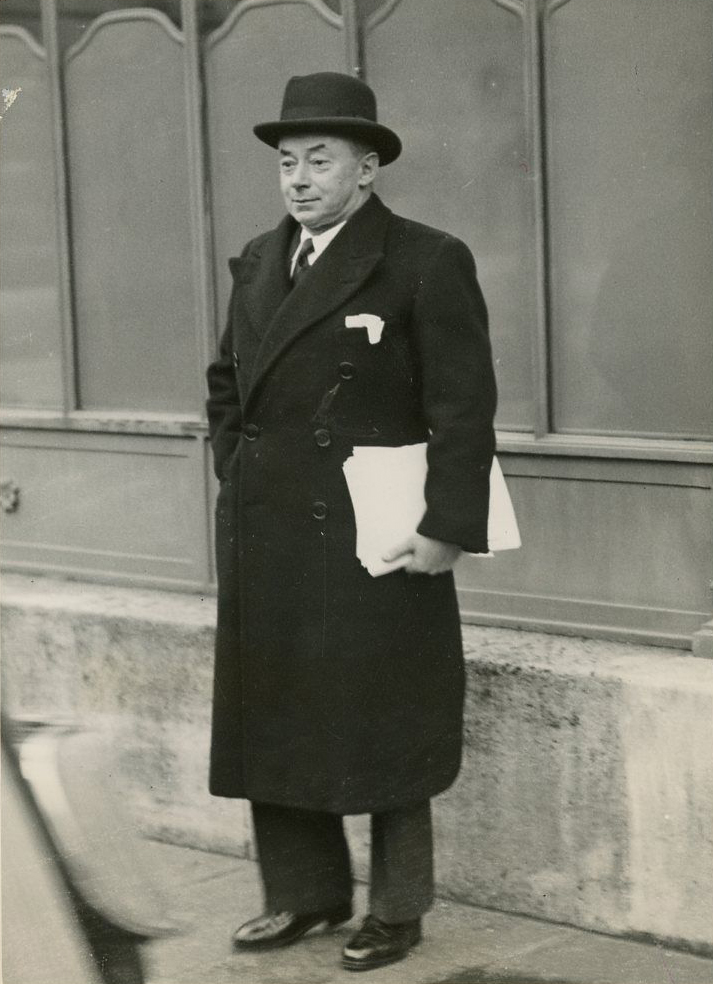
Paul Reynaud en 1938.

À cette fin, il se rapproche d'hommes politiques de différentes tendances pour se faire connaître et faire progresser ses idées. Dans le salon de Mayer, il a fait la connaissance de l'avocat Jean Auburtin, qui affirme être son principal mentor politique. De fait, Auburtin peut lui présenter Paul Reynaud (accompagné de son conseiller d'alors, Gaston Palewski), que de Gaulle fréquente ensuite régulièrement (il lui écrira soixante fois de 1936 à 1940), et qui portera au palais Bourbon le système du colonel. Auburtin lui présente également d'autres personnalités politiques plus à gauche, telles que Léo Lagrange (président de la commission de l'armée à la Chambre des députés) et Marcel Déat, tous deux intéressés par l'armée de métier ; si le premier ne s'engage pas par loyauté envers Léon Blum, le second, qui vient de rompre avec le dirigeant de la SFIO, accepte de lui prêter son concours (après sa défaite aux élections de 1936 — et son attirance pour une voie opposée, Déat ne sera plus d'un réel soutien). De Gaulle affirme à propos de Déat en novembre 1937, après avoir reçu un exemplaire de Le Front populaire au tournant : « Déat a sans aucun doute un grand talent et une haute valeur. C'est de quoi on lui en veut. Mais patience, je crois qu'on le verra remonter et aller très haut. » Il enverra à Déat en 1940 un exemplaire de son mémorandum L’Avènement de la force mécanique, lui manifestant alors encore un intérêt certain.
À la publication de l'ouvrage, Léon Blum manifeste sa vive hostilité pour les idées de l'armée de métier du colonel de Gaulle dans trois articles publiés par le Populaire, car il craint qu'elle ne soit utilisée contre le peuple, notamment les grévistes. Et, de fait, comme le montre une lettre de 1935 envoyée à Paul Reynaud, de Gaulle n'excluait nullement une telle possibilité. Certains passages des livres publiés par le colonel de Gaulle suscitent d'ailleurs l'approbation de l'Action française.
En 1935, de Gaulle approuve le pacte franco-soviétique signé par Laval et Staline, évoquant l'alliance de François Ier avec les musulmans contre Charles Quint pour justifier une alliance destinée à assurer la survie du pays pour justifier un accord avec les Russes « quelque horreur que nous ayons pour leur régime ». De Gaulle décide de faire abstraction des — vices — et des « crimes du régime soviétique » en ne retenant que la théorie de l'ennemi : « nous sommes très franchement avec les Russes puisqu'ils combattent les Allemands ». Comme le dit Claude Bouchinet-Serreulles, « De Gaulle se moque pas mal de Staline ou du communisme, il ne veut voir que l'allié dans la lutte contre l'Allemagne nazie ».
Charles de Gaulle explique dans Vers l'armée de métier quelle est la condition pour faire aboutir ses idées qui sont d'abandonner le service militaire universel au profit d'une armée motorisée composée exclusivement de professionnels : « Il faut qu'un maître apparaisse, indépendant dans ses jugements, irrécusable dans ses ordres, crédité par l'opinion. Serviteur du seul État, dépouillé de préjugés, dédaigneux des clientèles, commis enfermé dans sa tâche, pénétré de longs desseins, au fait des gens et des choses du ressort, faisant corps avec l'armée, dévoué à ceux qu'il commande, homme assez fort pour s'imposer, assez habile pour séduire, assez grand pour une grande œuvre, tel sera le ministre, soldat ou politique, à qui la patrie devra l'économie prochaine de sa force. ». Il affirme également : « Il n'est point de regroupement, de parti, de consul, qui n'invoque le redressement, l'ordre nouveau, l'autorité. Nul doute qu'à bref délai le jeu des institutions, suivant le mouvement des besoins, n'ouvre le champ aux résolus. » Cet appel à la figure du grand homme était déjà présent dans Le Fil de l'épée, où, dès 1932, il exalte, « les ambitieux de premier rang […] qui ne voient d'autre raison que d'imprimer leur marque aux événements » ; dans cet ouvrage, il affirme également : « On ne fait rien de grand sans de grands hommes, et ceux-ci le sont pour l'avoir voulu. » Dans le Fil de l'épée, il brosse le portrait de l'ambitieux de haute stature qui n'est pas forcément un soldat, à tout le moins un émule de Louvois, Carnot, ou au moins de Gouvion Saint-Cyr ou Thiers.
Néanmoins, Blum se laisse progressivement intéresser par la thématique des chars qu'il soutiendra activement au moment de la guerre.
En juillet 1937, le lieutenant-colonel de Gaulle est affecté au 507e régiment de chars de combat basé au quartier Lizé à Montigny-lès-Metz. C'est la rencontre concrète avec « son » outil. Il en prend le commandement par intérim le 5 septembre suivant, puis est promu colonel le 25 décembre 1937. Lors des manœuvres, il tente d'imposer, contre le règlement, sa conception de l'usage autonome des blindés, ce qui lui vaut l'hostilité de son supérieur, le général Henri Giraud.

## Seconde Guerre mondiale

### Combats

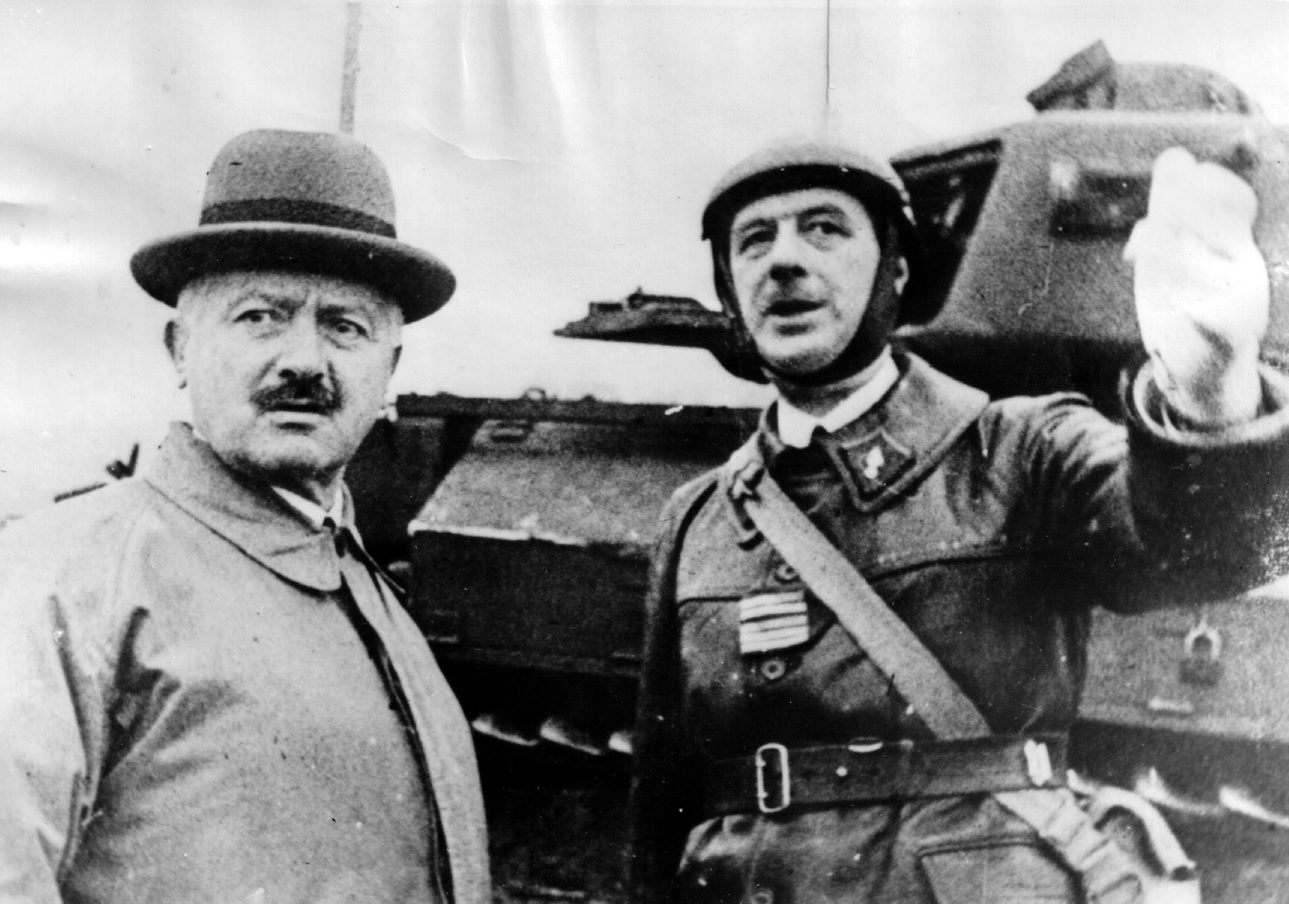
Coiffé d'un casque, le colonel de Gaulle présente au président Albert Lebrun l'unité de chars qu'il commande au sein de la 5e armée sise en Moselle (Goetzenbruck, 23 octobre 1939).

Lorsque la guerre éclate, Charles de Gaulle est toujours colonel, et commande par intérim les chars de la 5e armée du général Bourret. Le 26 janvier 1940, il envoie à quatre-vingts personnalités civiles ou militaires, dont Léon Blum et Paul Reynaud, ainsi qu'aux généraux Maurice Gamelin et Maxime Weygand, un mémorandum fondé sur les opérations de Pologne. Intitulé L'Avènement de la force mécanique, le texte insiste sur la nécessité de constituer de grandes unités autonomes blindées plutôt que de disperser les chars au sein d'unités tactiques plus larges, comme le préconise l'état-major. Trois jours avant l'offensive allemande du 10 mai 1940, qui conduit à une percée rapide du front français, le colonel de Gaulle est averti de la décision du commandement de lui confier la 4e DCR (364 blindés) dont il prend effectivement le commandement le 11 mai. De Gaulle est conseillé par Georges Boris,,.
Le 15 mai, il reçoit la mission de retarder l'ennemi dans la région de Laon afin de gagner des délais nécessaires à la mise en place de la 6e armée chargée de barrer la route de Paris. Mais sa division blindée n'est encore qu'en cours de constitution, ses unités n'ayant jamais opéré ensemble. Il dirige pourtant avec cette unité une contre-attaque vers Montcornet, au nord-est de Laon. C'est l'une des seules qui parviennent à repousser momentanément les troupes allemandes. Prévoyant la défaite rapide de l'armée française sous l'offensive allemande, les civils et les militaires désarmés sur les routes, il affirme que c'est durant la journée du 16 mai que « ce qu'[il] a pu faire, par la suite, c'est ce jour-là qu'[il] l'a résolu ». N'ayant reçu qu'une partie des unités de la 4e DCR, le colonel de Gaulle lance une première attaque avec 80 chars pour tenter de couper les lignes de communication des divisions blindées allemandes le 17 mai. Après avoir atteint ses objectifs dont la ville de Montcornet, la 4e DCR, n'étant pas appuyée, est contrainte de se replier face à l'intervention de renforts ennemis. Les autres unités de la 4e DCR l'ayant rejoint, une nouvelle attaque peut être lancée avec 150 chars qui, après avoir permis d'atteindre les premiers objectifs, est arrêtée par l'intervention de l'aviation d'assaut et de l'artillerie allemandes.
Le 21 mai, à la suite de la bataille de Montcornet, l'état-major envoie un correspondant de guerre pour interroger de Gaulle, qui lance à cette occasion, à Savigny-sur-Ardres, un premier appel radiodiffusé destiné à remonter le moral des Français en vantant les mérites des divisions blindées et qui se termine par la phrase : « Grâce à cela, un jour, nous vaincrons sur toute la ligne ».
Le 25 mai, il est nommé général de brigade à titre temporaire,. Cette nomination, dans une promotion de six colonels, correspond au fait que de Gaulle en tant que commandant d'une division blindée depuis le 7 mai 1940, fait déjà fonction de général, ses trois collègues commandants de division blindée (DCR) étant tous déjà généraux. Elle suscite la satisfaction dans plusieurs journaux, par exemple d'Amédée Dunois dans Le Populaire, ou encore de Charles Maurras dans l'Action française,,.
Trois jours plus tard, le 28 mai, il attaque à deux reprises pour détruire une poche que l'ennemi a conquise au sud de la Somme, à hauteur d'Abbeville. Malgré un déplacement préalable de 200 km qui a lourdement éprouvé le matériel de la 4e DCR, l'opération permet de résorber toute la poche en capturant 400 soldats allemands, mais pas de prendre la ville d'Abbeville. De Gaulle ne parvient que plus tard à franchir la Somme au nord d'Abbeville, une seconde attaque ne permettant pas de prendre la ville, avant de se replier avec la 4e DCR[réf. nécessaire].
Ces résultats limités n'empêchent pas le général Weygand, chef des armées, de décerner le 31 mai 1940 au général de Gaulle une citation très élogieuse en tant que commandant d'une division blindée près d'Abbeville : « Chef admirable de cran et d'énergie. A attaqué avec sa division la tête de pont d'Abbeville très solidement tenue par l'ennemi. A rompu la résistance allemande et progressé de 14 kilomètres à travers les lignes ennemies, faisant des centaines de prisonniers et capturant un matériel considérable ». Commentant le comportement militaire de De Gaulle sur le terrain, l'historien Henri de Wailly juge que celui-ci, loin d'avoir été particulièrement brillant, a montré dans la bataille « les mêmes faiblesses et les mêmes incompétences » que les autres dirigeants militaires.
Au cours de la bataille de Montcornet du 17 mai, la division de De Gaulle perd une quinzaine de soldats tués, une dizaine d'autres blessés et 25 chars contre 85 engagés (les Allemands n'ayant de leur côté perdu aucun char), Face au défaitisme ambiant, la bataille de Montcornet, qui se solde pourtant par une défaite sur le plan militaire, pris l'allure d'une victoire morale.[pas clair]. Elle doit être mise en vis-à-vis de la bataille de Hannut des 12-14 mai. Celle-ci est livrée en Belgique par un corps d'armée blindé dirigé par le général Prioux contre un corps allemand de deux panzer-divisions commandé par le général Hoepner. Elle est considérée comme une victoire sans lendemain, du fait de l'effondrement militaire sur la droite et la gauche du corps Prioux. Côté français, sont engagés sans soutien aérien 411 chars (dont 105 à 164 détruits ou perdus), 104 canons (dont 40 antichars et 12 de DCA). Côté allemand, 623 chars (dont 50 à 164 détruits et 200 endommagés) qui sont engagés, 397 canons (dont 159 antichars et 72 de DCA), ainsi qu'un soutien aérien très actif. Le corps de panzer est arrêté par le corps d'armée français qui doit reculer par la suite pour ne pas être enveloppé sur ses ailes où d'autres unités ont été vaincues.
Entre le 26 mai et le 2 juin, la Grande-Bretagne décide, sans concertation avec le commandement français, de replier son armée en rembarquant par Dunkerque la totalité de son corps expéditionnaire de 200 000 hommes, ainsi que 139 229 Français, laissant le reste de l'armée française seule face aux Allemands qui capturent tout leur matériel (2 472 canons, près de 85 000 véhicules, 68 000 tonnes de munitions, 147 000 tonnes de carburant, 377 000 tonnes d'approvisionnements) et font prisonnier les 35 000 soldats français restants[réf. nécessaire].
Le 1er juin, le colonel de Gaulle est nommé général de brigade à titre temporaire.
Le 16 juin, le chef du gouvernement, Paul Reynaud, relève Édouard Daladier de son ministère et exerce dès lors à sa place les fonctions de ministre de la Guerre[réf. nécessaire].

### Missions diplomatiques et politiques

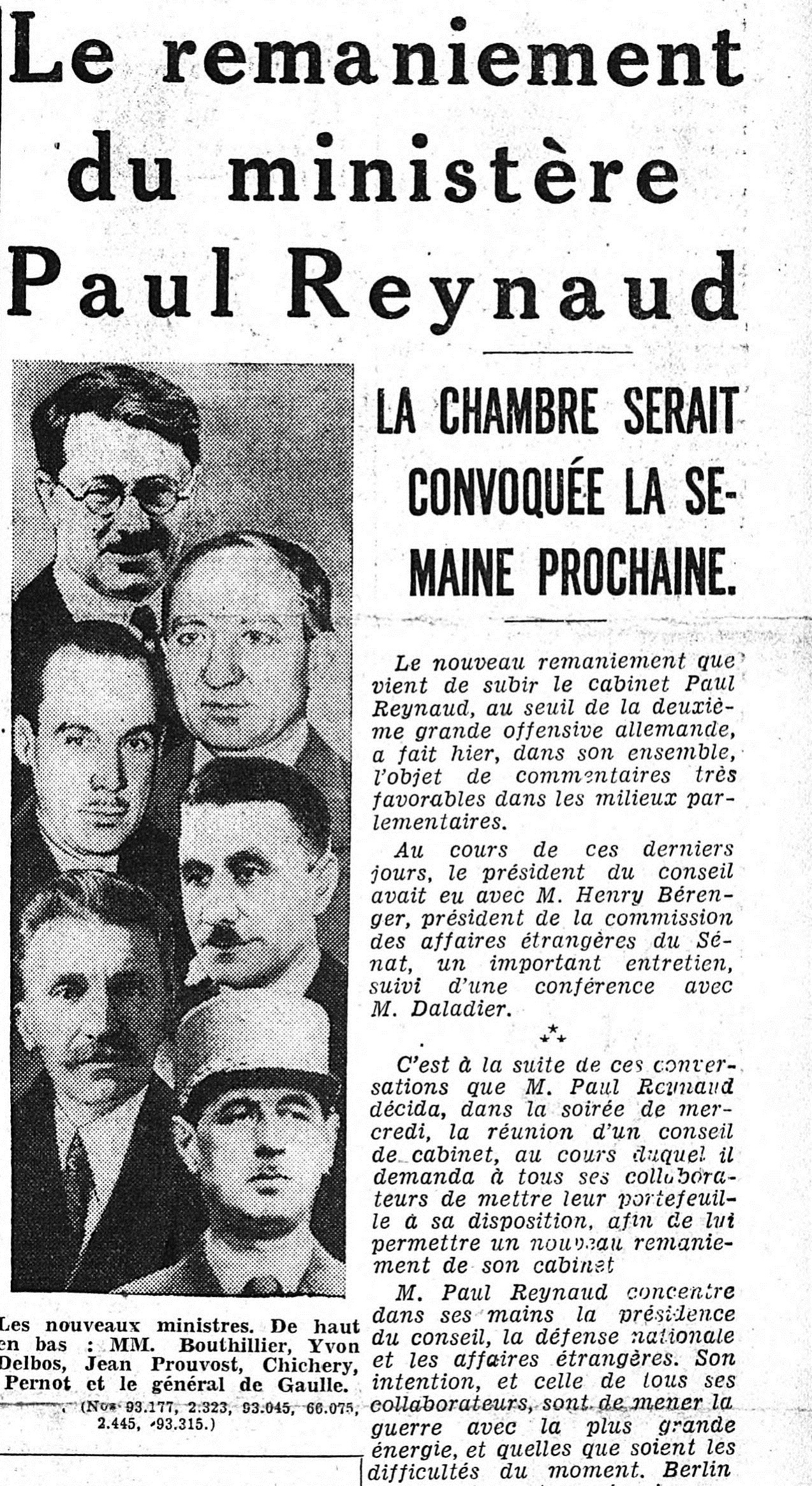
Le 6 juin 1940, le général de Gaulle est nommé sous-secrétaire d'État à la Défense nationale et à la Guerre lors du remaniement du gouvernement Paul Reynaud
(une du journal Le Matin, 7 juin 1940).

Le 6 juin, le général de Gaulle est convoqué d'urgence à Paris par le président du Conseil et ministre de la Guerre, Paul Reynaud, pour occuper dans son gouvernement le poste de sous-secrétaire d'État à la Défense nationale et à la Guerre. Charles de Gaulle sort alors de la hiérarchie militaire pour commencer une carrière politique. Il a pour mission de coordonner l'action avec le Royaume-Uni pour la poursuite du combat. Le 9 juin, il rencontre le Premier ministre du Royaume-Uni, Winston Churchill.
Charles de Gaulle quitte Paris, qui est déclarée ville ouverte et occupée par les Allemands, le 10 juin. Il rejoint alors Orléans, Briare et Tours.
C'est le moment des ultimes réunions du Conseil suprême interallié où Churchill, lors de la conférence de Briare à laquelle de Gaulle participe avec un rôle important, puisqu'il est presque le ministre de la Guerre, tente de convaincre le gouvernement français de continuer la guerre, malgré la défection totale de l'armée anglaise rembarquée à Dunkerque. Le général Weygand demande l’intervention des 25 escadrilles de chasse de la Royal Air Force qui avaient été promises par les Anglais pour pousser la France à entrer en guerre, mais Churchill refuse, car il veut les réserver pour la défense contre une attaque directe du territoire de l'Angleterre.

Le 16 juin, il est en mission à Londres et dicte au téléphone la note de Jean Monnet à Paul Reynaud, intitulée Anglo-French Unity, d'une Union franco-britannique votée le jour même par la Chambre des communes, consistant dans la fusion des armées, notamment des marines, des territoires, des colonies et du gouvernement français dans l'Empire britannique. Il fait valoir que dans le cadre 

« d'un gouvernement unique franco-britannique et vous, Monsieur le Président, pouvez être Président du cabinet de Guerre franco-britannique. »

De retour à Bordeaux, il apprend avec consternation, le 17 juin, la démission du président du Conseil, Paul Reynaud, et son remplacement par Philippe Pétain. Le même jour, la nomination du général Weygand, alors chef d'état-major de l'Armée, comme ministre de la Défense nationale et de la Guerre sonne le glas des ambitions ministérielles de De Gaulle. Le transfert des pouvoirs de chef de gouvernement à Pétain n'ayant lieu que le lendemain, de Gaulle est encore membre du gouvernement Reynaud et se dit qu'il court peu de risques en quittant la France.
Le représentant de Churchill auprès du gouvernement français, le général Edward Spears, est venu à Bordeaux pour tenter de convaincre Paul Reynaud et Georges Mandel de rejoindre Londres, comme le prévoit le projet d'Union franco-britannique, mais sans succès,. Ceux-ci avaient l'intention d'embarquer pour l'Afrique du Nord à bord du Massilia. N'ayant plus de rôle à jouer dans le nouveau gouvernement, et Paul Reynaud lui ayant fait remettre par son ex-directeur de cabinet Jean Laurent 100 000 francs prélevés sur les fonds secrets pour sa logistique à Londres, De Gaulle et son aide de camp Geoffroy Chodron de Courcel obtiennent du général Spears, après maintes hésitations, d'embarquer avec lui dans le de Havilland Flamingo qui repartait à Londres le 17 juin, tout en faisant croire à un enlèvement.

### Appel du 18 Juin 1940

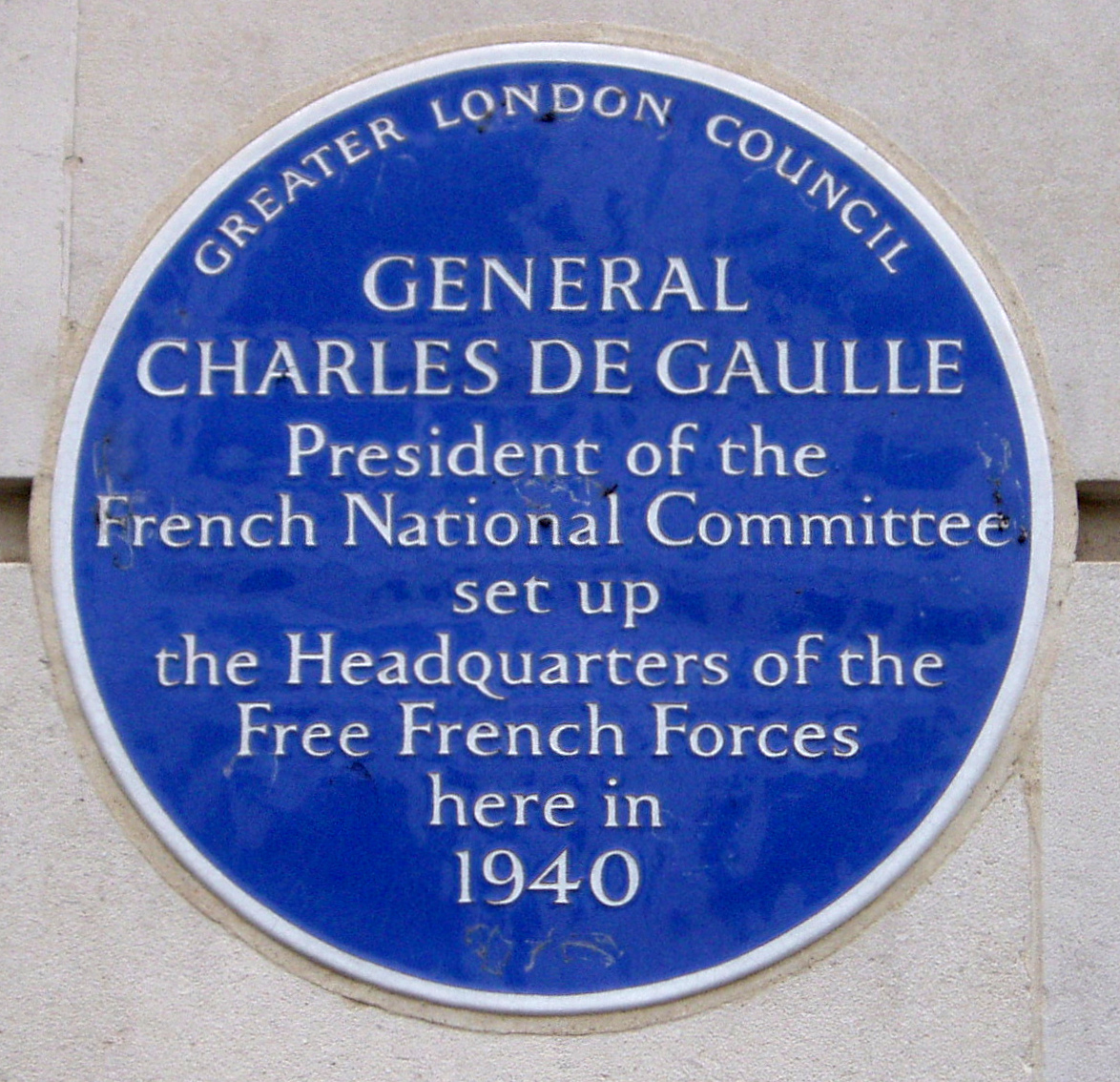
Blue plaque sur le mur de Carlton House Terrace (Londres), son quartier général pendant la Seconde Guerre mondiale.

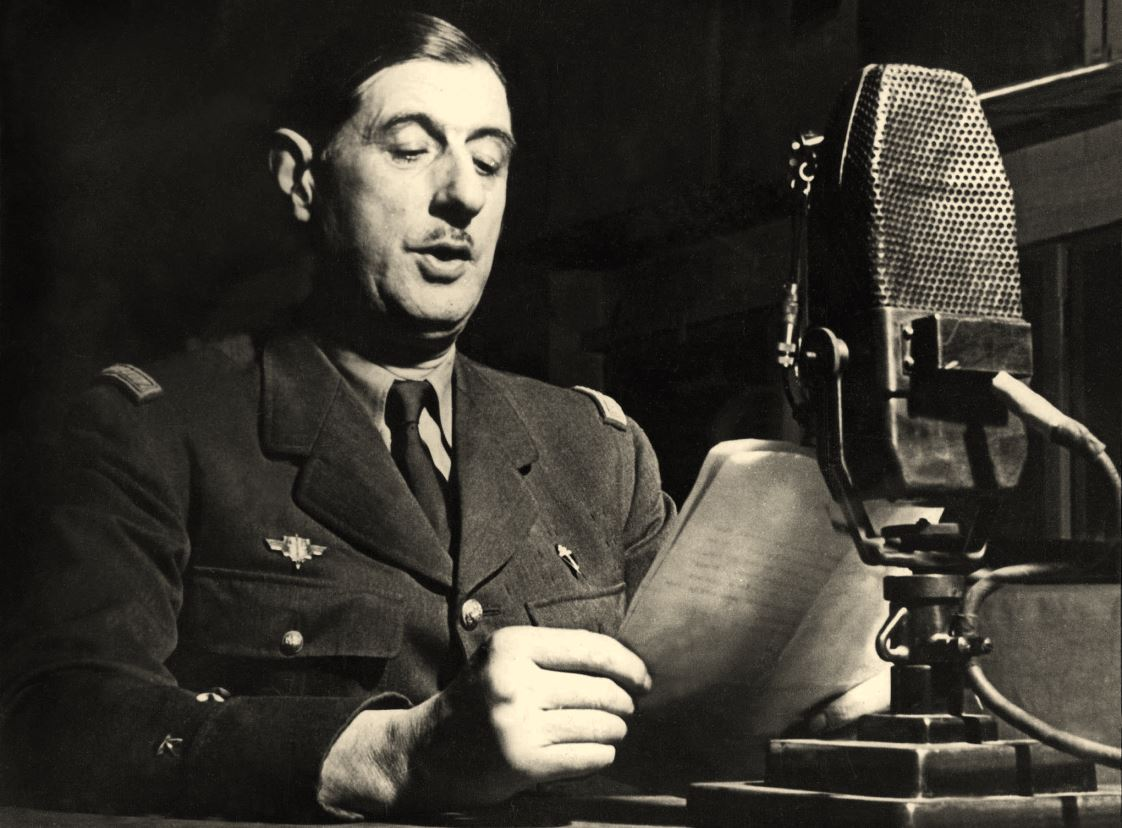
Charles de Gaulle au micro de la BBC à Londres. Ce cliché est postérieur au 18 juin 1940, car le Général porte sur sa vareuse l'insigne à croix de Lorraine, adoptée comme emblème de la France libre en juillet de la même année. Aucune photographie n'a été prise durant la lecture de l'appel du 18 Juin.

Le gouvernement britannique avait tenté vainement de convaincre Paul Reynaud de transférer le gouvernement français au Royaume-Uni avec Georges Mandel, ancien ministre des Colonies devenu ministre de l'Intérieur, qui aurait lancé lui-même un appel à poursuivre les combats avec toutes les ressources de l'Empire français. Réfugiés à Bordeaux avec leurs familles pour fuir l'invasion allemande, ceux-ci avaient réquisitionné le paquebot Massilia, qui devait appareiller le 19 juin 1940 pour l'Afrique du Nord[réf. nécessaire].
Dans l'après-midi du 17 juin, alors que Pétain vient d'appeler à cesser le combat, de Gaulle soumet à Churchill son projet de s'exprimer à la radio. Le Premier ministre britannique, avec lequel il s'est déjà entretenu à plusieurs reprises lors des jours précédents, accepte sans hésiter. Le 18 juin 1940, de Gaulle rédige donc son appel qu'il s'apprête à diffuser sur le programme Radio Londres de la BBC.
Cependant, le cabinet de guerre britannique et notamment le ministre des Affaires étrangères Lord Halifax, n'est pas favorable à cet appel. Les ministres britanniques veulent éviter de gêner le gouvernement Pétain dans ses négociations d'un armistice qu'ils souhaitent le plus favorable possible aux Alliés. Tout au long de la journée du 18 juin, le Conseil des ministres britannique discute du texte rédigé par De Gaulle. Devant le soutien du Premier ministre, ils donnent finalement leur accord mais exigent quelques modifications afin de ménager le gouvernement français dont on ne connaît pas encore l'orientation.
Après avoir déjeuné avec Duff Cooper, ministre de l’Information britannique, le général de Gaulle accepte d'atténuer sa critique de Philippe Pétain et de son gouvernement . Le maréchal n'est ainsi pas nommé dans son discours, et la première phrase du texte faisant référence à la trahison du nouveau gouvernement qui « s'est mis en rapport avec l'ennemi pour cesser le combat. » est remplacée par , :

« Le gouvernement français a demandé à l’ennemi à quelles conditions honorables un cessez-le-feu était possible. Il a déclaré que, si ces conditions étaient contraires à l’honneur, la dignité et l’indépendance de la France, la lutte devait continuer. »

Charles de Gaulle enregistre son texte vers 18h dans les studios de la BBC. Diffusé en France en fin de soirée, son message appelle tous les militaires, ingénieurs et ouvriers d'armement français qui se trouvent en territoire britannique ou qui pourraient s'y trouver à le rejoindre pour continuer le combat. Anticipant le caractère mondial du conflit, de Gaulle affirme que la victoire sur l'Allemagne nazie est possible. Il fonde son espoir sur les atouts stratégiques encore mobilisables au-delà de la métropole : l'Empire colonial français, la puissance maritime des britanniques ainsi que l'industrie américaine.
La BBC communique le texte du Ministry of Information (MOI) à la presse, il est publié dans The Times du 19 juin 1940, page 6 col. 3, dans le Daily Express, et dans quelques quotidiens régionaux français dont Le Petit Provençal qui le cite sur sa une (colonnes 5 et 6) de son édition de Marseille du mercredi 19 juin 1940. Le même jour, la BBC rediffuse l'appel à quatre reprises. Cependant, très peu de personnes se souviennent de l'avoir entendu, ou de l'avoir remarqué dans la presse.
Ce texte est à l'origine du mythe faisant du général le « père de la Résistance » alors que ce dernier ne prendra conscience de l'intérêt de la Résistance intérieure qu'à partir de 1941.
La modification demandée par les ministres britanniques a longtemps été occultée. Elle disparaît dans le Bulletin officiel des Forces françaises libres du 15 août 1940, dans le premier numéro du Journal officiel de la France libre le 20 janvier 1941, puis dans les Mémoires de guerre et dans l'ensemble des recueils de discours du général de Gaulle, qui continuent à faire commencer l'appel avec la phrase supprimée qui décrivait parfaitement la situation d'éviction que de Gaulle vivait à ce moment :

« Les chefs qui, depuis de nombreuses années, sont à la tête des armées françaises, ont formé un gouvernement.
Ce gouvernement, alléguant la défaite de nos armées, s'est mis en rapport avec l'ennemi pour cesser le combat. »

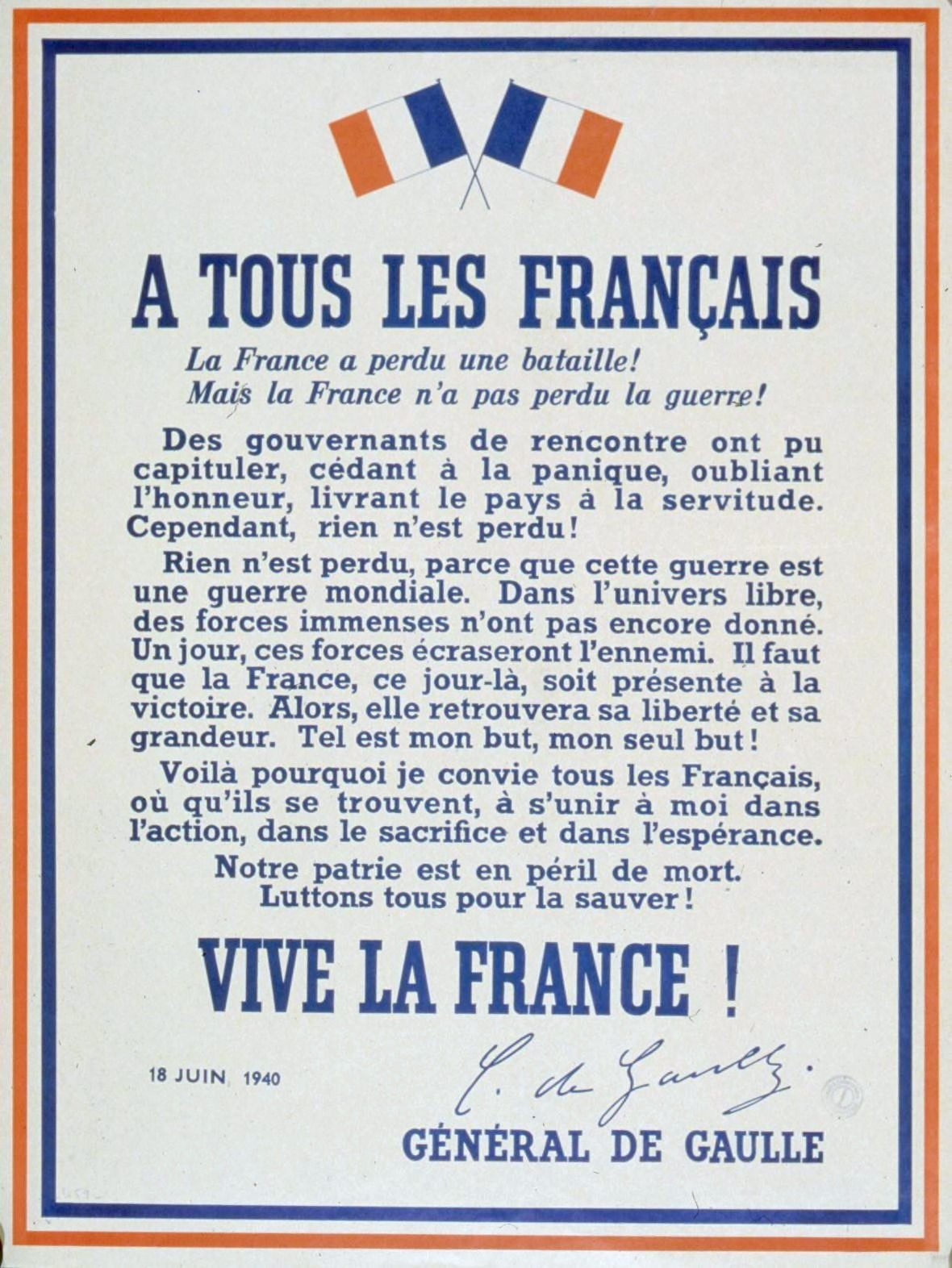
Affiche « À tous les Français » placardée dans la ville de Londres le 5 août 1940

Aucun enregistrement de l'appel radiophonique n'ayant été conservé, le texte du 18 juin est parfois confondu avec le contenu des autres appels à résister lancés par de Gaulle. En effet, celui-ci reformule son message à plusieurs reprises : le 22 juin 1940 à la radio, jour de la signature de l'armistice par le gouvernement pétainiste, puis le 2 juillet 1940 alors qu'il est filmé pour les actualités cinématographiques.  Son appel est également imprimé sur une  affiche devenue célèbre, placardée dans des rues de Londres le 5 août 1940.
En janvier 2023, le journal Le Monde en partenariat avec l'Institut de Recherche et Coordination Accoustique Musique (IRCAM), avec la participation de l'acteur François Morel, a reconstitué une version du discours radiodiffusé le 18 juin 1940, avec l'aide de l'intelligence artificielle.

« Le gouvernement français a demandé à l’ennemi à quelles conditions honorables un cessez-le-feu était possible. Il a déclaré que, si ces conditions étaient contraires à l’honneur, la dignité et l’indépendance de la France, la lutte devait continuer.

[…] Certes, nous avons été, nous sommes submergés par la force mécanique terrestre et aérienne de l'ennemi. Infiniment plus que leur nombre, ce sont les chars, les avions, la tactique des Allemands qui nous font reculer. Ce sont les chars, les avions, la tactique des Allemands qui ont surpris nos chefs au point de les amener là où ils en sont aujourd'hui. […]

La France n'est pas seule […] elle a un vaste empire derrière elle. Elle peut faire bloc avec l'Empire britannique qui tient la mer et continue la lutte. Elle peut comme l'Angleterre utiliser sans limite l'industrie des États-Unis. […]

Moi, Général De Gaulle, actuellement à Londres, j'invite les officiers et les soldats français qui se trouvent en territoire britannique ou qui viendraient à s'y trouver, avec leurs armes ou sans leurs armes, à se mettre en rapport avec moi. Quoi qu'il arrive, la flamme de la résistance française ne doit pas s'éteindre et ne s'éteindra pas. »

### Sanctions

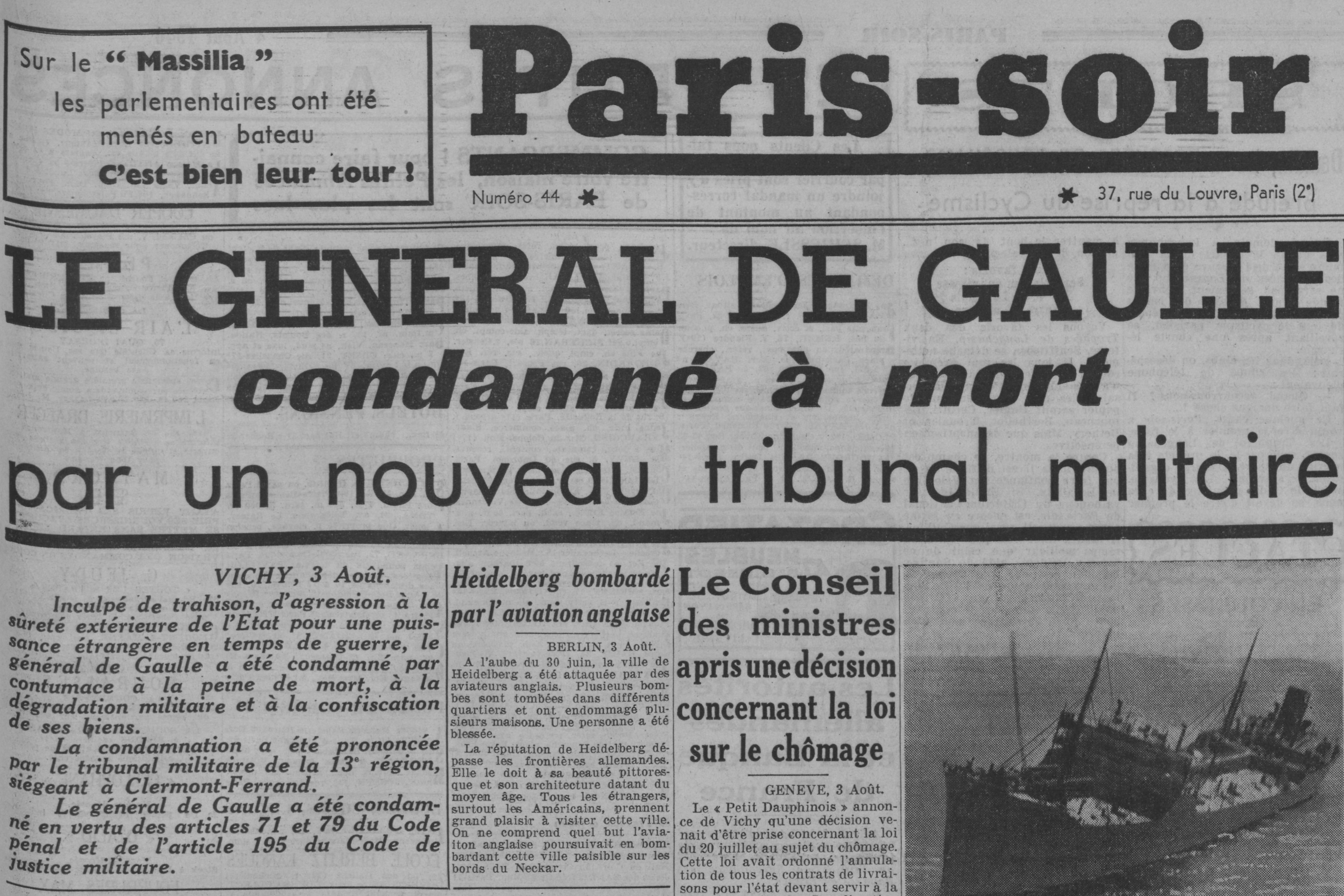
Le 2 août 1940, de Gaulle est condamné à mort par contumace par le tribunal militaire siégeant à Clermont-Ferrand (une de Paris-Soir).

Les actions de De Gaulle à Londres se font sans aucun ordre de mission. Le 19 juin, le général Weygand, qui est ministre de la Guerre et son supérieur hiérarchique, lui donne l'ordre de revenir de Londres, et le 22 juin il annule sa promotion au grade de général à titre temporaire. Le 23 juin, le président de la République Albert Lebrun prend un décret décidant de mettre le colonel de Gaulle à la retraite d'office par mesure disciplinaire, et de le traduire devant le Conseil de guerre, qui le condamne le 4 juillet à quatre ans de prison et à la perte de sa nationalité française,.
Un mois après le déclenchement de l'opération Catapult par Winston Churchill avec l'attaque sur Mers el-Kébir (du 3 au 6 juillet), l'attaque du cuirassé Richelieu à Dakar par les Fairey Swordfish du porte-avions HMS Hermes et du cuirassé Jean Bart à Casablanca par des vedettes lance-torpilles britanniques (le 8 juillet), et tandis que de Gaulle préparait l'attaque de Dakar, il est inculpé de « trahison, atteinte à la sûreté extérieure de l'État, désertion à l'étranger en temps de guerre sur un territoire en état de guerre et de siège » et condamné à Clermont-Ferrand le 2 août 1940 à la « peine de mort, dégradation militaire et confiscation de ses biens meubles et immeubles ». Sa déchéance de la nationalité française est confirmée dans un décret du 8 décembre 1940,.

### France libre

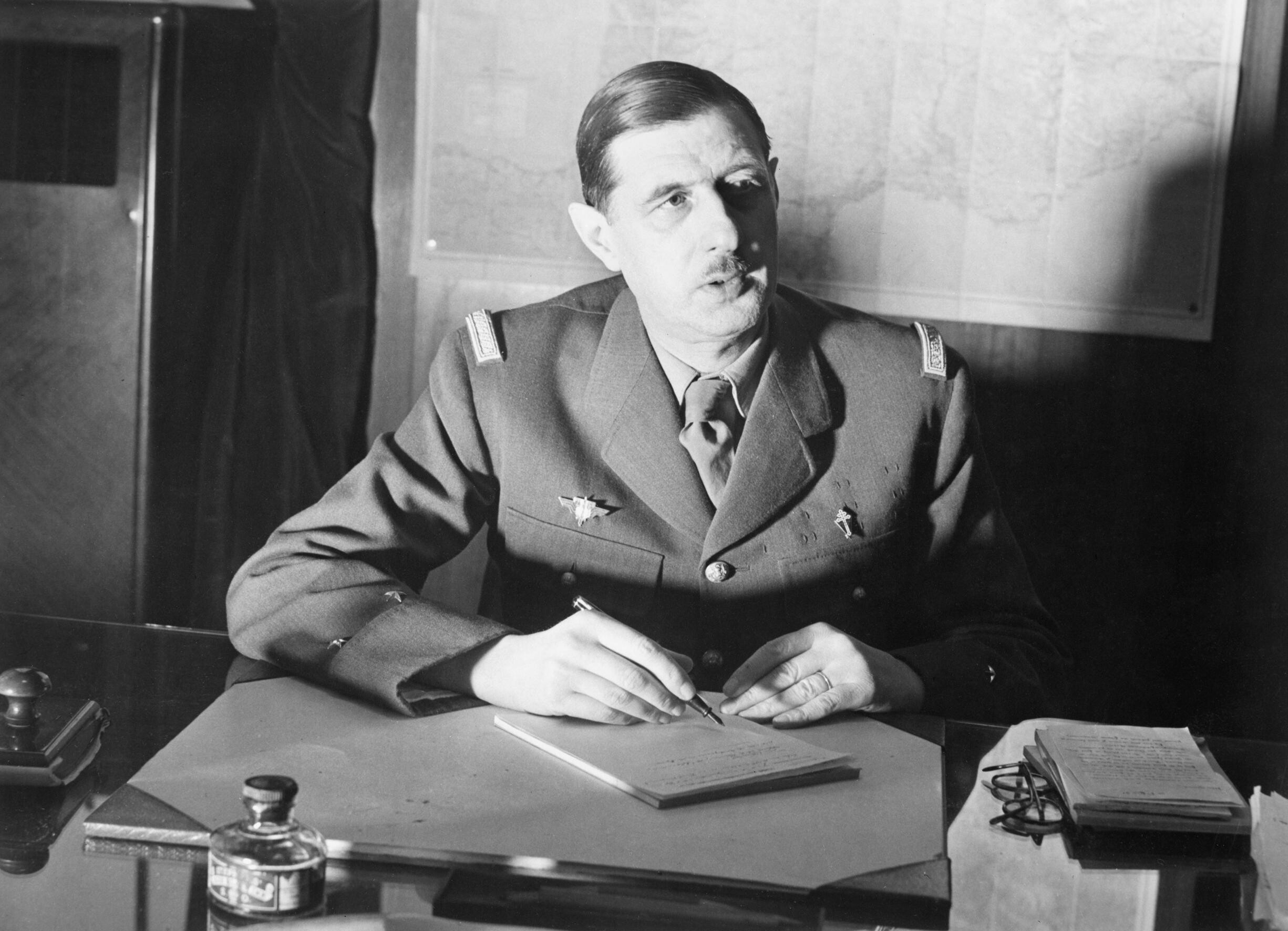
Le général de Gaulle dans son bureau de la France libre à Londres.

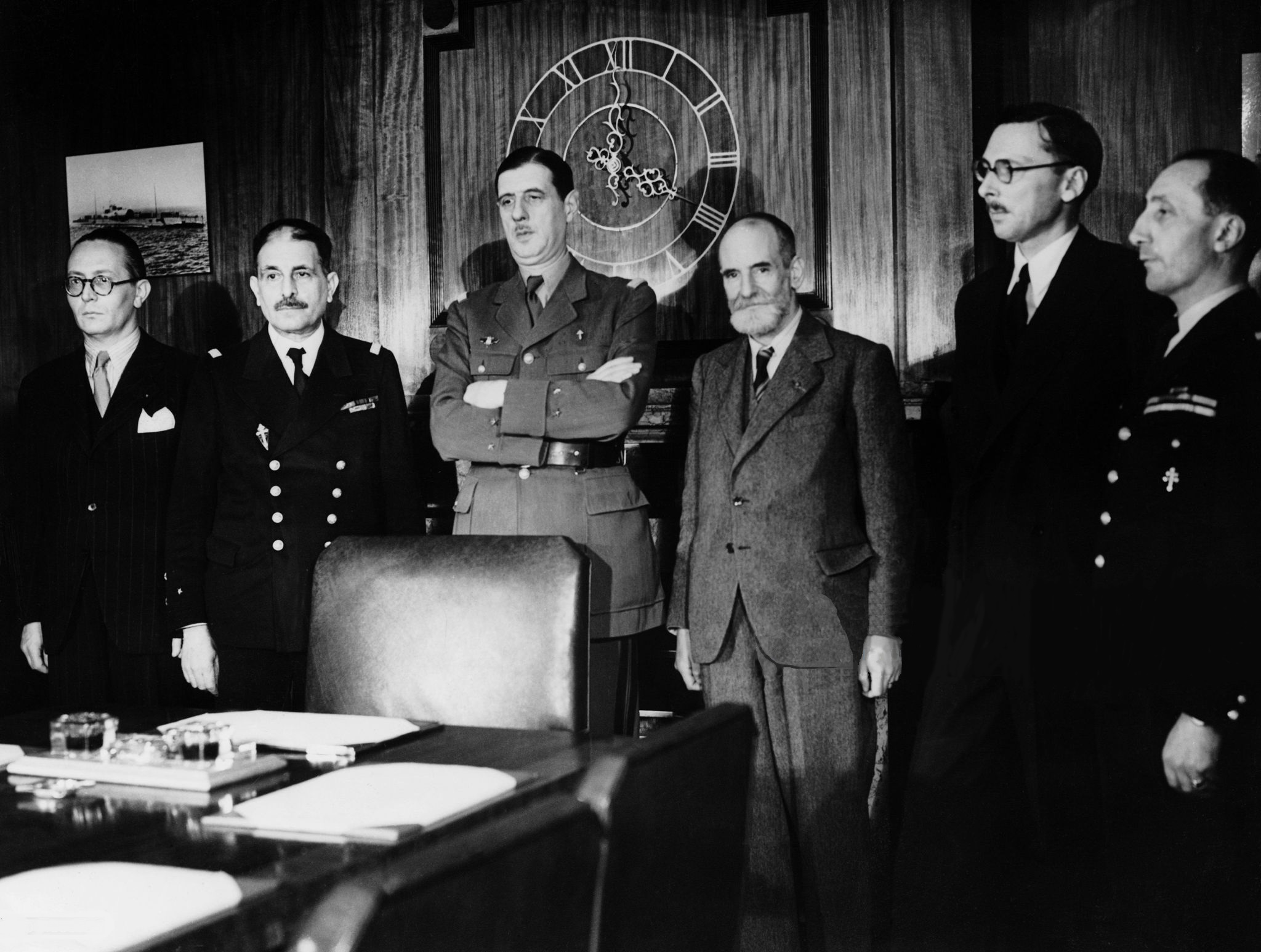
Le Comité national français à Londres. De gauche à droite : André Diethelm, le vice-amiral Muselier, le général de Gaulle, René Cassin, René Pleven et l'amiral Auboyneau.

De Londres, de Gaulle crée puis dirige les Forces françaises libres. Il est reconnu par Winston Churchill chef des Français libres le 27 juin 1940. Mais son but est devenu beaucoup plus ambitieux que de mettre en place une légion de volontaires qui continuerait la lutte aux côtés de l'Empire britannique. Il s'agit pour de Gaulle d'ignorer le traité d'armistice qui a été signé et de poursuivre le projet établi de Paul Reynaud, de garder la France dans la guerre contre Hitler, en créant une armée et un contre-État doté de tous les attributs de souveraineté et légitimité, et qui se donne une base territoriale en ralliant les territoires français de l'Empire colonial, future plate-forme de la reconquête.
Dès le début de l'été 1940, à partir de presque rien et assisté de quelques volontaires, de Gaulle jette ainsi les bases d'une marine (FNFL), d'une aviation (FAFL), de forces terrestres (FFL), d'un service de renseignements (le BCRA du colonel Passy, vite actif en métropole). La croix de Lorraine proposée par l'amiral Muselier,,, devient son emblème. Les statuts juridiques de la France libre et ses rapports avec le gouvernement anglais sont fixés par le juriste René Cassin. La France libre a bientôt sa banque, son journal officiel, ses décorations — le Général fonde l'ordre de la Libération à Brazzaville dès octobre 1940, pour honorer ses « compagnons ». Des comités français libres actifs dans le monde entier se constituent et tentent de rallier à de Gaulle les Français de l'étranger, les opinions et les gouvernements. Il y organise également le 27 octobre le Conseil de défense de l'Empire, à la suite de son « manifeste à Brazzaville »,.

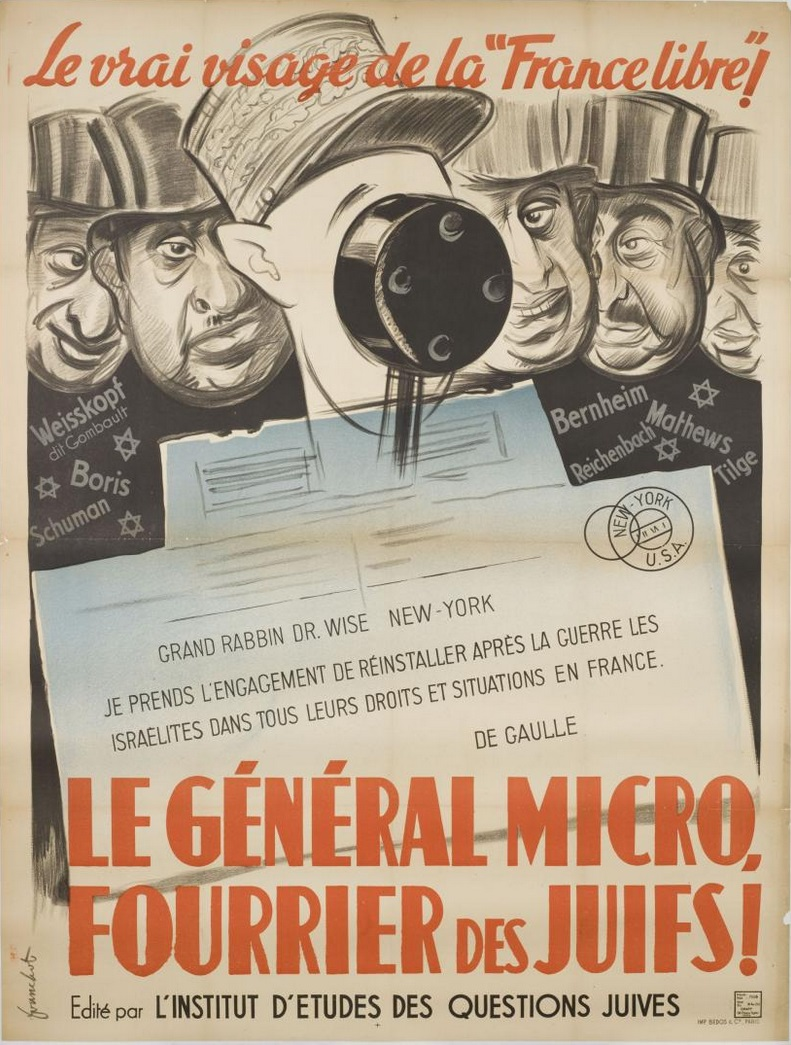
Le général micro, fourrier des juifs !
Éditée par l'Institut d'étude des questions juives en novembre 1941, cette affiche antisémite dépeint de Gaulle sans visage, réduit au rôle de relais radiophonique au service des caricatures traditionnelles de riches capitalistes juifs portant des hauts-de-forme (musée Carnavalet),,.

En France, de Gaulle a été condamné deux fois par contumace. En Grande-Bretagne, il trouve en revanche le soutien de Winston Churchill, mais aussi celui du Parlement, de la presse et de l'opinion publique, reconnaissantes au gallant French d'être resté aux côtés de leur pays au pire moment de la menace allemande. Cet appui, comme celui de l'opinion américaine, se révèle plus tard un atout très précieux lors des tensions avec Londres et Washington.

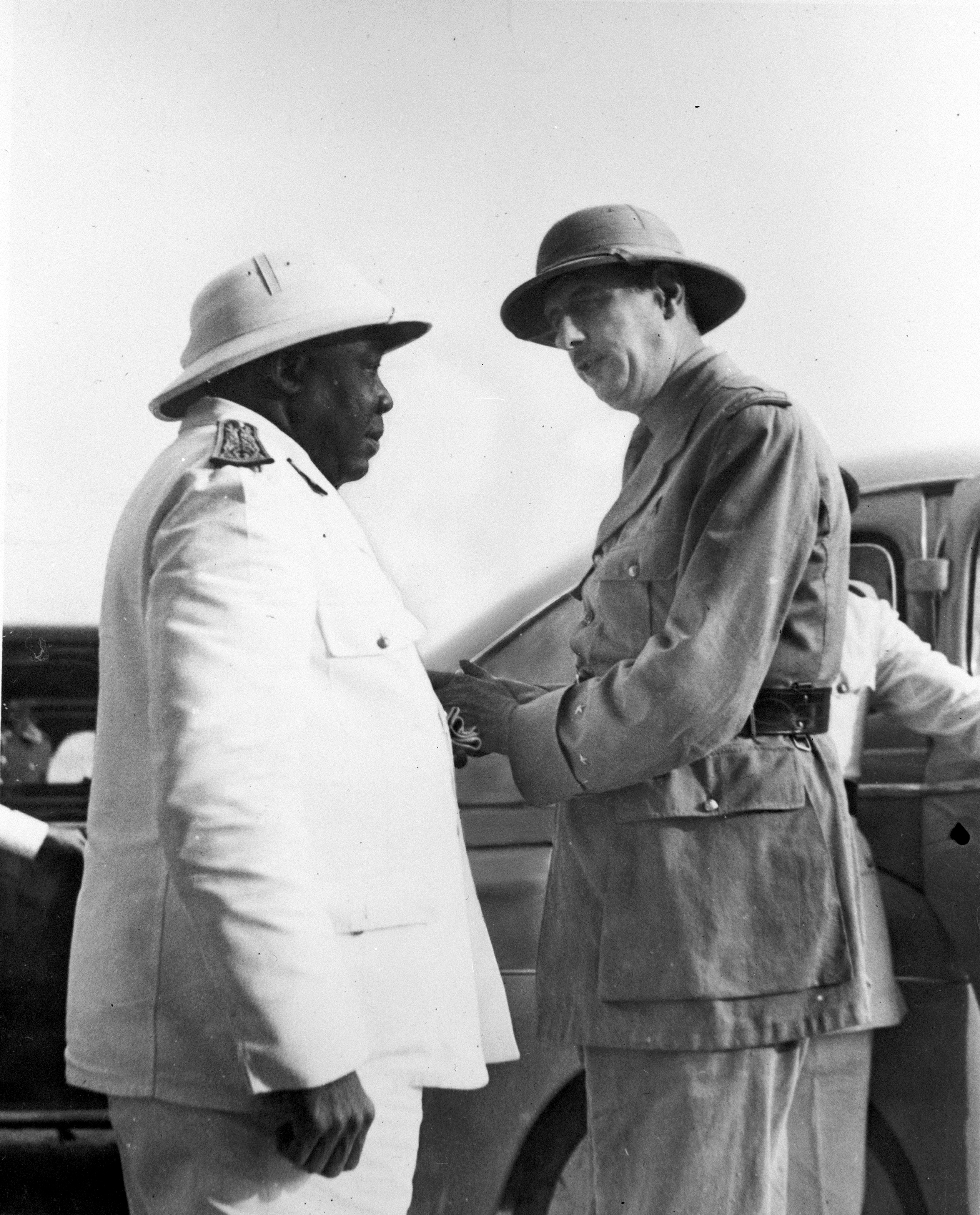
Avec le gouverneur général Félix Éboué au Tchad (Afrique-Équatoriale française) vers la fin 1940.

Convaincu de l’importance stratégique de l’empire colonial, de Gaulle annonce dès le 30 juin 1940 son intention d’instituer un Conseil de défense de l'Empire et adresse un appel à tous les fonctionnaires civils et militaires des colonies les exhortant à se rallier à son mouvement de résistance. D'abord, seuls les territoires insulaires du Pacifique, isolés dans un environnement géopolitique australo-britannique — les Nouvelles-Hébrides, puis la Polynésie et la Nouvelle-Calédonie — et l'Inde française, se rallient. Le 26 août 1940, le ralliement du Tchad, également frontalier de territoires britanniques (Soudan anglo-égyptien et Nigeria), est accompli par le gouverneur Félix Eboué, et à la suite de quelques coups de force militaires, de Gaulle se rend maître du reste de l'Afrique-Équatoriale française. C’est dans la foulée de ces ralliements rapides qu'il tente de faire basculer l'Afrique-Occidentale française du côté de la France libre. L'opération de Dakar, ratée, tourne à la confrontation entre les flottes vichyssoises et britanniques les 23-25 septembre 1940. À la suite de cet échec, c'est presque tout l'Empire — Afrique-Occidentale française, Afrique du Nord, Levant, Madagascar, Djibouti, Indochine et Antilles — qui se ferme à de Gaulle, parfois farouchement et pendant longtemps. Malgré tout, le petit domaine colonial dont il dispose lui offre une base territoriale et humaine qui lui permet d'asseoir son mouvement,.
De Gaulle se place à la tête du Comité national français à partir du 24 septembre 1941. Mais il fait surtout en sorte que la France reste présente dans le camp allié, par ses Forces françaises libres (FFL) qui combattent l'armée de Vichy sur les différents fronts. En outre, à partir de 1941-1942, il stimule et obtient le ralliement de la résistance intérieure, grâce au colonel Passy, à Pierre Brossolette et à Jean Moulin. Le 13 juillet 1942, le Comité national français propose au gouvernement britannique, qui l'accepte, de changer l'appellation officielle du mouvement France libre en France combattante, afin d'intégrer la Résistance intérieure.
De nombreux facteurs s'opposaient à ce rapprochement de la résistance intérieure et des forces françaises libres. Dans La France de Vichy, Robert O. Paxton remarque qu'en 1940, bien des résistants de gauche refusent de voir un chef convenable dans ce militaire qu'ils croient à tort proche de l'Action française, et qui en 1940, est entouré par des Français libres favorables à un changement de régime. Selon Jean Pierre-Bloch, Christian Pineau, Henri d'Orléans (comte de Paris) et même le gaulliste Pierre Lefranc, le ralliement à la République n'aurait d'ailleurs été que tactique. À l'inverse, beaucoup de résistants de droite lui reprochent sa dissidence explicite avec Vichy — à moins qu'ils ne préfèrent, comme Marie-Madeleine Fourcade, n'avoir de relations qu'avec les services secrets britanniques. Le rôle de la radio, qui permet à De Gaulle d'être la voix de la France et son acceptation politique d'un retour à la république permettent à Jean Moulin de le faire reconnaître comme chef par l’essentiel des réseaux, y compris communistes[réf. nécessaire].

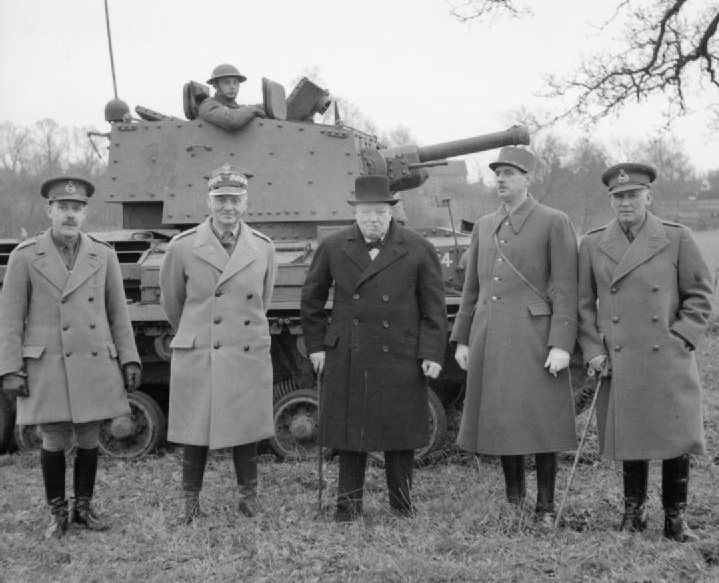
Winston Churchill avec le général Władysław Sikorski et le général Charles de Gaulle, après une démonstration du char Cruiser Mk IIA CS (A10).

Dès 1940, de Gaulle n'a de cesse que soient protégés les intérêts de la France, dans la guerre et après le conflit. Le 7 août 1940, il obtient ainsi de Churchill la signature de l'accord de Chequers, par lequel le Royaume-Uni s'engage à sauvegarder l'intégrité de toutes les possessions françaises et à la « restauration intégrale de l'indépendance et de la grandeur de la France ». Le gouvernement britannique s'engage de plus à financer toutes les dépenses de la France libre, mais de Gaulle insiste pour que ces sommes soient des avances remboursables et pas des dons qui jetteraient une ombre, aussi ténue soit-elle, sur l'indépendance de son organisation[réf. nécessaire].
Malgré les relations de confiance scellées par traités entre Churchill et de Gaulle, les deux hommes ont des relations parfois tendues, gênées par l'anglophobie que manifestait le Général dans les années 1920 et 1930. Churchill lance à de Gaulle en septembre 1942 : « Mais vous n'êtes pas la France ! Vous êtes la France combattante, nous avons consigné tout cela par écrit », de Gaulle réplique immédiatement :

« J'agis au nom de la France. Je combats aux côtés de l'Angleterre mais non pour le compte de l'Angleterre. Je parle au nom de la France et je suis responsable devant elle. »

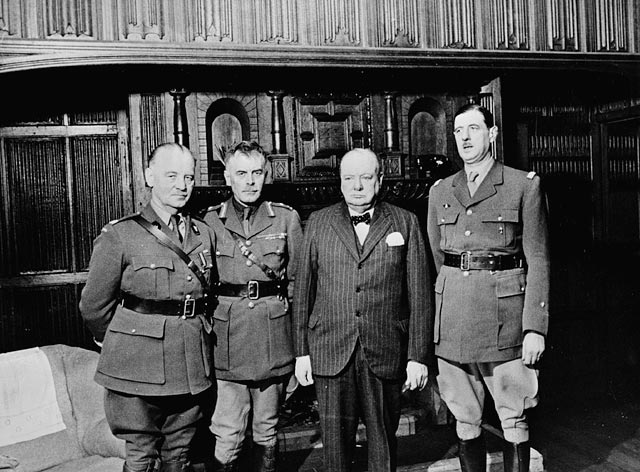
Sikorski, McNaughton, Churchill et de Gaulle en 1941.

Churchill renonce alors en poussant un « J'avais espéré que nous pourrions combattre côte à côte. Mais mes espoirs ont été déçus parce que si vous êtes si combatif que non content de lutter contre l'Allemagne, l'Italie et le Japon, vous voulez aussi combattre l'Angleterre et l'Amérique… » De Gaulle recadre alors le débat en précisant : 

« Je prends cela comme une plaisanterie, mais elle n'est pas du meilleur goût. S'il y a un homme dont les Anglais n'ont pas à se plaindre, c'est bien moi. »

Ils sont au bord de la rupture en 1941, au sujet de la Syrie, puis en 1942 au sujet de sa convocation à Alger après le débarquement allié en Afrique du Nord (opération Torch)[réf. nécessaire].
Les relations avec Franklin Delano Roosevelt sont plus problématiques. Le président américain, personnellement francophile, a été déçu par l'effondrement de la France en 1940 et refroidi à l'égard de De Gaulle par l'échec de son entreprise devant Dakar (fin septembre 1940). Les antigaullistes français sont nombreux à Washington, par exemple l'ancien secrétaire général du Quai d'Orsay Alexis Léger (Saint-John Perse) qui lui décrit ce général comme un « apprenti dictateur ». Le président est aussi très mal informé sur la situation en France par l'ambassadeur américain à Vichy (jusqu'au mois de mai 1942), l'amiral Leahy. Il n'a donc aucune confiance en de Gaulle. Un mot de de Gaulle à Churchill explique en partie l'attitude française face à l'Amérique : « Je suis trop pauvre pour me courber. » De surcroît, au contraire du Général qui mise beaucoup sur l'Empire français, le président américain est profondément hostile au système colonial. Roosevelt projetait de faire de la France un État faible, et le projet d'Allied Military Government of Occupied Territories (AMGOT) allait d'ailleurs très loin dans cette direction, en traitant la France comme un vaincu, plutôt que comme une des puissances victorieuses. La haine de Roosevelt était tellement flamboyante (il considérait de Gaulle au pire comme un futur tyran, au mieux comme un opportuniste) que même ses adjoints finirent par en prendre ombrage, y compris le secrétaire d'État Cordell Hull qui, finalement, se rangea aux côtés de la France libre et de son chef[réf. nécessaire].

En compagnie de Churchill à Marrakech en 1944.

Jusqu'en 1943, les gouvernements en exil en Angleterre s'étaient contentés de relations de bon voisinage avec les gaullistes. C'est que tous ces gouvernements, qui étaient légaux, s'estimaient installés dans une meilleure position que les gaullistes qui étaient, de fait, des dissidents par rapport au gouvernement Pétain que les Français avaient installé dans des conditions reconnues légales, au début, par les grandes puissances. Cette situation évolua lentement. Mais, en 1943, le gouvernement belge en exil de Hubert Pierlot et Paul-Henri Spaak précipita le mouvement et fut le premier à reconnaître officiellement les « Français libres » et de Gaulle comme seuls représentants légitimes de la France. Le gouvernement anglais, en l'occurrence Anthony Eden, un proche de Churchill, avait tenté de dissuader les Belges, craignant que leur initiative serve de modèle aux autres gouvernements en exil. Les Américains eux-mêmes intervinrent, croyant pouvoir utiliser les relations commerciales belgo-américaines pour faire pression sur les Belges (notamment quant à leurs commandes d'uranium du Congo belge). Rien n'y fit. Malgré les pressions britanniques et américaines, Spaak fit savoir officiellement que la Belgique considérait dès lors le gouvernement Pétain comme dépourvu de légitimité et le Comité des Français libres, plus tard Gouvernement provisoire de la France, comme seuls habilités à représenter légalement la France.

### Relations tendues avec les États-Unis de Franklin Roosevelt
En 1964, lors du vingtième anniversaire du débarquement de Normandie, le général de Gaulle, alors président de la jeune cinquième république, refusa de participer aux commémorations. Il expliqua au porte-parole du gouvernement, Alain Peyrefitte, les raisons d’une telle décision. Pour le Président de la République française, le débarquement du 6 juin 1944 fut une affaire « d’anglo-américains » de laquelle les Français furent délibérément exclus. Pour l'historien Bruno Bourliaguet, « L’attitude de Charles de Gaulle envers les États-Unis après 1945 ne se comprend qu’en considérant les relations conflictuelles entretenues durant la Seconde Guerre mondiale avec le président Franklin D. Roosevelt ». En effet, pour Éric Branca, il y aurait au premier chef de ces conflits, la tentative des Américains de profiter de l’écroulement de la France pour accaparer à leur avantage l’Empire colonial français : « le gouvernement américain proposait de placer – pour commencer – les colonies françaises sous le régime d’un International trusteeship » ; statut grâce auquel les États-Unis pourraient librement accéder aux marchés et aux ressources en plus de points stratégiques.
La crise de Saint-Pierre-et-Miquelon fut un autre moment fort des tensions entre la France libre et le gouvernement des États-Unis. D'après l'historien Jean-Baptiste Duroselle, les Alliés redoutaient que l’archipel français, sous autorité vichyste, ne devînt une base radio profitant aux sous-marins allemands. Le général de Gaulle proposa donc aux Alliés d’occuper l’île avec ses forces navales libres. Les Américains refusèrent, car ils avaient passé un accord avec le gouverneur vichyste de l’archipel. Dans un premier temps, de Gaulle ordonne à Muselier de s'emparer de l'ile avec ou sans le concourt des Alliés, ce qu'il refusera dans un premier temps, en apprenant cela, les Canadiens et américains projettent d'envahir l'ile sans l'aval de quiconque. Furieux en apprenant la nouvelle, de Gaulle ordonne à Muselier avec une grande insistance de s'emparer de l'ile au plus vite avec ou sans l'accord des alliés. L’insubordination de de Gaulle aux consignes américaines, fut comprise par Cordell Hull, le Secrétaire d’État, comme un grave outrage et un défi à l’autorité des États-Unis. Hull parla publiquement des volontaires français ayant réalisé cette action comme des « soi-disant (“ so-called ”) Français libre ». Cette expression lui fut vivement reprochée par l’opinion publique américaine, sympathique à l’égard de l’action des résistants français. Hull conclut de cette affaire que « de Gaulle était une sorte d’aventurier dangereux, d’apprenti dictateur ».
Lancée le 8 novembre 1942, l’Opération Torch visait, pour les Alliés, à prendre le contrôle de l’Afrique française du Nord (AFN). D'après Éric Branca, de ce débarquement en « terre de souveraineté française », de Gaulle ne fut pas prévenu, ce qu’il interpréta comme une volonté d’écarter son organisation. D'autant plus qu'à la suite de ce débarquement, les Étasuniens installèrent à la tête de l'AFN l'amiral Darlan, « ex-dauphin du maréchal Pétain et qui prétend gouverner au nom de celui-ci ». Il sera assassiné par la résistance locale le 24 décembre 1942 pour ces raisons. Après cet assassinat, l'historien Serge Berstein nous explique que les Étasuniens appuient un « autre fidèle du maréchal Pétain », le général Henri Giraud, qui maintient en AFN les lois antisémites et est « excellent du point de vue américain », car piètre politicien et surtout n’ayant pas « l’esprit visionnaire de de Gaulle ». D'après Duroselle, cette politique antigaulliste systématique de Roosevelt dite tactique du « troisième homme », qui visait à évincer le chef de la France libre au profit d’hommes de Vichy, marqua pour longtemps l’esprit de l’homme du 18 juin qui y vit une manoeuvre sournoise de l’impérialisme américain.
D’après Bruno Bourliaguet, l’antagonisme entre Roosevelt et de Gaulle atteignit son apogée à la veille du débarquement de Normandie. Cette exacerbation des tensions s'explique par le projet allié de mise en place d’un Allied Military Government of Occupied Territory (AMGOT) en France. D’après l'historienne Régine Torrent, cet organisme, qui éveilla les passions, consistait en « l’occupation militaire de la France par des généraux britanniques et américains » qui maintiendraient et utiliseraient l’administration vichyste tout en réservant « le premier rang de l’administration nationale […] entre les mains du commandant en chef britannique ou américain ». Du point de vue des Étasuniens, de tels expédients s'expliquaient par les contingences de la guerre et la nécessité de maintenir l'ordre (un ordre qu'ils contrôleraient) sur les arrières de leurs armées. Le général de Gaulle, qui en 1944 était président du GPRF, considéra l’AMGOT comme une atteinte d’une extrême gravité à la souveraineté française. Une véritable « seconde occupation », « entreprise de soumission de la France au moyen d’une administration militaire » matérialisée par un franc imprimé aux États-Unis, "fausse monnaie" "symbolique des atteintes à la souveraineté française" qui devait avoir cours forcé dans la France libérée.
Enfin, de Gaulle s'efforce, sans doute en partie pour faire « plier » les anglo-saxons, d'entretenir les liens les plus étroits possibles avec l'URSS, notamment en voulant envoyer des régiments français se battre sur le front Est, ce que Churchill et Roosevelt empêchent corps et âmes. D’après Jean-Luc Barré, de Gaulle demande même à Bogomolov si, en cas de rupture avec les anglo-saxons, il serait possible de déménager les QG de la France Libre à Moscou.

### Libération de la France et de ses colonies

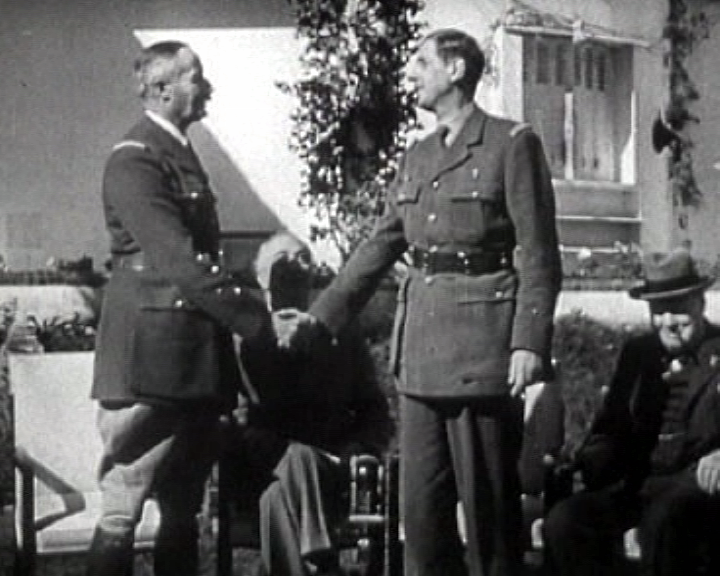
Serrant la main du général Giraud, à la demande de Roosevelt (au centre) et de Churchill (à droite), lors de la conférence de Casablanca le 17 janvier 1943.

Malgré son exclusion par Roosevelt du débarquement américano-britannique en Afrique du Nord (opération Torch), et surtout malgré le soutien apporté par les États-Unis à l'amiral François Darlan, puis au général Henri Giraud, de Gaulle réussit à prendre pied à Alger en mai 1943. Le Comité national français fusionne avec le Commandement en chef français civil et militaire dirigé par Giraud, pour donner naissance au Comité français de libération nationale (CFLN), dont Giraud et de Gaulle sont coprésidents. Mais en quelques mois, de Gaulle marginalise Giraud au sein du CFLN, avant de l'évincer en novembre à la faveur de la formation d'un nouveau gouvernement, et de s'affirmer comme le seul chef politique des forces françaises alliées. Les Forces françaises libres fusionnent quant à elle avec l'Armée d'Afrique placée sous le commandement de Giraud : l'Armée française de la Libération, composée de 1 300 000 soldats, participe aux combats aux côtés des Alliés. Le 3 juin 1944 à Alger, le CFLN devient le Gouvernement provisoire de la République française (GPRF).

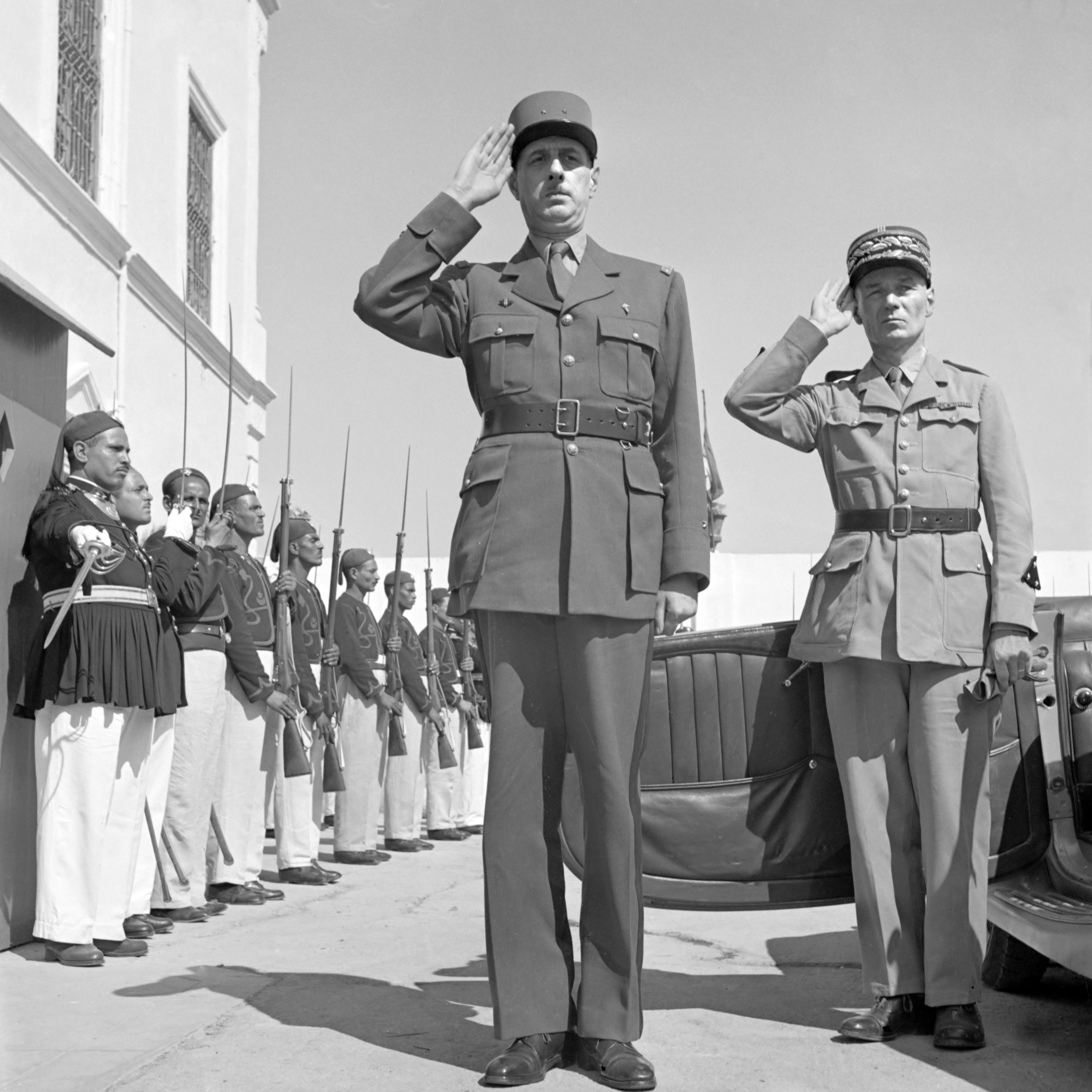
Avec le général Charles Mast à Tunis en 1943.

Après le débarquement allié du 6 juin 1944, le général de Gaulle pose le pied en territoire français le 14 juin, sur la plage de Courseulles-sur-Mer, en Normandie, en descendant du torpilleur La Combattante. Il se rend à Creully pour y rencontrer le général Montgomery, qui avait installé son quartier général sur la pelouse du château de Creullet. Ce même jour, il prononce le premier discours de Bayeux et les Français découvrent alors son imposante silhouette (il mesure 1,93 m).

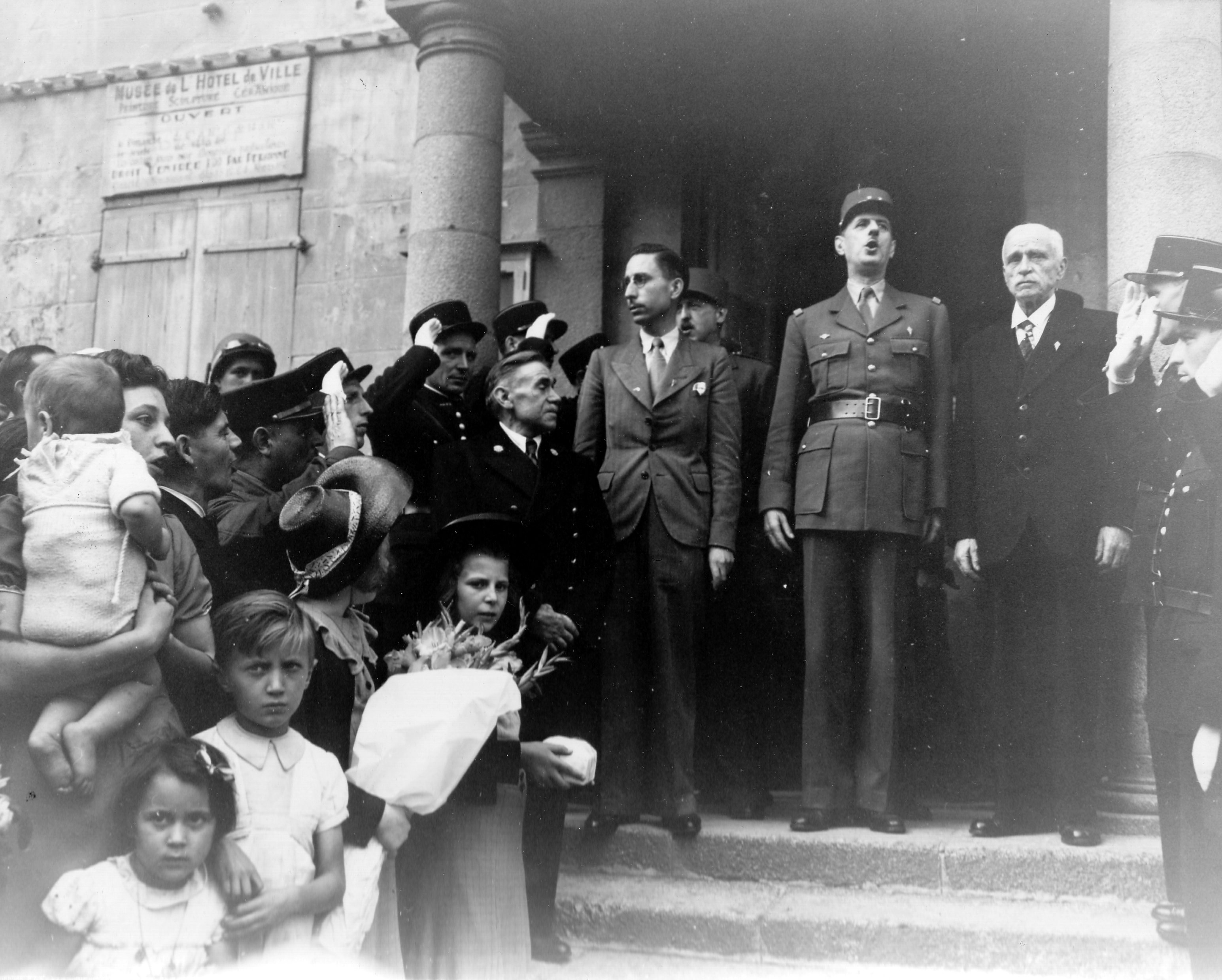
Le général de Gaulle avec notamment, le général Koenig, sur le perron de l'hôtel de ville de Cherbourg en août 1944.

La fermeté et la rapidité avec lesquelles le général de Gaulle rétablit l'autorité d'un gouvernement national permettent d'éviter la mise en place de l'AMGOT, prévu par les Américains, qui aurait fait de la France libérée un État administré et occupé par les vainqueurs[réf. nécessaire].
L'itinéraire du 20 au 25 août 1944 du général de Gaulle n'est pas tout à fait clair, les différentes sources comportant à ce sujet des imprécisions et des incohérences. Le 20 août, il est à Cherbourg. Il rencontre le général Eisenhower à Tournières. Il passe par Coutances, Avranches, Fougères pour se rendre à Rennes. Le 21 août, il se recueille à Paimpont sur la tombe de sa mère. Le 22 août, il est à Laval, où il prononce un discours type dans la suite du discours de Bayeux. Il passe ensuite à Meslay-du-Maine, Sablé, Le Mans, puis le 23 août à La Ferté-Bernard, Nogent-le-Rotrou, Chartres, et arrive enfin à Rambouillet à 18 h.
La 2e division blindée du général Leclerc libère Paris le 25 août et celui-ci reçoit la reddition de Von Choltitz. Ce même jour, le général de Gaulle se réinstalle au ministère de la Guerre, rue Saint-Dominique à Paris, dans le bureau qu'il occupait jusqu'au 10 juin 1940, signifiant ainsi que « Vichy » était une parenthèse et que la République n'avait jamais cessé d'exister. Il se rend ensuite à l'hôtel de ville, où il prononce au milieu de la foule un discours resté célèbre. Il insiste sur le rôle essentiel joué par les Français dans leur propre libération et déclare « Paris ! Paris outragé ! Paris brisé ! Paris martyrisé ! Mais Paris libéré ! ». Le lendemain, 26 août, il descend triomphalement les Champs-Élysées et fleurit la tombe du Soldat inconnu. Le « peuple dans ses profondeurs » manifeste un enthousiasme indescriptible.
Le GPRF est transféré à Paris. Le 9 septembre 1944, un gouvernement d'unité nationale est constitué sous la présidence du général de Gaulle. L'Assemblée constituante est ensuite élue en octobre 1945, six mois après la fin de la guerre[réf. nécessaire].

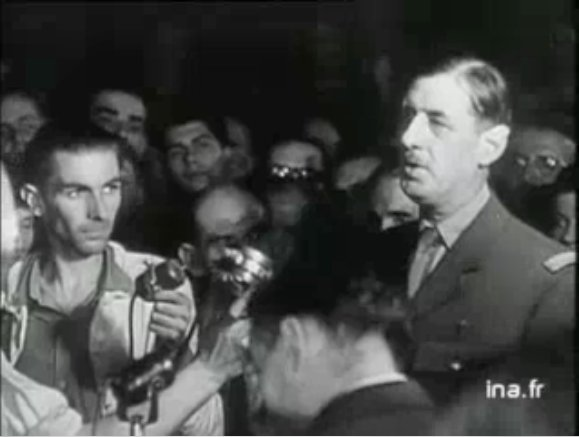
De Gaulle prononçant son discours après la libération de Paris.
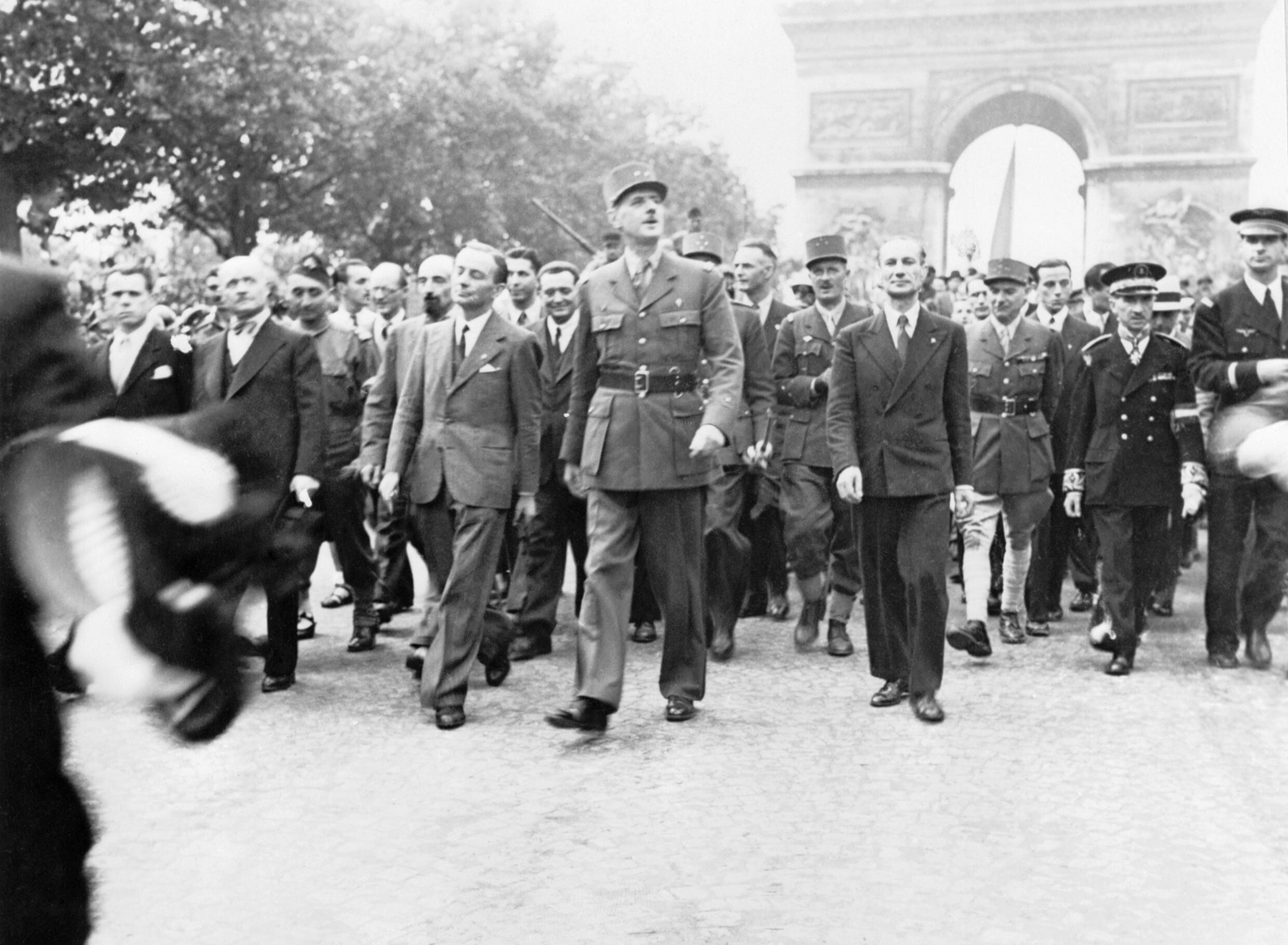
Avec son entourage, défilant sur les Champs-Élysées après la libération de Paris en août 1944.
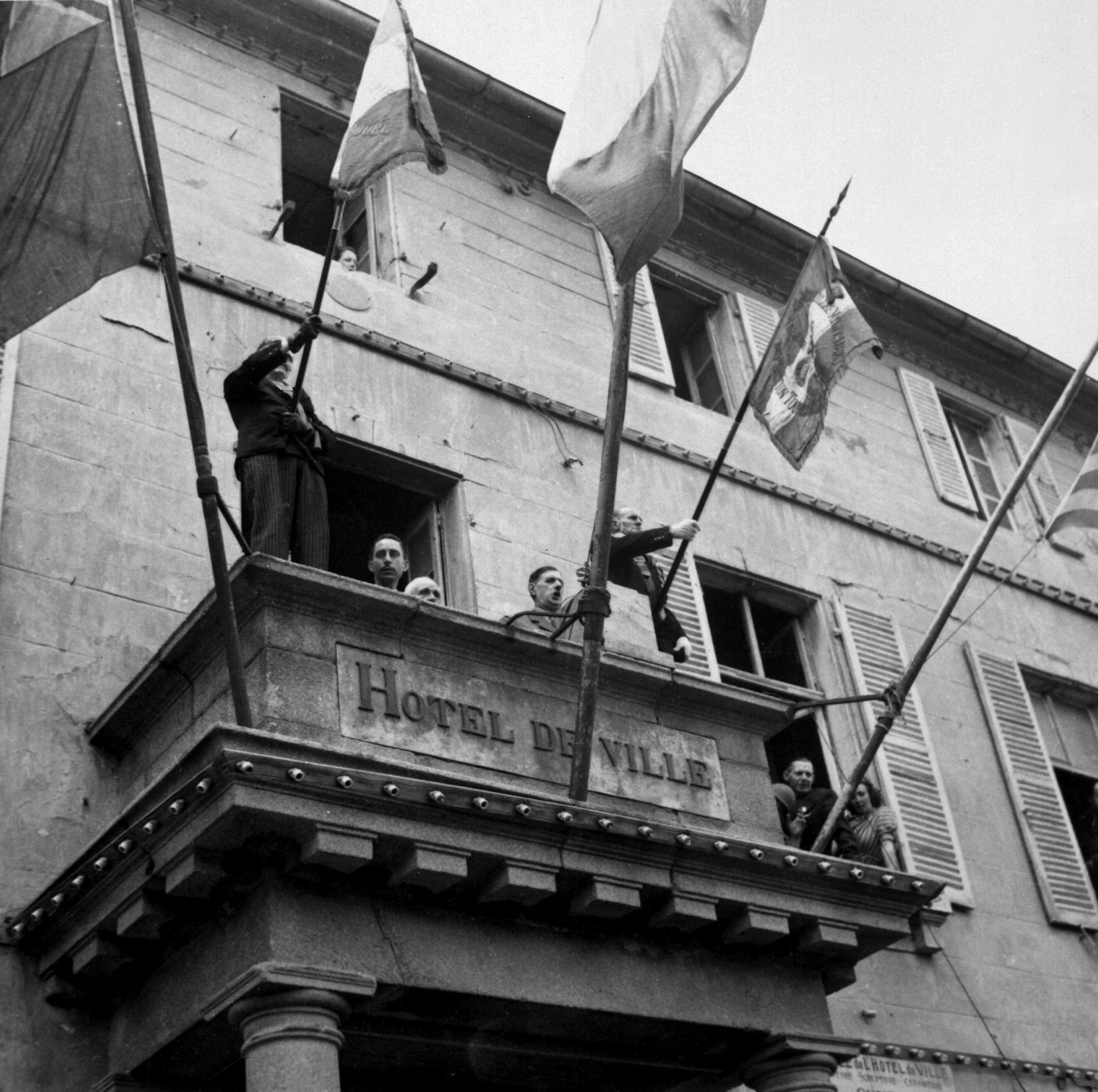
De Gaulle prononçant un discours à Cherbourg, en août 1944.

## Gouvernement provisoire de la République française

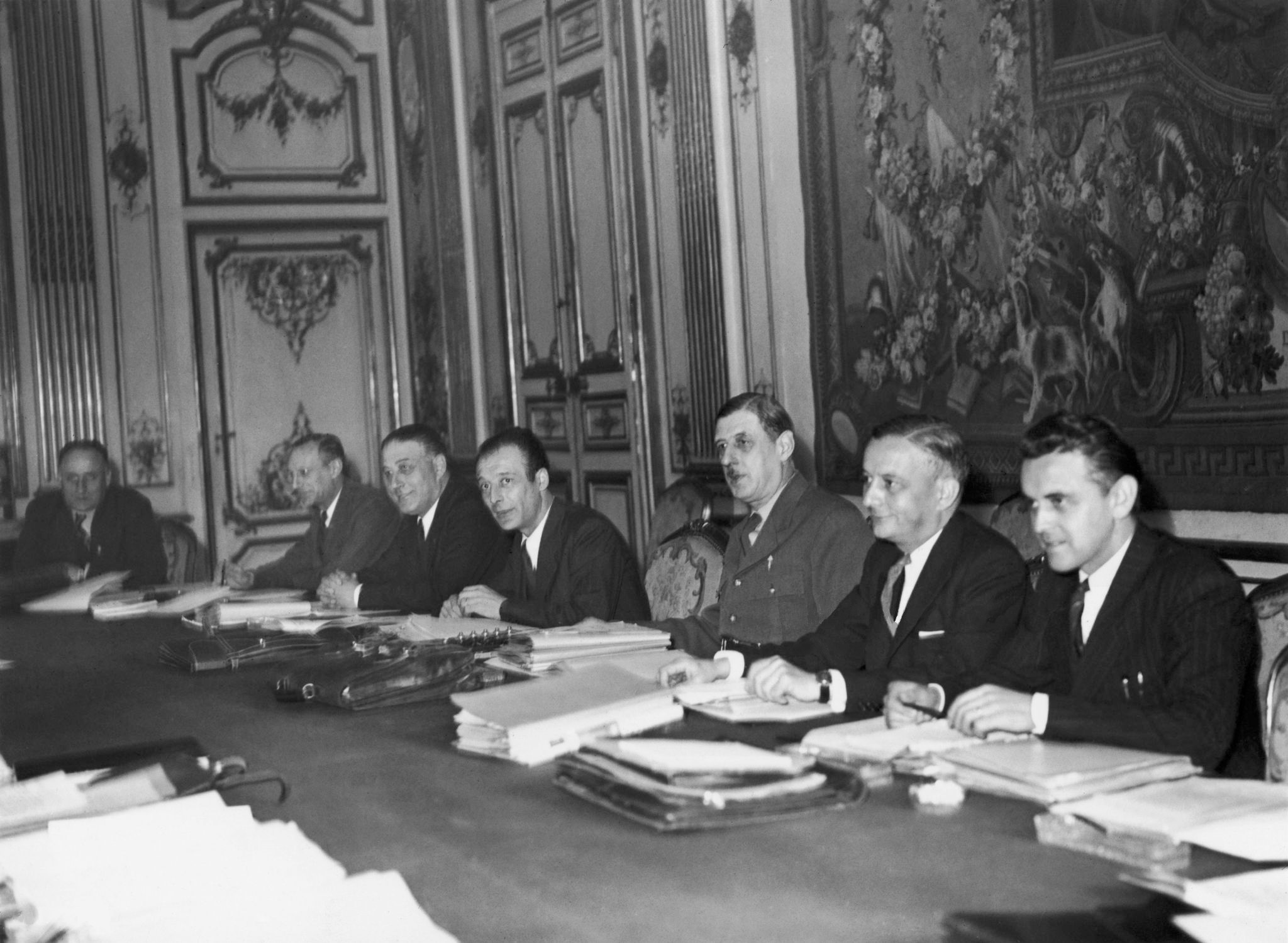
Charles de Gaulle présidant un Conseil des ministres du GPRF, le 2 novembre 1945.

Bien après d'autres pays européens, les femmes françaises obtiennent le droit de vote, exercé pour la première fois aux élections municipales de 1945. Pour la professeure d’histoire à l’université d’Angers Christine Bard : « Dans ses mémoires, le droit de vote tient en trois lignes. Il avait des conceptions traditionnelles sur le rôle des femmes, même si cela ne l’a pas empêché d’accepter l’idée de la citoyenneté des femmes, plus aussi subversive qu’au XIXe siècle ».
D'autres réformes figurant dans ce même programme sont entreprises à la Libération : nationalisations (notamment les Houillères du Nord et du Pas-de-Calais, les usines Renault et Gnome et Rhône, la Banque de France, les quatre grandes banques de dépôt et les compagnies aériennes), mise en place du monopole de l'assurance maladie obligatoire qu'est la sécurité sociale (l'Alsace et la Moselle conserveront le système d'assurance maladie instauré par Bismarck). Il s’agit notamment de revendications de la SFIO, du Parti communiste français et du Mouvement républicain populaire (MRP), qui étaient les forces politiques les plus représentées dans le Conseil national de la Résistance.
Le 12 juillet 1945, de Gaulle annonce aux Français la tenue d'une double-consultation. Il s'agit d'une part d'élire une Assemblée et d'autre part de déterminer si elle sera constituante, ce qui impliquerait l'abandon de la IIIe République, conformément au souhait de de Gaulle. À l'issue de ce double referendum, le Général est conforté dans son projet puisque 96% des Français se prononcent pour une Assemblée constituante.
Président du Gouvernement provisoire, mais en désaccord avec l'Assemblée constituante sur la conception de l'État et le rôle des partis, le général de Gaulle remet sa démission sur la question des crédits militaires au président de l'Assemblée nationale, Félix Gouin, le 20 janvier 1946. Il a rempli la mission qu'il s'était donnée le 18 juin 1940 : libérer le territoire, restaurer la République, organiser des élections libres et démocratiques, entreprendre la modernisation économique et sociale. Durant cette période, il exerça de fait une fonction équivalente à celle de chef de l'État. Le 8 avril 1946, il reçoit une lettre d'Edmond Michelet, lui proposant de « fixer sa situation dans l'Armée », et lui indiquant que Félix Gouin souhaite l'élever à la dignité de maréchal de France. Charles de Gaulle refuse, disant qu'il est impossible de « régulariser une situation absolument sans précédent ».

## Parcours politique pendant laIVeRépublique
Le 16 juin 1946, de Gaulle expose sa vision de l'organisation politique d'un État démocratique fort à Bayeux, en Normandie, dans un discours resté célèbre ; mais il n’est pas suivi. Il inaugure alors sa fameuse « traversée du désert » jusqu'en 1958, date de son retour au pouvoir[réf. nécessaire].

### Fondation du RPF

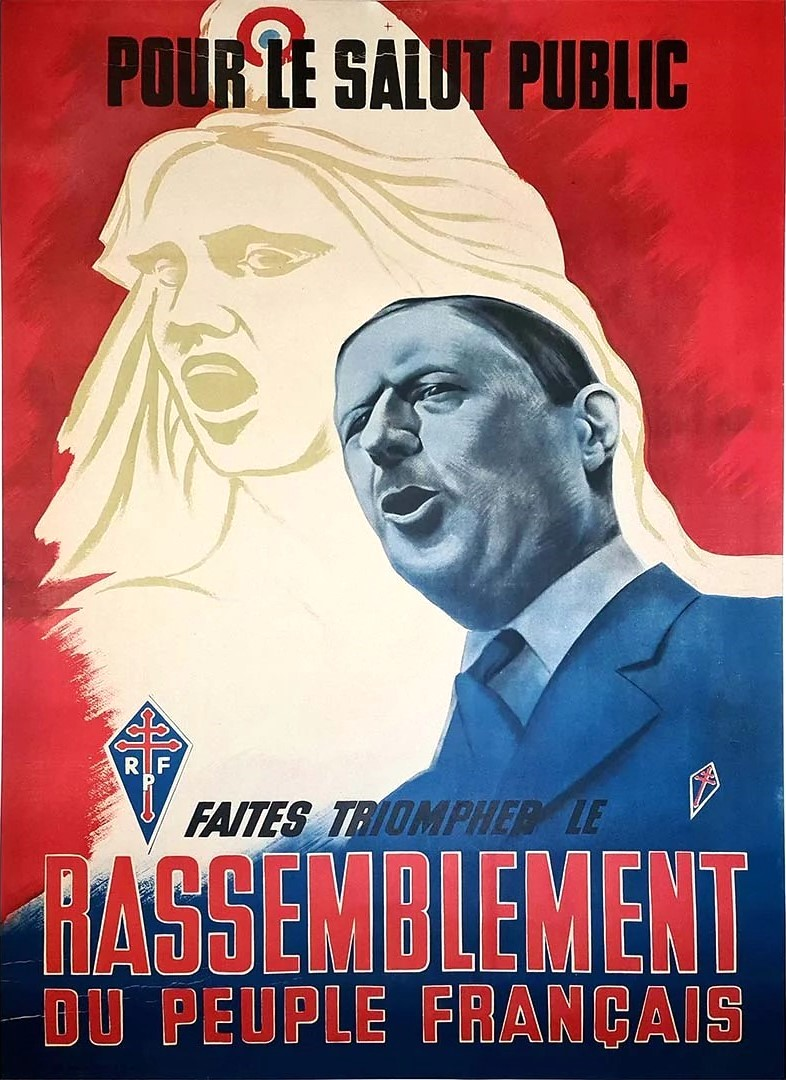
Affiche électorale du RPF en 1947.

En 1947, il fonde un mouvement politique, le Rassemblement du peuple français (RPF), afin de transformer la scène politique française, de lutter contre le régime « exclusif » des partis, de s'opposer à l'avancée du communisme et de promouvoir une nouvelle réforme constitutionnelle privilégiant le pouvoir exécutif. Il propose également une troisième voie économique (l'association capital-travail). Le RPF reprend également les thèmes de la droite la plus traditionnelle : ultra-conservatisme colonial (il critique jusqu'à la construction de lycées d'enseignement général à Madagascar), anticommunisme virulent (exploitant les inquiétudes sur l'avancée du communisme dans l'Union française et en Indochine) et même, au moins jusqu'en 1950, la clémence à l'égard de Philippe Pétain. Toutefois, les déclarations du colonel Rémy réhabilitant le rôle de Pétain seront immédiatement désavouées par le général de Gaulle, mais pas l'initiative de Terrenoire, demandant son amnistie. Il est vrai, comme le rappelle l'historien René Rémond (dans Les Droites en France), que c'est au nom de la réconciliation nationale qu'en 1949 et 1950, le même général de Gaulle plaidait pour l'élargissement du « vieillard de quatre-vingt-quinze ans »[réf. nécessaire].

Affiches du Rassemblement populaire français
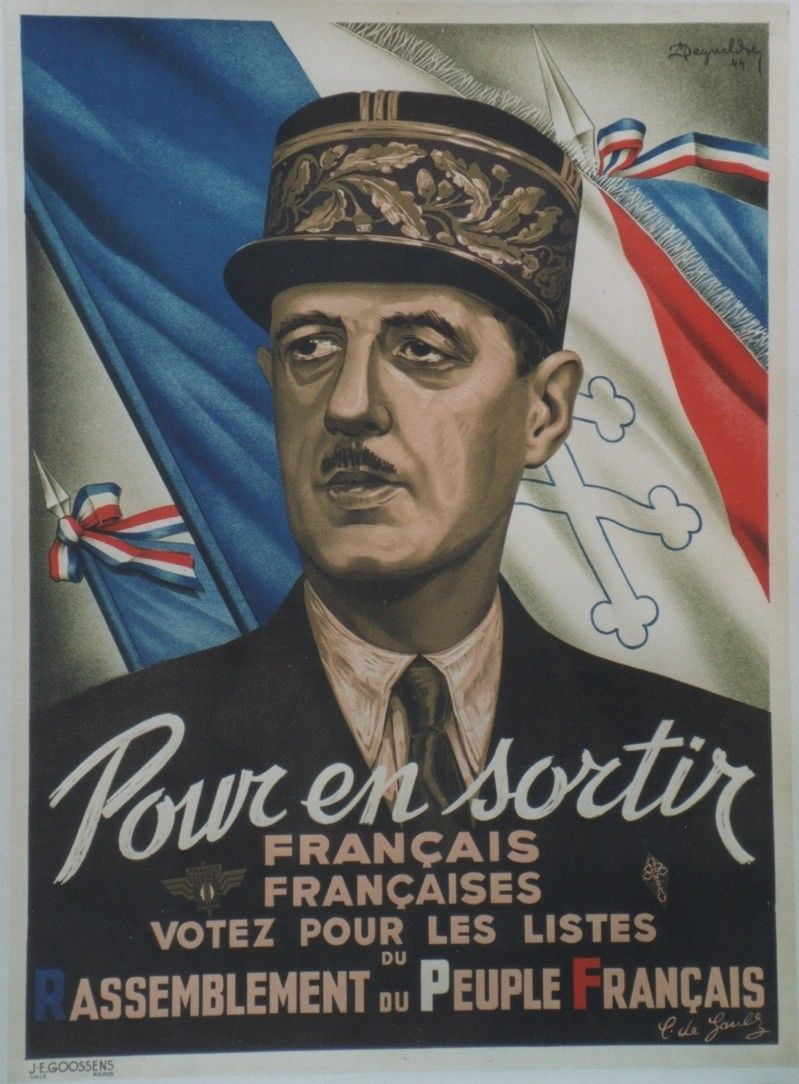
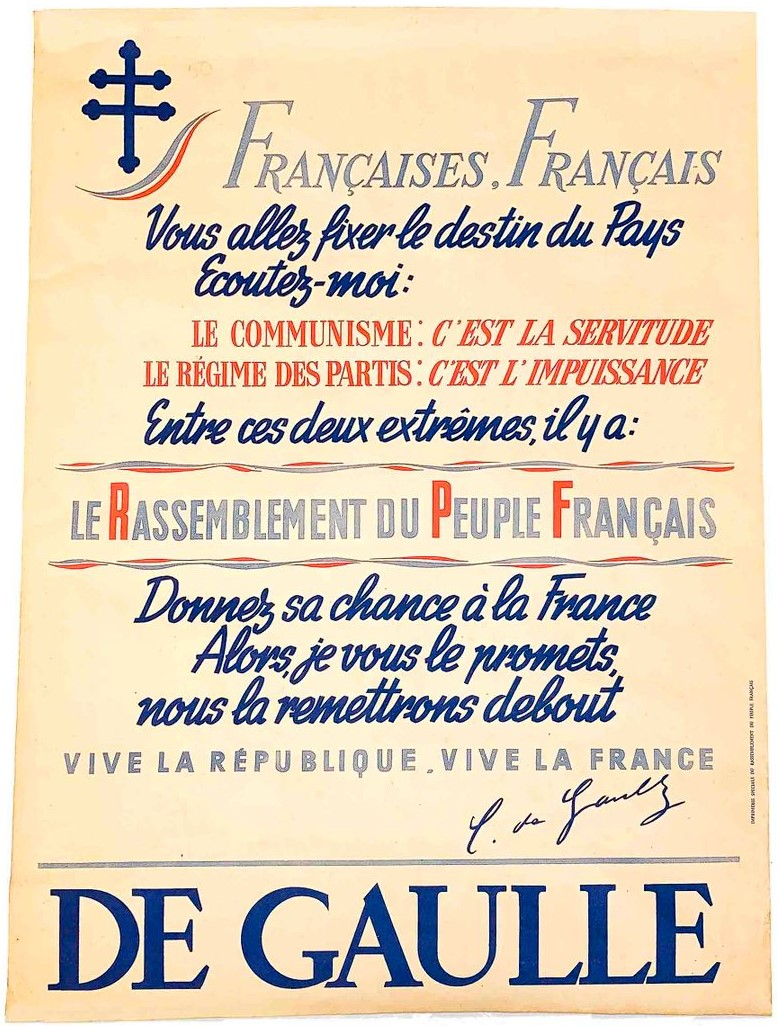
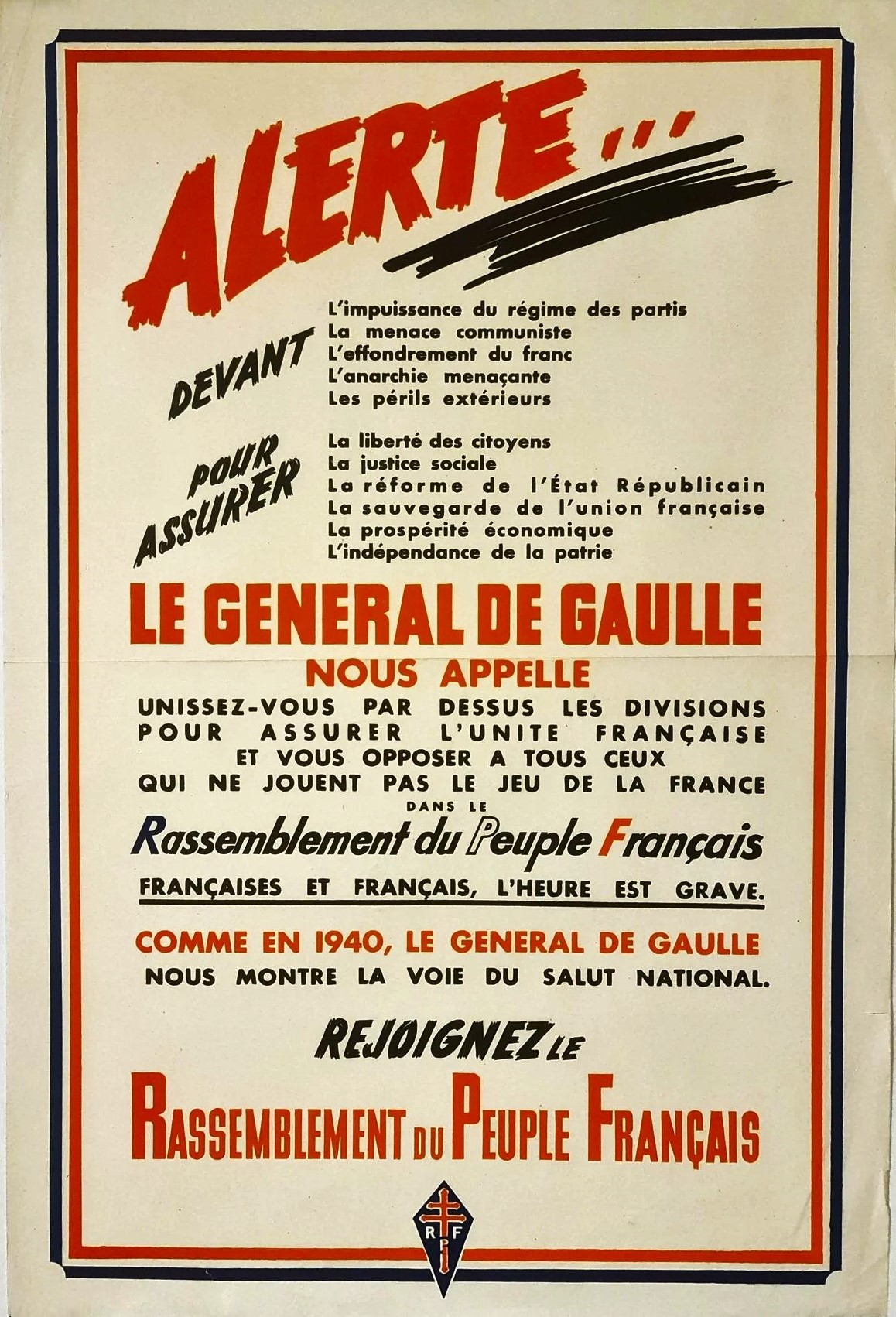

Le parti rallie des résistants (dont Jacques Chaban-Delmas) mais aussi des notables comme Édouard Frédéric-Dupont ou Edmond Barrachin (qui fut, dans les années 1930, directeur du comité central du Parti social français). D'anciens pétainistes et même d'anciens collaborateurs parviennent à s'y faire admettre, notamment dans les sections d'Indochine et d'Algérie, dans le service d'ordre, dans les rangs des syndicats ouvriers proches du R.P.F. et parmi les maires élus en 1947. Certains polémistes du parti, notamment Jean Nocher, déploient une extrême agressivité verbale. Pour ces raisons, l'historien Henry Rousso (dans Le Syndrome de Vichy) discerne au RPF « des tendances pro-pétainistes, soit qu’elles aient été envoûtées par la magie du verbe maréchaliste, soit qu’elles aient été convaincues de son impact dans l’opinion ». René Rémond (Les Droites en France) préfère rapprocher le RPF de la lignée du bonapartisme et du boulangisme, tout en observant que le RPF est, dans l'histoire du gaullisme, l'épisode le moins éloigné de « ce qu'en France on a l'habitude de qualifier de fascisme ».[réf. nécessaire]

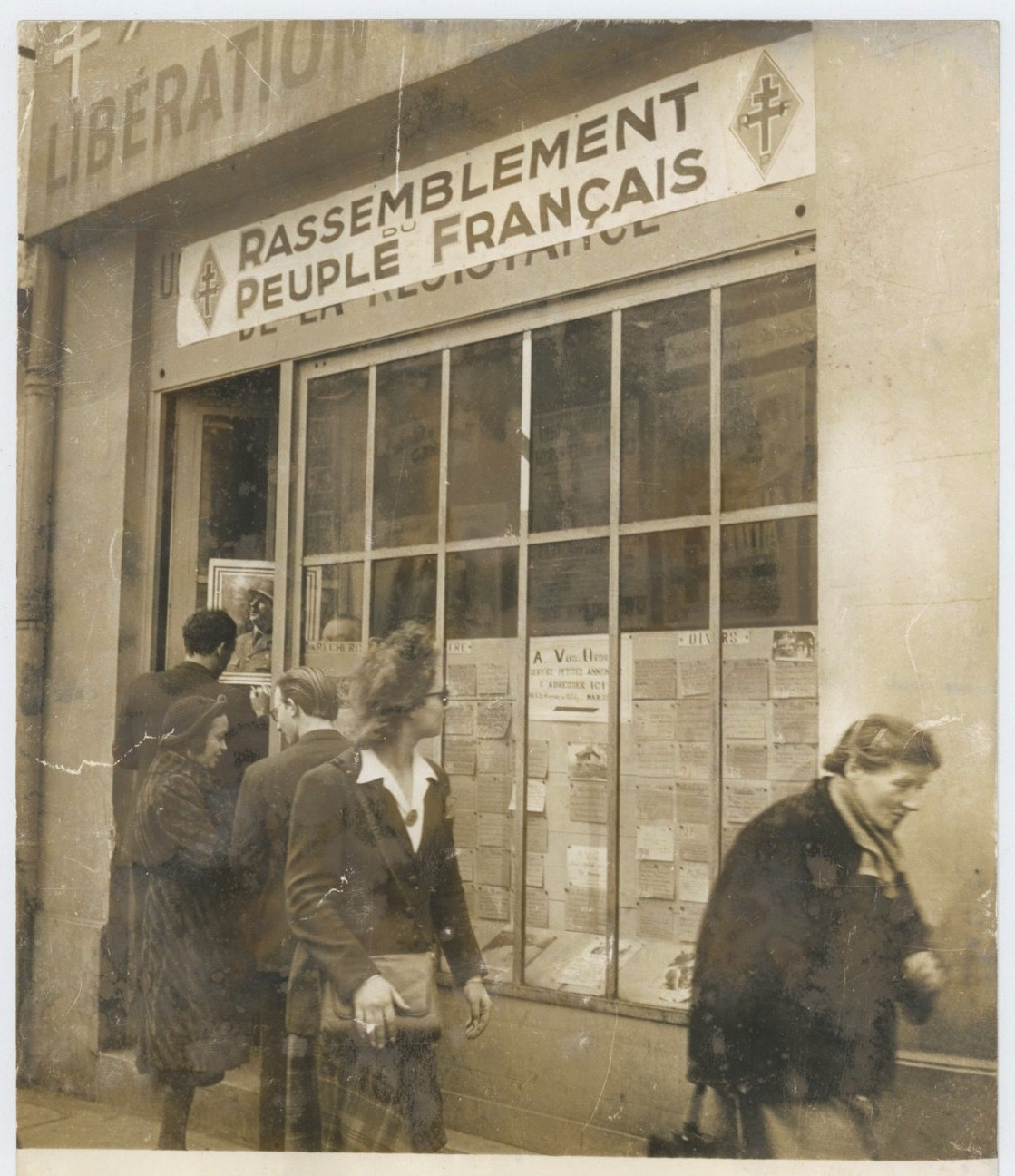
Permanence parisienne du RPF (vers 1947).

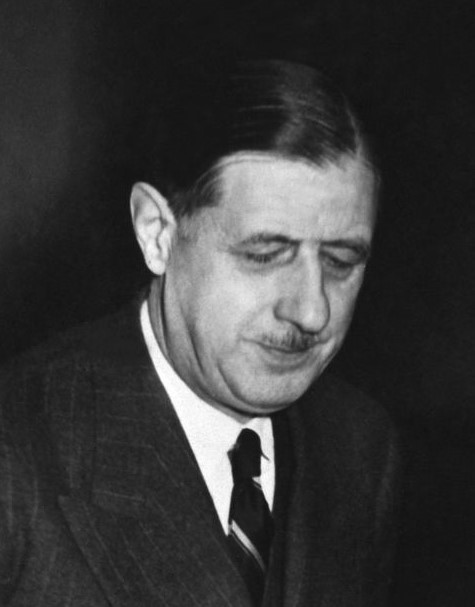
Charles de Gaulle votant à Colombey-les-Deux-Églises (c. 1950).

Après un grand succès en 1947-1948 (35 % des suffrages aux municipales de 1947, 42 % des sénateurs élus en 1948), le RPF décline de 1949 à 1951. La gestion efficace des événements sociaux de l'automne 1947 par le gouvernement de la troisième force a affaibli le mouvement gaulliste. Le recours à de Gaulle semble alors moins nécessaire pour les conservateurs, les modérés et le patronat. Dans l'opposition, le RPF est frappé d'un véritable ostracisme de la part des autres partis politiques, entretenu par le refus du général de Gaulle de se compromettre avec les autres partis. En 1951, le RPF obtient encore plus de 4 millions de voix (22,3 % des suffrages et 16,8 % des inscrits) et 117 députés.
Le RPF est irrémédiablement affaibli par la défection de vingt-sept députés : ainsi, contre les consignes du Général, Édouard Frédéric-Dupont et Edmond Barrachin votent la confiance au gouvernement d'Antoine Pinay en 1952. En juillet, quarante-cinq autres font défection. Les gaullistes se divisent alors entre les loyalistes, qui fondent l'Union des républicains d'action sociale (URAS), et les autres, qui rejoignent l'Action républicaine et sociale (ARS).

### Mise à l'écart du pouvoir
Aux élections locales de 1953, le RPF perd la moitié de ses suffrages et commence alors à décliner. Les élus gaullistes participent encore avec le PCF à l'échec de la Communauté européenne de défense (CED) en 1954, avant la mise en sommeil définitive du RPF le 13 septembre 1955. Les sondages montrent une indifférence des Français envers le général.
À la suite de la défaite électorale de son parti, le général de Gaulle se retire à Colombey-les-Deux-Églises et rédige ses Mémoires de guerre. Pendant cinq années il se tient à l'écart de la politique, une période que de nombreux observateurs appellent sa « traversée du désert »[réf. nécessaire].

### Retour au pouvoir en 1958
L'instabilité ministérielle, l'impuissance de la IVe République face à la question algérienne, déclenchée par une insurrection le 1er novembre 1954, conduisent le régime à une crise grave. Des responsables politiques de tous bords en viennent à souhaiter le retour du Général. Cette même année 1954, les Mémoires de guerre sont publiées[réf. nécessaire].
Même si de Gaulle s’est officiellement retiré de la vie politique, il continue à recevoir et écouter bon nombre de sympathisants gaullistes qui ne souhaitent que son retour au pouvoir. Ce qu’on appelle alors les événements d’Algérie semblent présager ce retour[réf. nécessaire].
Il convient de rappeler que l'action de De Gaulle à Londres a été la création d’un réseau de renseignement qui donna naissance aux services secrets français et du réseau français de résistance commandé par Jean Moulin. Ce réseau de renseignement est, en quelque sorte, un réseau social ou un média communicationnel très discret mais actif. À l’instar des événements de la Seconde Guerre mondiale, ces anciens compagnons de la résistance seront ceux qui le mèneront au pouvoir ; tous continuent de vouer une admiration à l’artisan de la Libération. Le mouvement gaulliste étant bien structuré, notamment grâce au concours du Rassemblement du peuple français (RPF), plusieurs acteurs du mouvement sont placés à des postes stratégiques. Jacques Chaban-Delmas (résistant), ministre de la Défense nationale en 1957, envoie Léon Delbecque (résistant) à Alger où, vice-président du Comité de salut public (CSP), il conseille le général Salan, qui appellera publiquement de Gaulle au pouvoir. Le CSP d’Alger prendra notamment le contrôle de radio Algérie, transformant ce qui était alors une radio provinciale en canal majeur de propagande gaulliste en Algérie comme en métropole. Il se trouve que le responsable de cette chaîne est le résistant Lucien Neuwirth, épaulé par Léon Delbecque, tous deux envoyés en Algérie par Chaban-Delmas. Le 17 mai, Jacques Soustelle, également résistant, est chargé de la propagande pour le CSP. D’autres figures de la résistance contribueront à répandre le nom du Général partout en France et en Algérie mais le feront de leur plein gré. Le général à la retraite ne leur a rien demandé. Seul le souvenir qu’il a laissé à ses compagnons de la résistance (ethos) a suffi à les motiver. C’est parce que tous se souvenaient de ce qu’il avait promis en démissionnant en 1946, c’est-à-dire qu’il reviendrait s’il était appelé au pouvoir.
Le 13 mai 1958, un comité de vigilance appelle à manifester contre le FLN à Alger. Un comité de salut public est créé, à la tête duquel se trouve le général Massu, et dont fait aussi partie le général Salan. Ce dernier, poussé par Léon Delbecque, lance le 15 mai devant la foule son appel au retour du général de Gaulle, « Vive de Gaulle ! », du haut du balcon du Gouvernement général. L'insurrection prend de l'ampleur et risque de dégénérer en guerre civile. Le 19, le Général se dit « prêt à assumer les pouvoirs de la République ». Certains voient dans cette déclaration un soutien à l'armée et s'inquiètent. Il rassure et insiste sur la nécessité de l'union nationale ; s'il se présente encore comme le recours, il ne donne officiellement aucune caution ni à l'armée ni à quiconque. Néanmoins, un plan d'action militaire, baptisé « Résurrection », a déjà été mis en place en cas d'échec des négociations politiques.
De Gaulle entre officiellement en scène avec pour intention d’appliquer la réforme qu’il avait voulue lors de sa première présidence et étayée à Bayeux en 1946. Il explique alors au président René Coty que son retour sera conditionnel à l’obtention des pleins pouvoirs. La conférence de presse donnée le 19 mai 1958 servira, entre autres, à rassurer le public quant à cette période spéciale qu’il exige. Sa réponse marquera les esprits : « Est-ce que j'ai jamais attenté aux libertés publiques fondamentales ? Je les ai rétablies. Et y ai-je une seconde attenté jamais ? Pourquoi voulez-vous qu'à 67 ans, je commence une carrière de dictateur ? ». Cette conférence de presse donne le ton à toutes celles qui suivront durant sa présidence et deviendra le symbole de la communication présidentielle pour la Ve République.
Le 29 mai, le président de la République, René Coty, fait appel au « plus illustre des Français ». Charles de Gaulle accepte de former un gouvernement. Sous pression, l'Assemblée nationale l'investit le 1er juin, par 329 voix sur 553 votants. Le général de Gaulle devient ainsi le dernier président du Conseil de la IVe République. Les députés lui accordent la possibilité de gouverner par ordonnances pour une durée de six mois, et l'autorisent à mener à bien la réforme constitutionnelle du pays.
À la suite du soutien accordé par l’Assemblée nationale, il quitte Paris et se rend à Alger le 4 juin. Il y prononce un discours, le premier de sa tournée algérienne, où il scande « Je vous ai compris ! » Cette communication aux Français d’Algérie, sans rien offrir de concret, charme autant les partisans de l'Algérie française que ceux de l’« Algérie algérienne », qui voient en lui la possibilité d’une paix négociée. Deux jours plus tard, à Mostaganem, il affirme clairement soutenir l’Algérie française, renforçant ainsi le soutien qui lui serait accordé plus tard au moment de voter la nouvelle Constitution.
La nouvelle Constitution, élaborée au cours de l'été 1958, est très proche des propositions qu'il avait énoncées dans son deuxième discours de Bayeux, avec un exécutif fort. Le général de Gaulle accepte cependant que le Parlement ait plus de poids qu'il ne le souhaitait. En particulier, de Gaulle doit renoncer à l'élection du président de la République au suffrage universel, élément central de son dispositif constitutionnel qu'il finira par imposer en 1962[réf. nécessaire].
Comme le rapporte Jean-Marie Domenach dans la revue politique Esprits, le référendum de 1958 ne porte pas seulement sur la Constitution. La stratégie communicationnelle du Général présente ce référendum constitutionnel comme une nouvelle forme de cohésion nationale en proposant un plan d’adhésion des colonies d’outre-mer et profite de l’occasion pour plébisciter sa légitimité. En métropole, les électeurs sont appelés à voter pour une Constitution ; dans les colonies, le Général propose l'indépendance à celles qui le veulent ou l’adhésion pour celles qui veulent de la France mais, à travers tout l’Empire, il est appelé à voter pour ou contre un des grands hommes de la patrie. De Gaulle utilise sa personne comme un lien entre ces deux électorats divisés et garantit sa victoire au référendum car, comme le dit la devise du Panthéon, « aux grands hommes, la patrie reconnaissante ».
La Constitution est adoptée par référendum le 28 septembre 1958, avec 79,2 % de « oui ». L'Empire l'approuve également, sauf la Guinée qui devient ainsi la première colonie française de l'Afrique subsaharienne à obtenir son indépendance. Charles de Gaulle est élu président de la République le 21 décembre et prend ses fonctions le 8 janvier suivant.
Entre le moment de son entrée en fonction comme président du Conseil et son élection à la présidence de la République, Charles de Gaulle a largement amorcé la politique qui marquera son passage au pouvoir : outre la volonté de doter la France d'une nouvelle Constitution, le Général se soucie de la politique européenne de la France (rencontre avec le chancelier Adenauer le 14 septembre), de l'indépendance du pays face aux États-Unis (mémorandum du 17 septembre adressé au président Eisenhower), de l'assainissement des finances publiques (mesures du 27 décembre) et du sort de l'Algérie (il refuse les choix des comités de salut public et appelle à la « paix des Braves » en octobre).

### Guerre d'Algérie
À la suite des échecs de la IVe République en Indochine et en Algérie, une insurrection éclate à Alger et les putschistes civils et militaires organisent un Comité de salut public (en référence à celui de la Révolution française) le 13 mai 1958 pour maintenir l'Algérie française. Ils en appellent au retour du général de Gaulle. L'antenne d'Alger mise en place par le ministre de la Défense Jacques Chaban-Delmas dès 1957, dirigée par Lucien Neuwirth et Léon Delbecque, a influencé les partisans de l'Algérie dans la République française. Comme l'a rapporté Olivier Guichard dans Avec de Gaulle (voir bibliographie), l'antenne d'Alger faisait surtout de la transmission : le travail d'influence était supervisé par les deux plus proches collaborateurs du général de Gaulle, Guichard lui-même et, pour les militaires, Jacques Foccart[réf. nécessaire].

## Président de la République française

### Élection et investiture

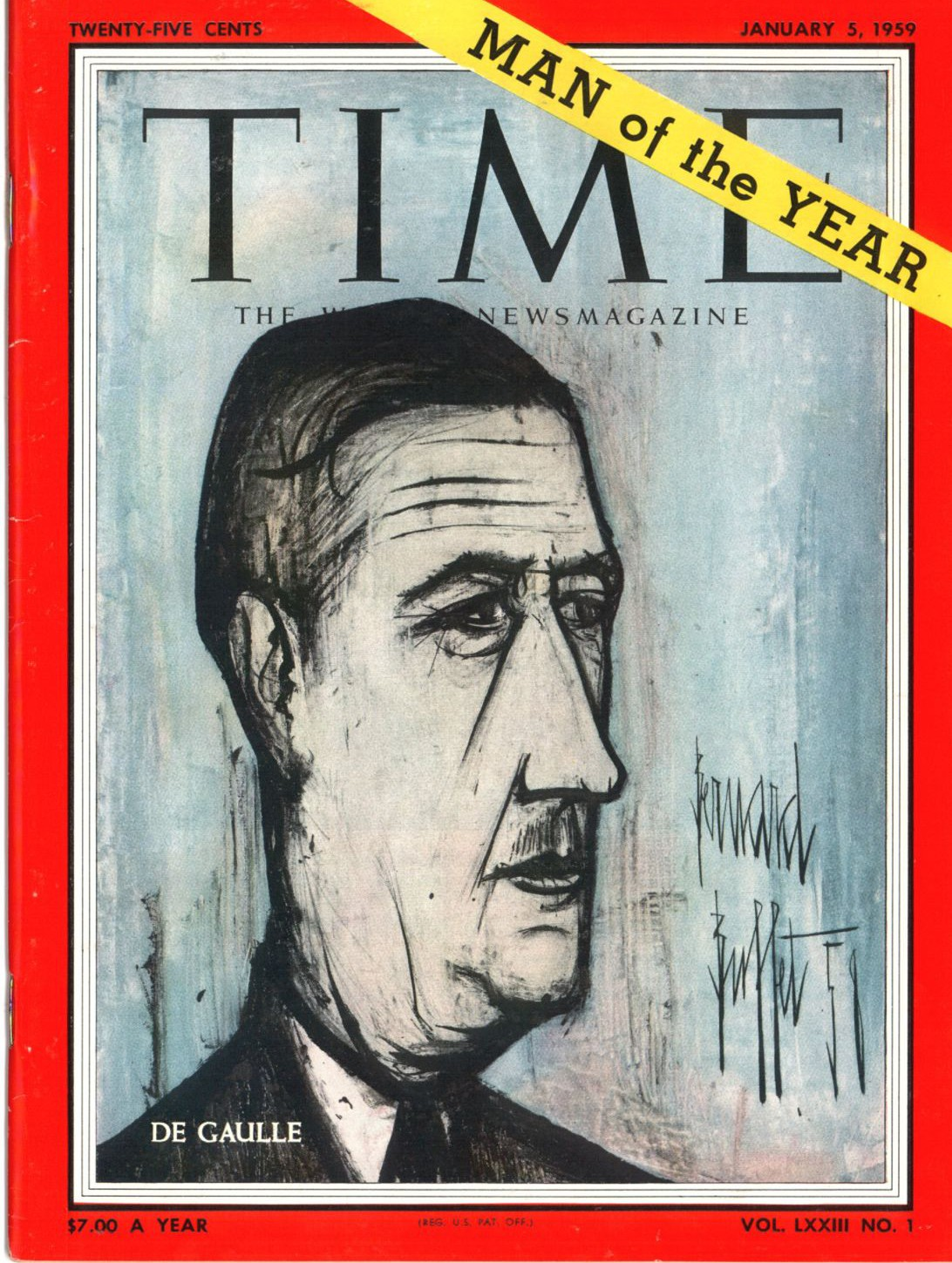
Charles de Gaulle désigné « Homme de l'année » par Time, le 5 janvier 1959.

En novembre 1958, les gaullistes remportent les élections législatives et obtiennent une confortable majorité. Le 21 décembre suivant, de Gaulle est élu président de la République et de la Communauté africaine et malgache avec 78,51 % des voix, au suffrage indirect, par un collège de plus de 80 000 grands électeurs.

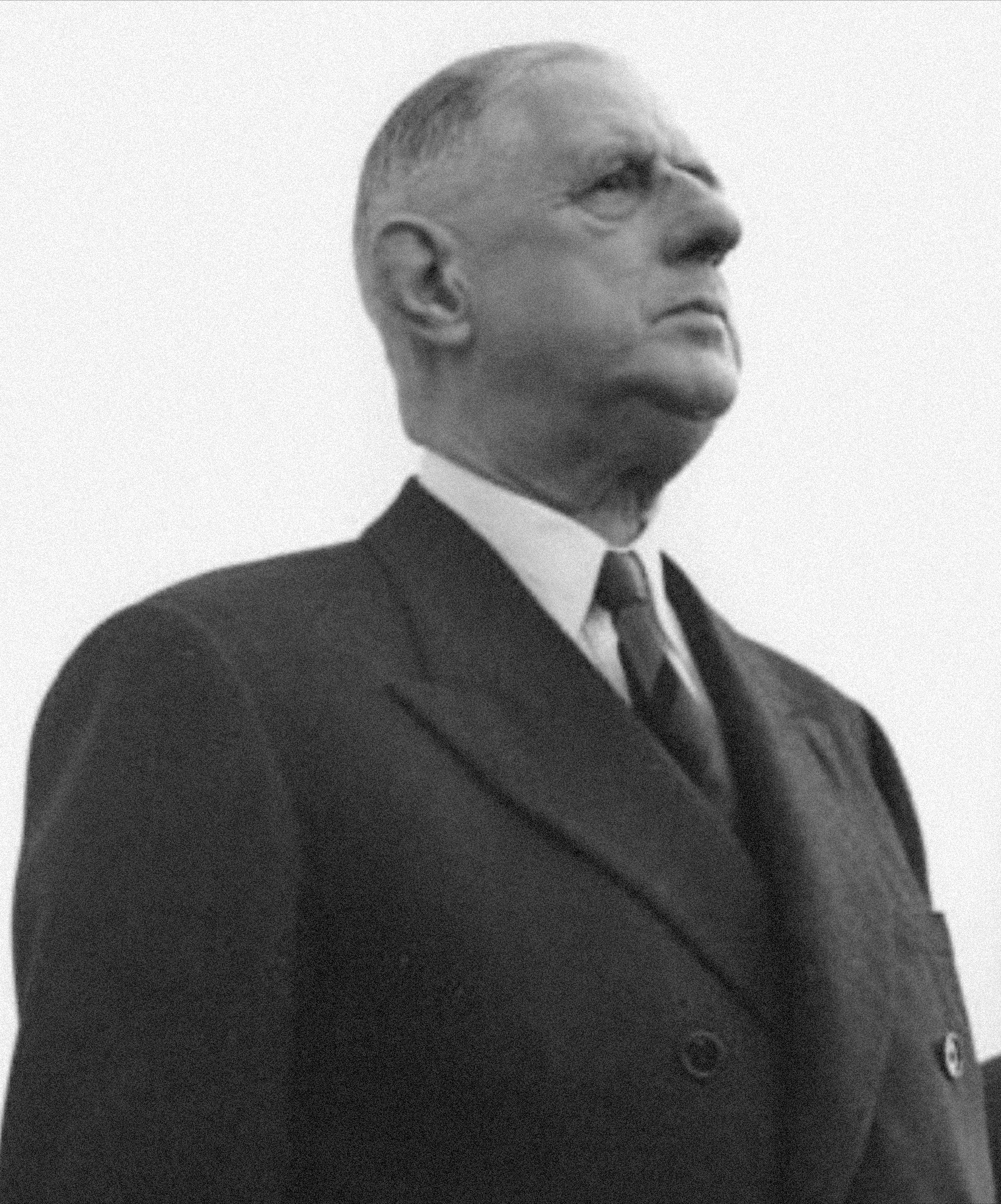
Charles de Gaulle en 1961.

Charles de Gaulle prend ses fonctions de président de la République le 8 janvier 1959, succédant ainsi à René Coty. Il gère le conflit algérien, met en place une nouvelle politique économique et engage d’importantes mesures pour revitaliser le pays, avec en particulier une dévaluation de 29 % et l'introduction du nouveau franc (valant 100 anciens francs), qui fait revenir les centimes, disparus en 1945[réf. nécessaire].

### Débuts à la présidence
Sur la scène internationale, refusant la domination des États-Unis comme de l'URSS, il défend une France indépendante, disposant de la force de frappe nucléaire (premiers essais en 1960). Il met en place également les débuts du programme spatial français en créant le 19 décembre 1961 le Centre national d'études spatiales. En tant que membre fondateur de la Communauté économique européenne (CEE), il pose son veto à l'entrée du Royaume-Uni.
Le 6 février 1968, dans le stade olympique de Grenoble, il devient le second président français à ouvrir une cérémonie olympique, à l'occasion des Xe jeux olympiques d'hiver.
En 2020, Charles de Gaulle est le seul président de la Ve République à avoir visité tous les départements français, outre-mer comprise. Il se rend en train ou en avion dans les régions, avant de visiter leurs départements en voiture durant une semaine en moyenne,.

### Fin de la guerre d’Algérie

La Communauté française en 1959.

En ce qui concerne la guerre d'Algérie, de Gaulle suscita d’abord de grands espoirs parmi les Français d’Algérie, auxquels il déclara à Alger le 4 juin 1958 : « Je vous ai compris ». Ce jour-là, il se garda de rien leur promettre de précis, lors de ce discours, et ne reprit ni leur mot d'ordre d'« intégration » ni leur slogan « Algérie française ». Il proclame que « à partir d'aujourd'hui, la France considère que, dans toute l'Algérie, il n'y a qu'une seule catégorie d'habitants : il n'y a que des Français à part entière ». Ce n'est qu'à Mostaganem, le 6 juin, qu'il prononça les mots : « Vive l'Algérie française », exception davantage révélatrice d'un désaccord que d'une adhésion, pour René Rémond.
Mais il adopta aussi quelques mesures libérales en direction des indépendantistes algériens : « paix des Braves » proposée au FLN en octobre 1958, grâces accordées à plusieurs rebelles, dont Yacef Saâdi, condamné à mort comme ancien dirigeant du FLN pendant la bataille d'Alger, interdiction officielle formelle des actes de torture. C'est également sous de Gaulle que les femmes musulmanes d'Algérie obtinrent le droit de vote, que l'on vit les musulmans pouvoir voter à égalité avec les Européens (de ce fait, dès avant l'indépendance en 1962, une majorité des maires d'Algérie sont eux-mêmes des musulmans), ou que fut nommé le premier préfet musulman d'Algérie (Mahdi Belhaddad à Constantine). De Gaulle annonça en personne la mise en œuvre du plan de Constantine, dans cette ville, en septembre 1958 : ce plan prévoyait, sur cinq ans, la redistribution de 250 000 ha de terres, la construction de 200 000 logements et la création de 400 000 emplois.
Il laissa son Premier ministre, Michel Debré, vilipender comme « manœuvre communiste » le rapport accablant établi par le jeune Michel Rocard, et qui dénonçait l'entassement inhumain de deux millions de personnes civiles dans des « camps de regroupement ». Dès 1959, de Gaulle en revint aussi à une solution classique de répression militaire. À l'été 1959, l'opération « Jumelles », dite plan Challe, porta au FLN ses coups les plus rudes à travers tout le pays. Certes, de Gaulle réalisa rapidement qu'il n'était pas possible de résoudre le conflit par une simple victoire militaire, et à l'automne 1959 il commença à s'orienter vers une solution conduisant inéluctablement à l'indépendance de l'Algérie. Mais jusqu'à l'hiver 1961/62, il choisit tout de même de poursuivre la guerre, au prix de nombreuses victimes et, selon le journaliste Rémi Kauffer, d'un accroissement de l'usage de la torture. Jusqu'à la fin de 1961, la lutte contre le FLN est menée avec autant de vigueur, et même davantage, qu'avant. Selon Constantin Melnik, conseiller spécial de Michel Debré chargé de coordonner les services secrets, il y eut environ 500 assassinats politiques entre 1958 et 1961[réf. nécessaire].
Il reste difficile de savoir quand de Gaulle comprit que l'indépendance était la seule solution pour sortir d'un conflit coûteux en hommes, en argent et en prestige international. D'autant plus qu'il perd le soutien de proches et d'anciens combattants luttant pour l'Algérie française. Édouard Lebas, à cet effet, écrit le 17 mars 1963 dans Combat : « Nous vivons depuis mai 1958 sur la plus grande duperie de l'histoire et depuis octobre 1962 sur la plus grande imposture. La cause du mal c'est la volonté tenace, bien que supérieurement camouflée, du Général de Gaulle. Il faut donc dénoncer à la masse, sans subterfuges et sans faux-fuyants, le responsable du mal dont meurent la République et la Liberté ». En 1961, de Gaulle fit encore rédiger par Alain Peyrefitte un plan de partition de l'Algérie, sans doute en fait pour faire pression sur le FLN. Au même Alain Peyrefitte, il expliquait dès 1959 que « l'intégration » de l'Algérie à la France, défendue par les partisans de l'Algérie française, était une utopie : deux pays culturellement si éloignés et présentant un tel écart de niveau de vie n'avaient pas vocation à en former un seul. Sans compter qu'au vu de l'accroissement démographique des musulmans, ce serait ouvrir la porte à leur immigration massive en métropole, dépassant de fort loin la simple venue traditionnelle de populations étrangères appelées à se fondre dans le creuset français.

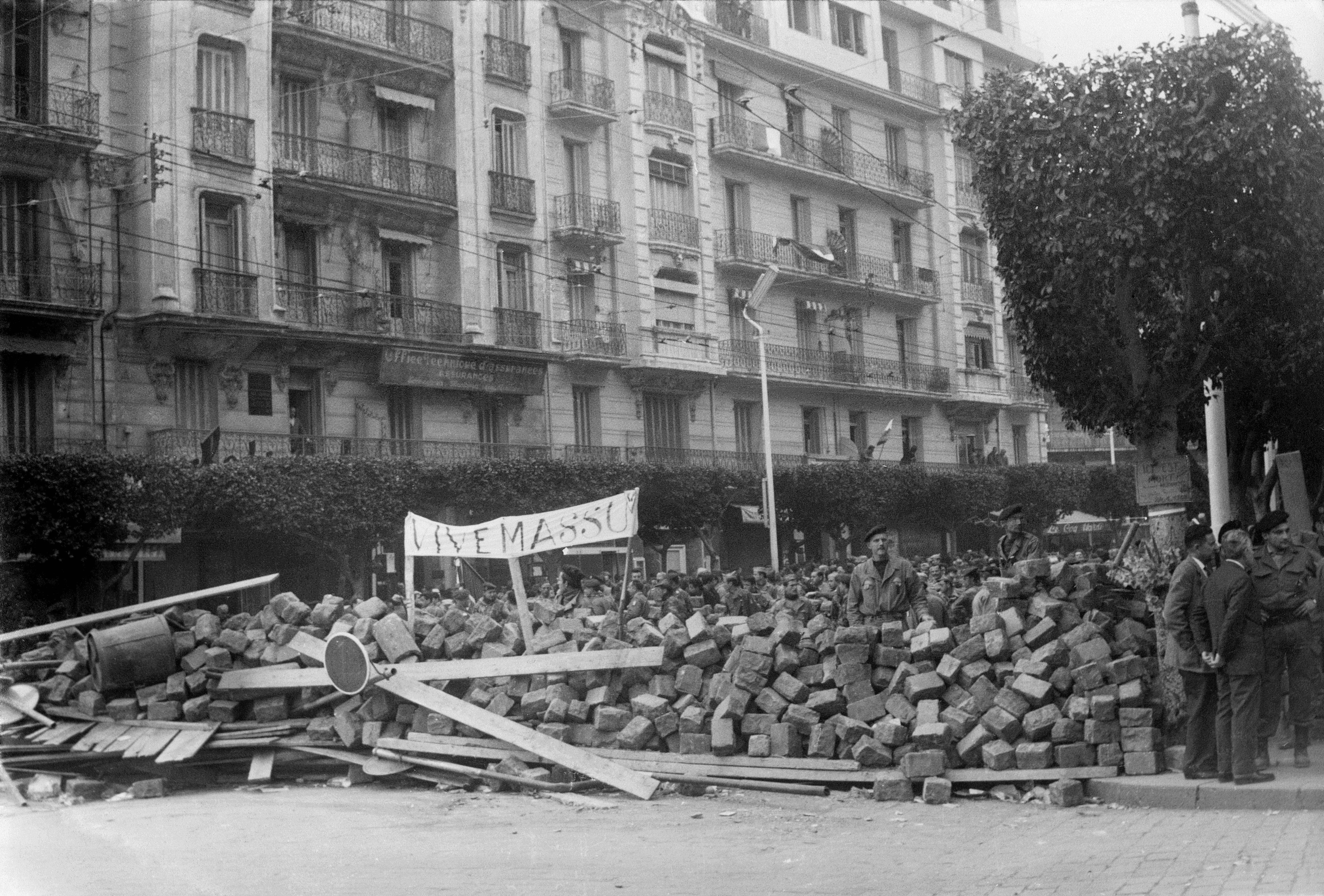
La semaine des barricades à Alger (1960).

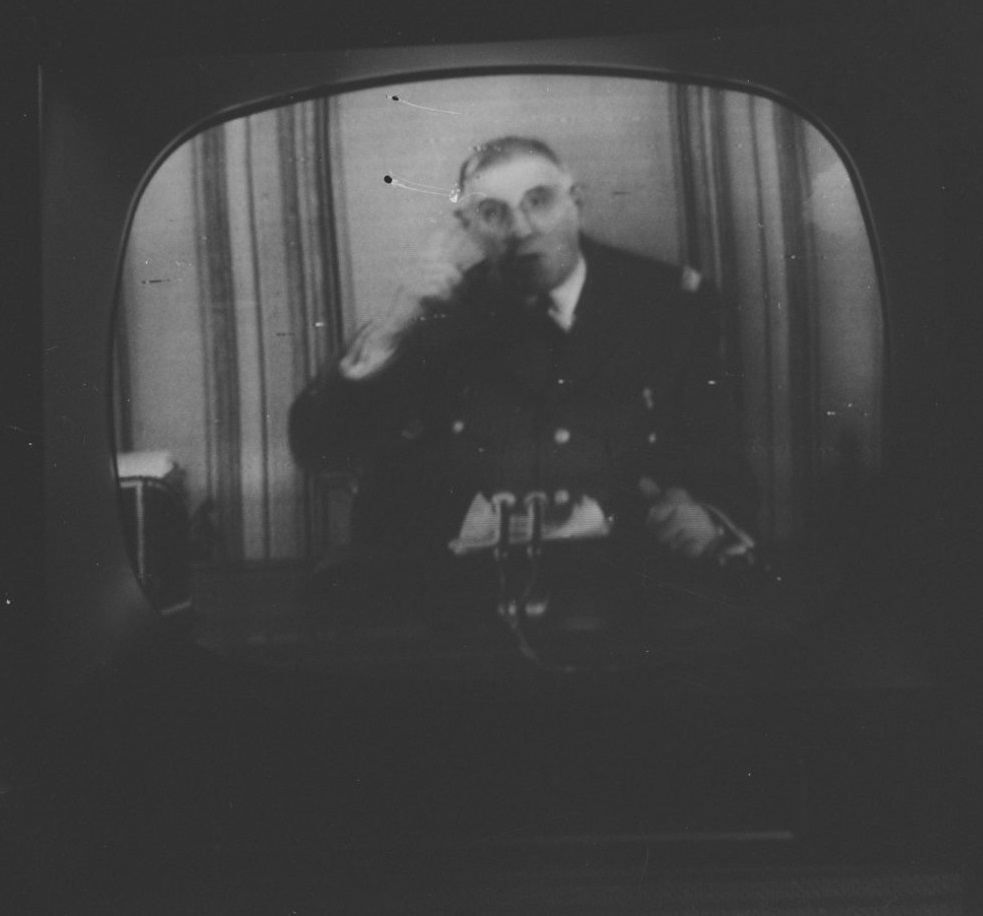
Discours radiotélévisé du général de Gaulle, revêtu de son uniforme, le 29 janvier 1960, pendant la semaine des barricades.

Dès le 16 septembre 1959, de Gaulle parle de « l'autodétermination » de l'Algérie. Comme pour les pays de l'empire colonial français qui viennent d’accéder à l’indépendance, le chef de l’État aurait pour stratégie d'installer une administration qui défendrait les intérêts politiques et économiques de la France.
En janvier 1960, le limogeage du général Jacques Massu, qui avait critiqué sa politique, provoque la rupture avec les Français d'Algérie et l'érection de barricades au centre d'Alger. Malgré ce climat insurrectionnel, de Gaulle abroge définitivement, par une ordonnance du 4 juin 1960, la peine de déportation. En janvier 1961, un référendum valide cependant massivement sa politique des deux côtés de la Méditerranée.
Avec l'armée de conscription, il fait échec au putsch des généraux à Alger en avril 1961. Quatre jours suffisent à mettre en déroute le « quarteron de généraux à la retraite » stigmatisés dans un de ses plus célèbres discours. Cette attitude provoqua de fortes résistances dans certains groupes nationalistes et de Gaulle fut obligé de réprimer des soulèvements de pieds-noirs en Algérie[réf. nécessaire].
Il est la cible d'organisations terroristes telles que l'Organisation armée secrète (OAS), qui le surnomme « la Grande Zohra ». La métropole devient alors l'objet de plusieurs vagues d'attentats commis par l'OAS. L'amiral Pierre Lacoste, ancien directeur de la DGSE, déclare en 1992, dans un entretien accordé au journal The Nation, que certains éléments du réseau Gladio étaient impliqués dans des activités terroristes contre le général de Gaulle et sa politique en Algérie,.
Dans la nuit du 17 au 18 octobre 1961, une manifestation, interdite par les autorités françaises, est organisée par le FLN. Les manifestants protestent contre le couvre-feu imposé en métropole aux ressortissants d'Afrique du Nord. Cette manifestation est férocement réprimée. Le préfet de police Maurice Papon couvre ses policiers et le gouvernement l'ensemble de ses fonctionnaires. Selon le rapport de l'avocat général Jean Geromini, remis le 5 mai 1999, il y aurait eu au moins 48 noyés pendant la nuit du 17 au 18 octobre, sans compter les personnes mortes des suites de leurs blessures ou de leurs conditions d'internement. Selon l'historien et éditorialiste Alain-Gérard Slama et Linda Amiri (laquelle a dépouillé les archives de la préfecture de police), le chiffre total est de l'ordre d'une centaine de victimes (L. Amiri compte 100 morts certains et 31 disparus). Les propos tenus par de Gaulle en Conseil des ministres quelques jours après le drame sont connus grâce aux notes prises par son ministre Louis Terrenoire, et publiées par Éric Rossel[réf. nécessaire].
Quelques mois plus tard, lors d'une manifestation interdite le 8 février 1962, huit manifestants sont tués par les forces de police au métro Charonne et un autre meurt ensuite à l'hôpital. Selon l'historien Jean-Paul Brunet, Charles de Gaulle est « tout autant responsable de cette tragédie que le ministre de l'Intérieur Roger Frey, le préfet de police Maurice Papon, et toute la hiérarchie policière ». Une des raisons est, explique J.-P. Brunet, « l'autoritarisme » du Général. Selon l'historien Alain Dewerpe, directeur d'études à l'École des hautes études en sciences sociales, le massacre de Charonne n'est qu'une conséquence logique des « habitus de pouvoir » de De Gaulle et des gaullistes, dans la situation de la guerre d'Algérie[réf. nécessaire].
Quant à l'organisation terroriste OAS, elle est réprimée par des moyens impitoyables : exécutions sommaires, tortures, polices parallèles, lesquelles n'hésitent pas à recruter des truands, comme Georges Boucheseiche et Jean Augé. La Cour de sûreté de l'État est créée en janvier 1963 pour en condamner les chefs, lesquels sont amnistiés quelques années plus tard (la Cour continue ensuite de juger des terroristes, jusqu'à sa suppression, en août 1981). En 1962, à la suite des accords d'Évian, un cessez-le-feu est proclamé en Algérie. Le général de Gaulle fait adopter par référendum l'indépendance de l'Algérie, effective en juillet 1962.
Très irrité par le ralliement massif des pieds-noirs à l'OAS, à l'heure où celle-ci lance une vague de terreur et de terre brûlée en Algérie, de Gaulle n'a aucun mot de compassion ni en public ni en privé pour le sort du million de Français rapatriés d'Algérie en juillet 1962 à la suite de la non-application des accords d'Évian par la partie algérienne[réf. nécessaire].
Le lendemain de la signature des accords d'Évian, les supplétifs de l'armée française, les harkis, sont désarmés par la France, et abandonnés sur place. Le gouvernement s'oppose au rapatriement de la majorité d'entre eux, et fait interdiction aux officiers de l'armée de les aider à gagner la France, hors du cadre d'un plan de rapatriement général. Le 25 juillet 1962, en Conseil des ministres, alors que les massacres de pieds-noirs et harkis ont commencé, Charles de Gaulle s'oppose au repli des harkis en France. Par la suite, plusieurs dizaines de milliers sont torturés et massacrés.
En avril 1962, le Premier ministre Michel Debré est remplacé par Georges Pompidou, et, en septembre de la même année, de Gaulle propose d'amender la Constitution afin de permettre au président d'être élu au suffrage universel direct, dans le but de renforcer sa légitimité à gouverner directement. La réforme de la Constitution, malgré l'opposition du Parlement, de la totalité de la gauche et d'une bonne partie de la droite, est aisément acceptée lors du référendum du 28 octobre 1962 avec 62,25 % de « oui », le président du Sénat, à l'époque Gaston Monnerville, ira même jusqu'à accuser de forfaiture Charles de Gaulle puis saisira le conseil constitutionnel afin de faire annuler le résultat du vote. Le conseil constitutionnel, par 7 voix contre 2 (Coty et Auriol) refuse d'accéder à sa demande en se déclarant inapte : « Le Conseil constitutionnel n'a pas compétence pour se prononcer sur la demande susvisée du Président du Sénat ».
En octobre, l'Assemblée nationale vote une motion de censure contre le gouvernement Pompidou, mais le Général refuse la démission que lui présente le Premier ministre et choisit de dissoudre l'Assemblée. Les nouvelles élections renforcent la majorité parlementaire gaulliste[réf. nécessaire].

### Mise en place des réseaux français en Afrique
C'est sous l'autorité de De Gaulle que les réseaux de ce que l'on appellera plus tard la Françafrique furent mis en place. À la tête d'une partie de son cabinet, issue de l'éphémère Communauté française, Jacques Foccart maintient des liens étroits, non seulement de coopération, mais souvent de contrôle, avec les nouveaux pouvoirs des États africains ayant accédé à l'indépendance, notamment au moyen d'accords de coopération militaire et financiers, mais aussi par l'action des services secrets. L'expression de « pré carré » est alors courante, et ces liens politiques et économiques assurent un soutien diplomatique dans la stratégie d'entre deux blocs de De Gaulle.

### Opposition armée

#### Attentat du Petit-Clamart
Un polytechnicien ingénieur de l'armement nommé Jean Bastien-Thiry, âgé de 35 ans, considère la politique algérienne du général de Gaulle comme une politique d'abandon et de trahison. Il conçoit donc, avec l'aide de personnes partageant son point de vue et appartenant à l'Organisation armée secrète (OAS), d'enlever de Gaulle, voire, si ce rapt se révèle impossible, de l’abattre. Un attentat est ainsi organisé au rond-point du Petit-Clamart le 22 août 1962. Il échoue, bien que la DS présidentielle montre ensuite, parmi les impacts (environ 150 balles tirées), une trace de balle passée latéralement à quelques centimètres des visages du couple présidentiel[réf. nécessaire].

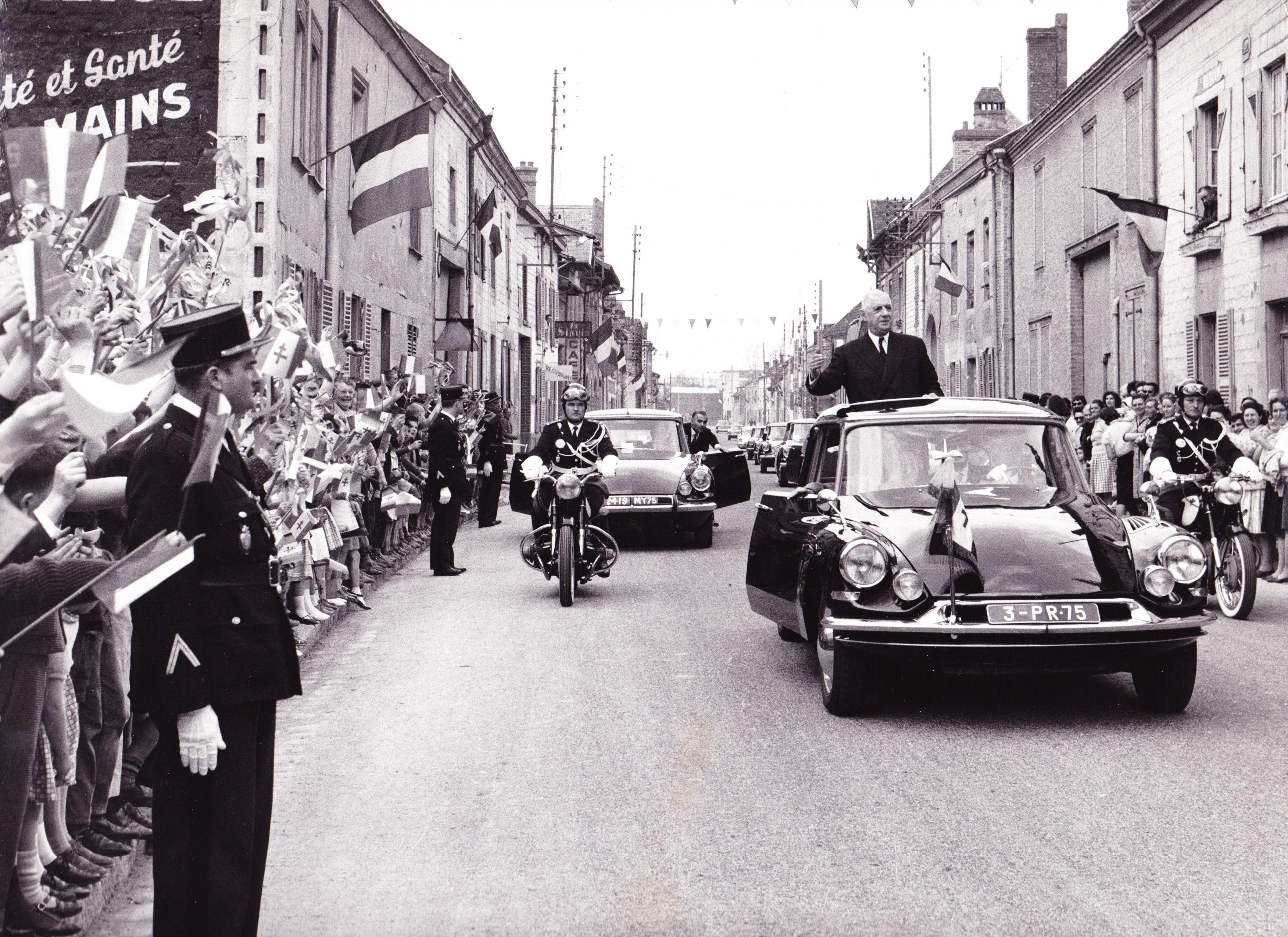
Charles de Gaulle dans la DS présidentielle lors d'une halte à Isles-sur-Suippe, le 22 avril 1963.

Dans la déclaration qu'il fait lors de l'ouverture de son procès en janvier 1963, Bastien-Thiry développe les motivations du complot basées essentiellement sur la politique algérienne du général de Gaulle. Il est condamné à mort le 4 mars 1963. Parce qu'il avait fait tirer sur une voiture occupée par une femme et parce que, contrairement aux autres membres du commando, il n'avait pas pris de risques directs, Bastien-Thiry n'est pas gracié par le général de Gaulle, comme l'ont été les autres membres du commando (tout comme d'ailleurs les autres membres de l'OAS, qui ont été pris). Une semaine après la fin de son procès, Bastien-Thiry est fusillé au fort d'Ivry[réf. nécessaire].
En 1968, une première amnistie permet aux derniers responsables de l'OAS, aux centaines de partisans de l'Algérie française encore détenus, et à d'autres, exilés, comme Georges Bidault ou Jacques Soustelle, de rentrer en France. D'anciens activistes de l'Algérie française se rallient alors au gaullisme, en adhérant au SAC ou aux comités de défense de la République (CDR). De Gaulle déclare à Jacques Foccart le 17 juin 1968 : « Il faut que nous allions vers une certaine réconciliation. » Les autres condamnations pénales sont effacées par les lois d'amnistie de 1974 et 1987[réf. nécessaire].

#### Autres attentats

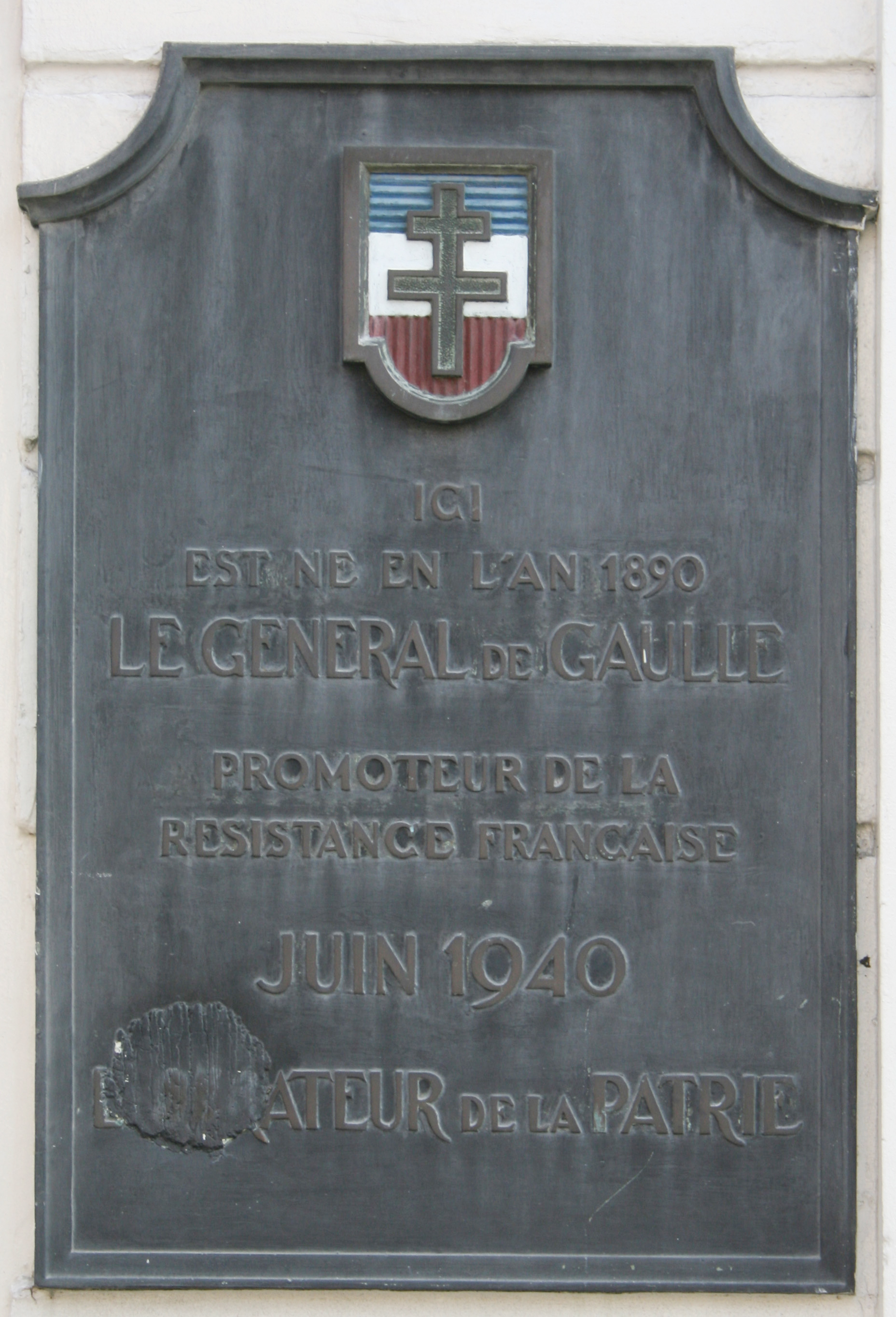
Plaque commémorative installée en 1950 et plastiquée fin 1962 en réaction aux événements d'Algérie. La charge fit sauter les premières lettres du mot, libérateur. La plaque fut depuis laissée telle quelle en témoignage

L'attentat du Petit-Clamart est celui qui a été le plus près de réussir. De nombreux autres attentats ont été organisés contre la personne du Général, parmi lesquels [réf. nécessaire]:
- le 8 septembre 1961, une bombe commandée à distance est enterrée sur la route de Colombey, à Pont-sur-Seine, mais la DS présidentielle conduite par le gendarme Francis Marroux n'est pas endommagée[201] ;
- le 23 mai 1962, de Gaulle doit être abattu sur le perron de l'Élysée par un tireur posté près de l'Élysée[202] ;
- le 15 août 1964, de Gaulle est en visite au mont Faron, près de Toulon ; une jarre est piégée de huit pains de TNT mis à feu à distance, mais ceux-ci n'explosent pas, le déclencheur étant trop faible[203].

### Élection présidentielle de 1965

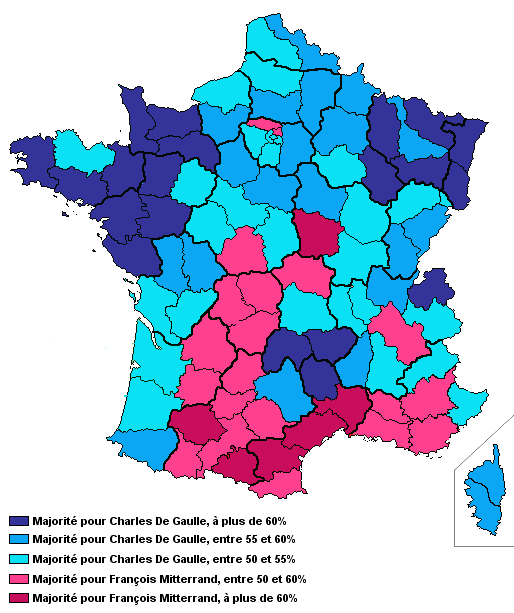
Résultats (par département) de l'élection présidentielle de 1965.

La télévision, pour la première fois dans l'histoire, joue un rôle très important dans une campagne ; malgré son refus de « jaspiner » dans « les étranges lucarnes », le Général se plie à cette nouvelle mode entre les deux tours. Cette campagne marque aussi l'apparition des sondages, qui mettent en évidence la baisse des intentions de vote en sa faveur avant le premier tour.
Lors du premier tour, de Gaulle arrive en tête avec 44,65 % des suffrages, devant notamment le candidat de la gauche unie, François Mitterrand (31,72 %), et Jean Lecanuet (15,57 %). Lorsque le ministre de l'Intérieur, Roger Frey, propose à de Gaulle de faire publier des photos de François Mitterrand aux côtés de Philippe Pétain pendant l'Occupation, il se voit opposer un refus du président sortant à utiliser de telles méthodes. Valéry Giscard d'Estaing fera de même que le général de Gaulle lors de l'élection présidentielle de 1981.
Charles de Gaulle est réélu président de la République le 19 décembre 1965, avec 55,20 % des suffrages exprimés. Le Général indique ultérieurement à quelques proches qu'il n'ira pas au bout de son mandat (devant s'achever en 1972) et qu'il se retirera à ses 80 ans,.

### Politique étrangère

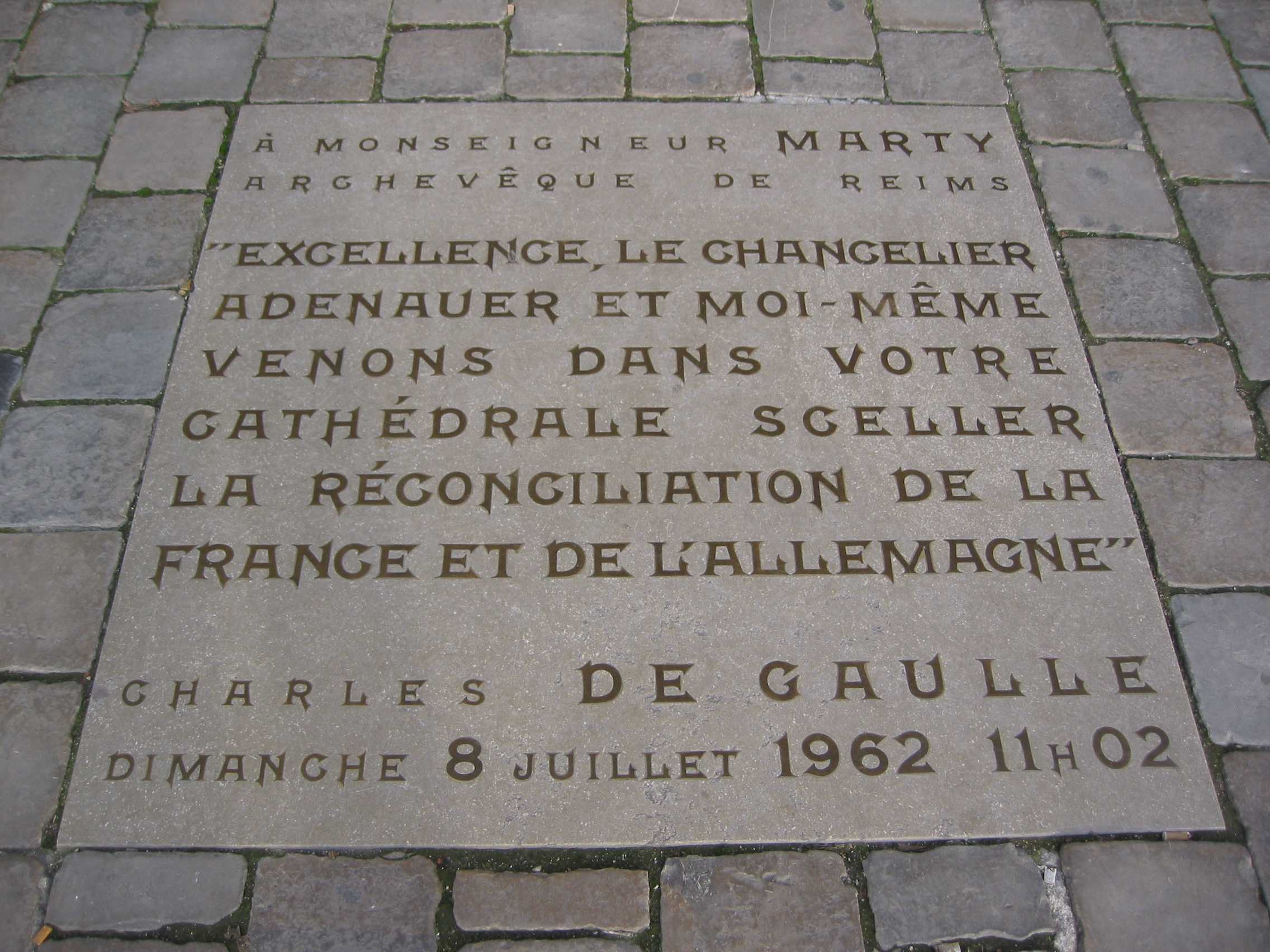
Témoignage de la réconciliation franco-allemande, devant le parvis de la cathédrale de Reims, fait en 1962.

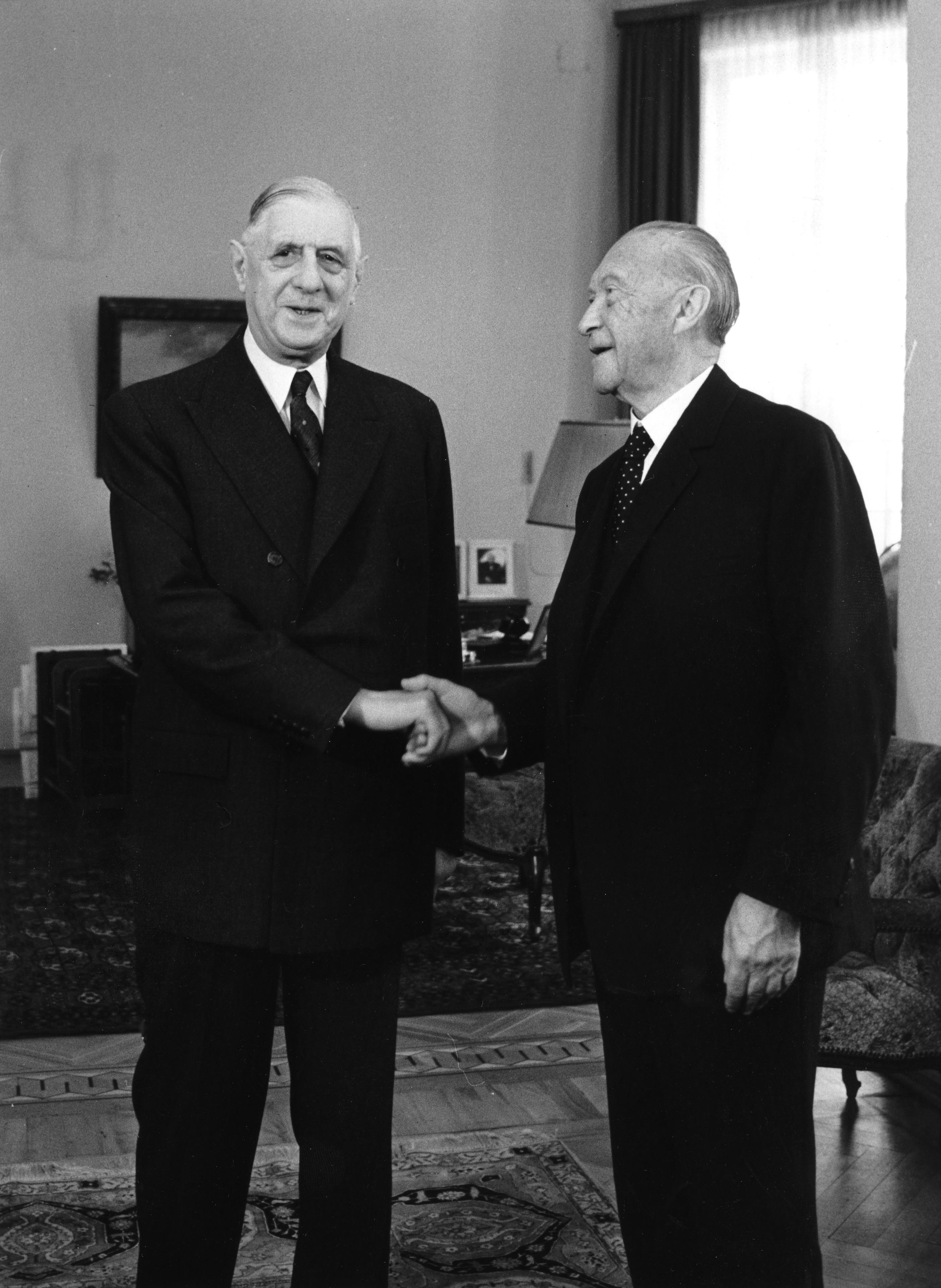
Charles de Gaulle et Konrad Adenauer (1963).

De Gaulle doit attendre la fin du conflit en Algérie pour lancer réellement sa politique étrangère. En effet, le « boulet algérien » réduisait considérablement la marge de manœuvre française et éclipsait les affaires extérieures. La politique de « l'indépendance nationale » est alors pleinement mise en application.
Sur le plan international, de Gaulle continue à promouvoir l'indépendance de la France : il refuse à deux reprises (en 1963 et en 1967) l'entrée du Royaume-Uni dans la CEE et en 1962, au moment de la crise des missiles de Cuba, de Gaulle, soutient le président américain John F. Kennedy. En effet, lorsqu'il est informé par les États-Unis de la présence de missiles soviétiques à Cuba, de Gaulle exprime rapidement sa solidarité avec le président américain. Il fait confiance aux informations fournies par les Américains sans exiger de preuves supplémentaires. Il affirme son soutien aux mesures que Kennedy prend pour faire face à la menace des missiles soviétiques à Cuba. Cependant, De Gaulle condamne dès 1964 l'aide militaire apportée par les États-Unis à la république du Viêt Nam (dite Viêt Nam du Sud) contre la rébellion communiste menée par le Viêt Cong (guérilla soutenue par le Nord-Viêt Nam), ainsi que la riposte israélienne au blocus du détroit de Tiran par l'Égypte, et va même plus loin en établissant un Blocus militaire sur Israël lors de la guerre des Six Jours en 1967. Il prend l'une de ses décisions les plus spectaculaires en 1966 en retirant la France du commandement militaire intégré de l'OTAN, expulsant les bases américaines de son territoire.
Concernant l'Europe, de Gaulle est partisan d'une « Europe des nations » et des États, qui peuvent seuls répondre des nations, celles-ci devant conserver leur pleine souveraineté et leur personnalité historique et culturelle : « Si vous voulez que des nations s'unissent, ne cherchez pas à les intégrer comme on intègre des marrons dans une purée de marrons. Il faut amener leurs gouvernants légitimes à se concerter, et un jour, à se confédérer, c'est-à-dire à mettre en commun certaines compétences, tout en restant indépendants pour tout le reste ». De Gaulle est donc franchement hostile à l'idée d'une Europe supranationale, c'est-à-dire celle prônée par Jean Monnet, une Europe avec un gouvernement fédéral composé des actuelles commissions, qui surplomberait des gouvernements provinciaux, lesquels ne s'occuperaient plus que des questions secondaires. En 1962, dans une conférence de presse, il rejette sans détour l'idée d'une fusion des états européens dans un ensemble supranational. En particulier, il insiste sur les réalités culturelles nationales et emploie le mot « volapük » pour moquer une hypothétique langue unique. Ces prises de positions entraînent, au sein de son gouvernement, la démission des cinq ministres du MRP.
C'est l'Europe qui fixe le cadre de son ambition, une Europe qui va même « de l'Atlantique à l'Oural », gommant d'un trait le provisoire rideau de fer. En effet, le pivot de la politique étrangère française est le rapprochement avec l'autre poids lourd du continent, l'Allemagne. Ainsi, de Gaulle tourne le dos aux « Anglo-Saxons »[réf. nécessaire].

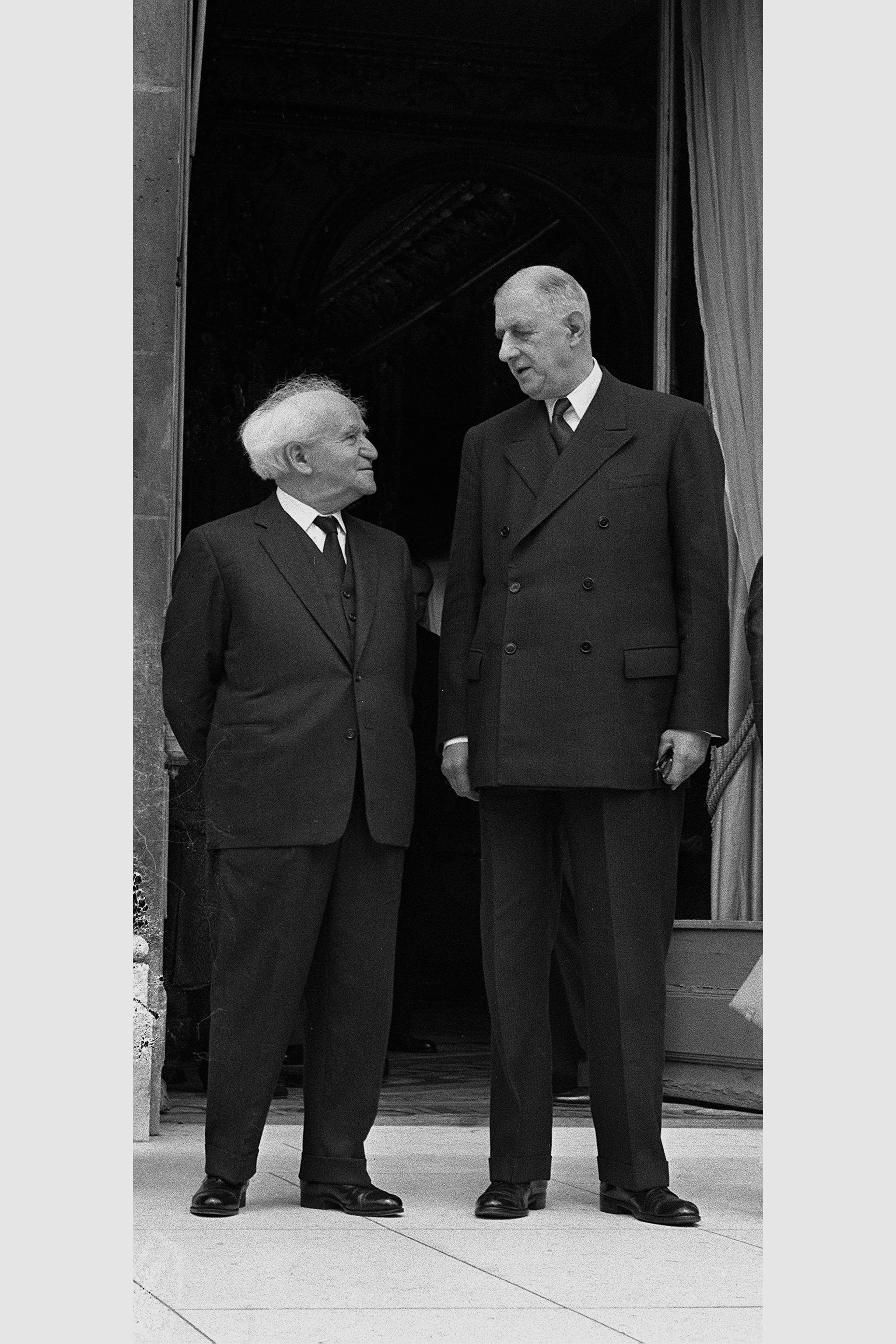
Charles de Gaulle et David Ben Gourion en 1960.

On pourrait en effet s'étonner de l'intransigeance gaullienne vis-à-vis du Royaume-Uni, tout particulièrement. Pour de Gaulle, comme pour Churchill d'ailleurs, le Royaume-Uni n'avait fait que son devoir en 1940, et il n'existait pas de « dette » française envers Londres liée à la Seconde Guerre mondiale. De Gaulle désapprouvait les relations privilégiées rapprochant le Royaume-Uni des États-Unis depuis la guerre, ainsi que la préférence économique impériale qui jouait entre celle-ci et les États du Commonwealth, rendant ainsi difficile son admission au sein de l'Europe. Aussi l'entrée d'un tel « cheval de Troie américain » au sein de l'Europe lui paraissait-elle non souhaitable. Les Britanniques attendront donc 1973 avant de rejoindre la Communauté économique européenne (CEE)[réf. nécessaire].
La position de De Gaulle face au monde communiste est sans ambiguïté : il est totalement anticommuniste. Il prône la normalisation des relations avec ces régimes « transitoires » aux yeux de l'Histoire de façon à jouer le rôle de pivot entre les deux blocs. La reconnaissance de la république populaire de Chine dès le 27 janvier 1964 va dans ce sens. De même sa visite officielle en république populaire de Pologne (6-11 septembre 1967) fut un geste qui montre que le président français considère le peuple polonais dans son ancrage historique. La question allemande, et donc le tracé de la frontière occidentale de la Pologne, jouent un grand rôle dans les discussions officielles. Malgré la domination exercée par l'URSS, de Gaulle est accueilli spontanément par des foules enthousiastes. Il mise, comme il le dit devant la diète (Assemblée nationale) polonaise, sur un futur où la Pologne recouvrerait sa place d'État indépendant. Il s'agit une fois de plus de son projet d'Europe continentale élargie.
Durant la Seconde Guerre mondiale, de Gaulle avait soutenu le mouvement royaliste tchetnik de Draza Mihailovic, dont il était un admirateur. Pour cette raison, le leader Tito qui fait partie des « non-alignés », soutient fortement l'indépendance algérienne avec des livraisons massives d'armes au FLN via la Tunisie.
Les relations entre de Gaulle et les États-Unis sont assurément les plus complexes.[style à revoir] Malgré quelques tensions vives, de Gaulle est toujours à leurs côtés lors des vrais coups durs : le blocus de Berlin et la crise de Cuba notamment. En revanche, lorsque ce sont les Américains qui attisent les tensions, de Gaulle prend publiquement ses distances, notamment par son discours du 1er septembre 1966 à Phnom Penh vilipendant l'attitude américaine au Viêt Nam, théâtre d'opération que la France connaissait fort bien. Ses communications privées sont espionnées par les États-Unis, mais aussi par le Royaume-Uni, qui le surveille à son domicile.

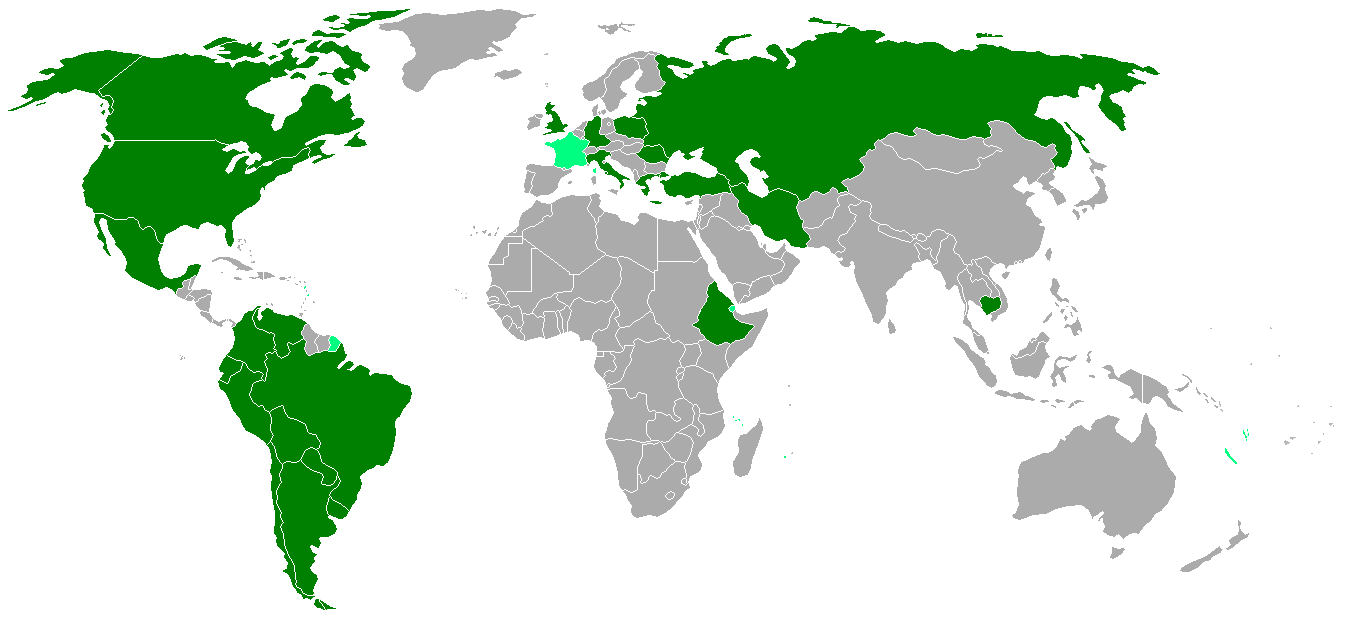
Pays visités par le général de Gaulle pendant sa présidence.

La notion gaullienne d'« une certaine idée de la France » se manifeste surtout en politique étrangère. De Gaulle puise une force dans sa connaissance de l'Histoire de France, qu'il a d'ailleurs enseignée à Saint-Cyr. Selon lui, le poids de cette Histoire donne à la France une position particulière dans le concert des nations. Convaincu que les relations internationales reposent avant tout sur les réalités nationales et les rapports entre États, il surnomme l'ONU « le machin » et refuse que la France participe au financement des opérations menées par les « casques bleus » contre la sécession katangaise au Congo ex-belge. Passablement irrité par l'attitude du Nigeria lors de l'explosion de Gerboise bleue, le troisième essai nucléaire français, en 1960, et souhaitant le « morcellement » de ce pays, comme il le raconte à son conseiller aux affaires africaines, Jacques Foccart, de Gaulle soutient la sécession du Biafra en 1967-68, qui fait un à deux millions de morts.
En Afrique francophone, il ne prend pas position face aux coups d'État qui se succèdent, mais apporte son soutien aux régimes en place quand il le juge nécessaire, faisant intervenir les troupes françaises au Gabon (1964) et au Tchad (1968)[réf. nécessaire].
Il entreprend un voyage de trois semaines en Amérique du Sud en 1964 au cours duquel il n'a de cesse de dénoncer les « hégémonies » des superpuissances. De Gaulle, qui visite dix pays, est acclamé par les foules, mais la tournée diplomatique a finalement peu de retombées concrètes et ne remet pas en cause l'hégémonie des États-Unis sur ce continent.

#### Arme nucléaire

Caricature d'Arthur H. Sloggatt intitulée "This One Wants A Warhead Too" (Celui-ci veut aussi une ogive) et publiée dans le New York Daily Mirror en 1959.

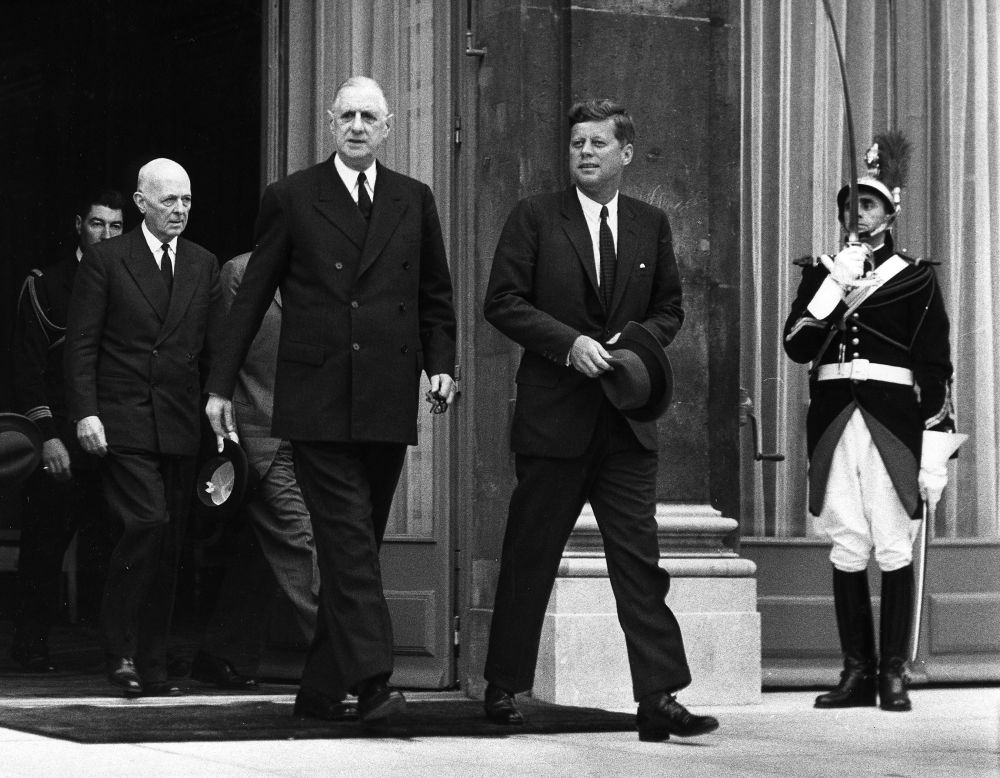
Charles de Gaulle et John Fitzgerald Kennedy en 1961.

Convaincu de l'importance stratégique de l'arme nucléaire, de Gaulle poursuit son développement en menant des essais nucléaires au Sahara puis en Polynésie française, sous la protestation de l'opposition qui n'y voit qu'une « bombinette ». De Gaulle lui rétorque: « Dans dix ans, nous aurons de quoi tuer 80 millions de Russes. Eh bien je crois qu'on n'attaque pas volontiers des gens qui ont de quoi tuer 80 millions de Russes, même si on a soi-même de quoi tuer 800 millions de Français, à supposer qu'il y eût 800 millions de Français »,.
L'attitude des États-Unis envers ce programme est ambivalente. Kennedy propose à de Gaulle de lui donner des missiles Polaris, comme il l'avait fait avec le Royaume-Uni (accords de Nassau). Mais de Gaulle refuse, déclarant qu'il souhaite que la France se bâtisse elle-même une armée. La question nucléaire empoisonna les relations franco-américaines durant toutes les années 1960. Il faut attendre Richard Nixon pour trouver un premier président américain clairement « gaullien ». Nixon contourne d'abord les contraignantes législations américaines dans le domaine nucléaire avant d'ouvrir officiellement la voie de la collaboration nucléaire franco-américaine. Le programme français était alors déjà largement abouti et ses armes nucléaires très efficaces.

#### Sortie de l'OTAN
Comme l’explique l'historien Olivier Pottier, l’OTAN pratiquait le système de l’intégration, à savoir le placement sous commandement américain des contingents des différents pays. Ainsi, une part importante de l'armée française était directement sous commandement étranger. À l'inverse de ce système, de Gaulle est pour la formation d’un « état-major combiné allié » ou « directoire tripartite » où les principaux membres de l’Alliance, France, Grande-Bretagne, États-Unis, établiraient la direction stratégique de l’Alliance en coopération. Il propose de réformer l’OTAN dans ce sens par le biais du mémorandum du 12 septembre 1958 qui est unanimement rejeté par les Américains et les Britanniques. Ce refus anglo-américain confirme à de Gaulle le caractère hégémonique de la politique étasunienne de défense.
Après avoir retiré du commandement de l'OTAN la flotte française de la Méditerranée (1959), puis celle de l'Atlantique et de la Manche, de Gaulle écrit le 7 mars 1966 au président américain Lyndon Johnson pour lui notifier la sortie de la France du commandement intégré de l'OTAN : « la France se propose de recouvrer sur son territoire l'entier exercice de sa souveraineté, actuellement entamé par la présence permanente d'éléments militaires alliés ou par l'utilisation habituelle qui est faite de son ciel, de cesser sa participation aux commandements intégrés et de ne plus mettre de forces à la disposition de l'OTAN ». Tout en restant partenaire de l'Alliance atlantique, la France gaullienne se retire donc de « l'organisation militaire intégrée aux ordres des Américains », comme le confie de Gaulle à Peyrefitte. Les troupes américaines présentes en France doivent évacuer leurs bases, et le quartier général de l'OTAN quitte Rocquencourt pour s'installer en Belgique.

#### Conversion des dollars
Sur la recommandation de l'économiste Jacques Rueff qui voyait la conquête de l'espace et le conflit vietnamien déséquilibrer la balance des paiements des États-Unis, de Gaulle réclame à ces derniers la contrepartie en or d'une forte proportion des dollars détenus par la France. L'opération est légale, car le dollar est alors défini officiellement comme correspondant à 1/35 d'once d'or. Règlements internationaux obligent, les États-Unis doivent obtempérer et de Gaulle fait procéder par la Marine nationale au rapatriement de la part de l'or de la Banque de France déposé à New York auprès de la Banque fédérale de réserve. En 1971, les États-Unis mettent fin à la parité avec l'or pour faire « flotter » le dollar. À la suite des chocs pétroliers de 1973 et de 1979, les cours de l'or s’envolent : le conseil de Jacques Rueff était effectivement judicieux à long terme.
Conscient du danger que présente l'hégémonie du dollar pour le système monétaire international et l'économie mondiale d'une manière générale, et estimant qu'elle « entraîne les Américains à s'endetter, et à s'endetter gratuitement vis-à-vis de l'étranger, car ce qu'ils lui doivent, ils le paient […] avec des dollars qu'il ne tient qu'à eux d'émettre », de Gaulle est partisan d'un retour à l'étalon-or.

#### Le «Québec libre»

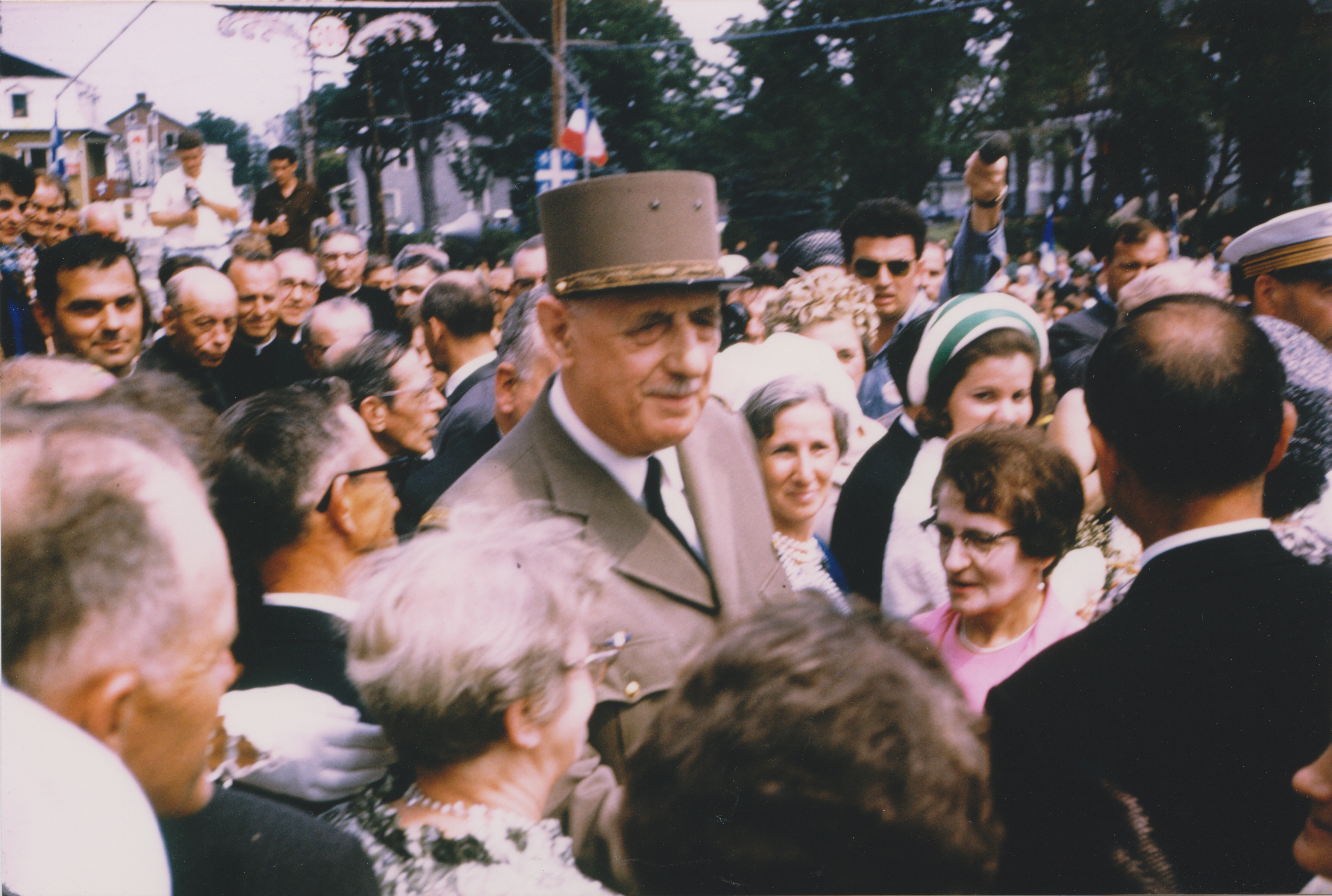
Charles de Gaulle sur le Chemin du Roy à Sainte-Anne-de-la-Pérade, le 26 juillet 1967.

Lors d'une visite d'État au Canada en 1967 afin, officiellement, de prendre part aux festivités entourant l'Expo 67 comme l'y avait invité le Premier ministre québécois Daniel Johnson, de Gaulle provoque l'indignation des autorités fédérales canadiennes : le 24 juillet 1967, à Montréal, du haut du balcon de l'hôtel de ville, devant une foule de 15 000 Québécois, il ponctue son discours d'un retentissant : « Vive Montréal, vive le Québec… vive le Québec libre ! Vive le Canada français et vive la France ! ». Saluée par une ovation des indépendantistes québécois, cette déclaration déclenche une crise avec le gouvernement canadien. À la suite du discours, qui contenait un certain nombre de clins d'œil, le Premier ministre canadien, Lester B. Pearson, réplique sèchement le lendemain, déclarant que « les Canadiens n'ont pas besoin d'être libérés », et faisant savoir très clairement que de Gaulle n'est plus le bienvenu au Canada. Le président français repart séance tenante pour la France, délaissant le croiseur qui l'avait amené, le Colbert[réf. nécessaire].
Dans la perspective de la Seconde Guerre mondiale, cette déclaration est ressentie comme injuste par les Canadiens anglophones qui avaient soutenu la France libre, alors que les Québécois francophones, soucieux de l'indépendance du Canada vis-à-vis du Royaume-Uni, étaient moins enthousiastes pour participer à l'effort de guerre. Des envoyés de la France libre, Élisabeth de Miribel et le capitaine de vaisseau Georges Thierry d'Argenlieu — dont le titre de supérieur majeur de la province des Carmes de Paris était censé lui valoir le respect des catholiques — tentèrent en 1941 de rallier les Canadiens à la cause du général de Gaulle[réf. nécessaire].
Les réactions sont non seulement diplomatiques, mais aussi populaires. Par exemple, les habitants du boulevard de Gaulle, à Ottawa, obtiennent de la ville en décembre 1967 que leur rue soit rebaptisée boulevard Confédération, une décision qui ne fait toutefois pas l'unanimité,.
Le gouvernement d'Ottawa doit dès cette époque traiter avec une attention particulière les revendications du Québec qui, fort de cet encouragement laissant présager un soutien fort de la France si besoin, commence à parler de faire sécession[réf. nécessaire].
De plus, lors de la conférence de presse du 27 novembre 1967 à l'Élysée, Charles de Gaulle justifie une fois de plus son geste d'éclat par un discours engagé, ponctué par un solennel « allons, allons, pour eux aussi, pour eux surtout, il faut que la France soit la France ! ».
Cette déclaration est cohérente avec la pensée du général de Gaulle, qui aurait déclaré à Alain Peyrefitte, en septembre 1965 : « L'avenir du Canada français, c'est l'indépendance. Il y aura une République française du Canada ». Selon Alain Peyrefitte, « sans préjuger de la forme que la souveraineté québécoise devait revêtir, de Gaulle, avec ce sens historique qui valut à la France son salut, s'en vint donc à Montréal, en juillet 1967, exhorter les Canadiens français à préserver leur identité française dont, sous Louis XV, l'indifférence des élites françaises avait fait si légèrement bon marché. « Vive le Québec libre » ne fut pas plus improvisé que l'appel du 18 juin 1940. L'appel à la liberté, lancé le 24 juillet, n'aurait rien eu de fortuit ».

### Crise politique de 1968

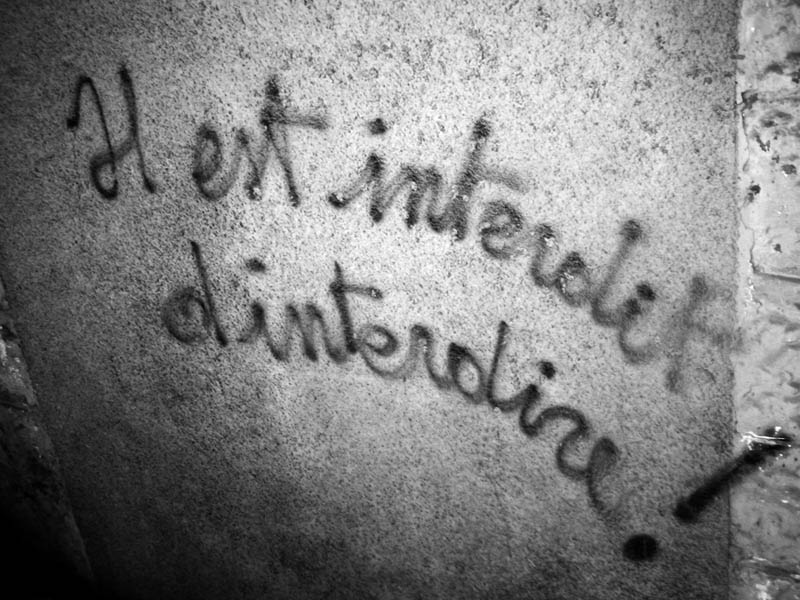
« Il est interdit d'interdire ! », slogan phare de Mai 68.

Outre la réforme financière de 1958, la France bénéficie des « Trente Glorieuses » et de la croissance amorcée sous la IVe République. Les structures économiques sont modernisées, le niveau de vie s'accroît. Mais la croissance profite inégalement à tous, et un certain désenchantement apparaît face au blocage de la société. Les événements de Mai 1968 en sont le révélateur. Comme dans de nombreux pays, la contestation des étudiants se développe à partir de mars 1968. Les syndicats et les partis politiques de gauche profitent des manifestations étudiantes pour lancer une grève générale qui sera suivie par les ouvriers. Cette grève générale paralyse le pouvoir pendant le mois de mai[réf. nécessaire].
De l'avis de ses propres partisans, de Gaulle a été complètement surpris par une crise qu'il ne prévoit pas et ne comprend pas. Indifférent aux revendications étudiantes et à la « crise de civilisation » qu'elles révèlent, il ne voit là au mieux qu'un gigantesque chahut de jeunes qui ne veulent pas passer leurs examens, au pire une contestation de l'autorité de l'État à faire cesser sur-le-champ. Dans les premiers jours de mai, ses seules consignes sont de réprimer brutalement les manifestations étudiantes, contre l'avis de plusieurs de ses ministres qui conseillent l'apaisement.
Après la nuit des barricades du 10 mai au 11 mai 1968, de Gaulle, sceptique, laisse toutefois son Premier ministre Georges Pompidou, rentré d'un voyage en Iran et en Afghanistan, mener une nouvelle politique d'apaisement. Pompidou, qui a dû mettre sa démission dans la balance, veut éviter désormais les heurts, et parie sur l'essoufflement à terme du mouvement.

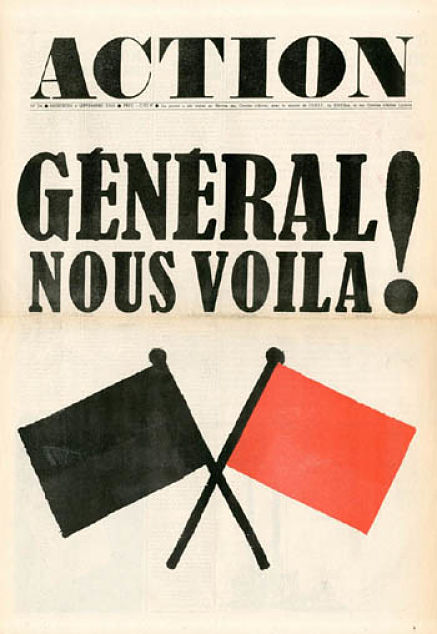
Une du journal Action en mai 1968.

Du 14 au 18 mai, de Gaulle est en déplacement en Roumanie. Or, en son absence, la grève générale se développe et des millions de grévistes paralysent la France, tandis que la Sorbonne et l'Odéon sont occupés sans réaction de la police. Seul aux commandes de l'État et de la majorité parlementaire, Pompidou paraît entre-temps devenu le vrai chef du pays[réf. nécessaire].
À son retour anticipé de Roumanie le 18 au soir, de Gaulle déçoit jusqu'à des fidèles inconditionnels en apparaissant dépassé et flottant, sans cette vivacité et cette efficacité de réaction qui le caractérisent d'habitude. Il semble écartelé entre la prudence pompidolienne et la fermeté qu'il prêche lui-même. Il attend le 24 au soir pour parler en public, et pour n'annoncer que des mesures déjà éventées depuis plusieurs jours, qui ne répondent à aucune préoccupation de l'heure. « J'ai mis à côté », confesse-t-il aussitôt après avoir visionné son allocution. Le Général expose, dans cette allocution, qu'il entend que l'État doit rétablir l'ordre, maintenir la République. « La rue, c'est le désordre, la menace du totalitarisme, « la chienlit » ». Le soir même, de violents incidents éclatent à Paris, on relèvera des centaines de blessés et plusieurs barricades érigées[réf. nécessaire].
Le 27 mai, les accords de Grenelle, passés entre le gouvernement Pompidou, les représentants des syndicats et du patronat, aboutissent à un train de mesures classiques[Quoi ?]. De Gaulle préside le Conseil des ministres qui ratifie aussitôt les accords, mais à la surprise de Pompidou et des chefs syndicaux, la base rejette les avancées de Grenelle, estimant que c'est la société entière qui est en cause. Les grèves continuent. Le 27, une manifestation au stade Charléty lance l'idée d'un gouvernement provisoire. Le jour même, François Mitterrand reprend cette solution et annonce sa candidature à la présidence de la République. La crise politique atteint son sommet[réf. nécessaire].
La disparition soudaine et inexpliquée du chef de l'État, parti avec son épouse en hélicoptère le 29 mai pour une destination inconnue, provoque la stupeur et ouvre la voie à toutes les supputations. Il passe par Baden-Baden, où il est reçu par le général Massu. Dès son retour à Paris le lendemain, son allocution radiodiffusée a le ton de la fermeté. Il y annonce la dissolution de l'Assemblée nationale. Elle est suivie d'une immense manifestation organisée par les gaullistes sur les Champs-Élysées.

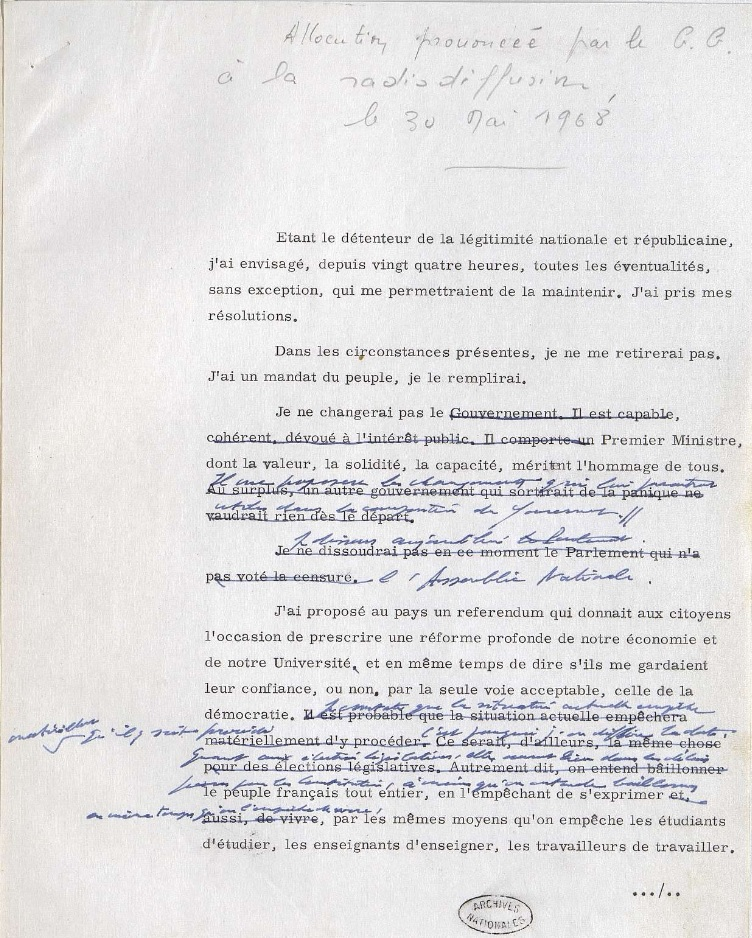
Script de l'allocution prononcée par le général de Gaulle à la radio le 30 mai 1968 (Archives nationales AG/5(1)/1447).

De Gaulle était prêt à accepter certaines des revendications des manifestants. Il voulut faire approuver les réformes par référendum, mais Georges Pompidou, en mettant sa démission dans la balance, le persuada de plutôt dissoudre l'Assemblée nationale. De Gaulle l'annonça le 30 mai 1968, dans un discours radiodiffusé, comme l'appel du 18 juin ou l'intervention de 1960 pendant les barricades d'Alger. Les phrases étaient courtes, chacune ou presque annonçait une décision [réf. nécessaire]:
- « Étant le détenteur de la légitimité nationale et républicaine, j'ai envisagé, depuis vingt-quatre heures, toutes les éventualités, sans exception, qui me permettraient de la maintenir » ;
- « J'ai pris mes résolutions. Dans les circonstances présentes, je ne me retirerai pas. » ;
- « Je ne changerai pas le Premier ministre, qui mérite l'hommage de tous. » ;
- « Je dissous aujourd'hui l'Assemblée nationale » ;
- « Je charge les préfets, devenus ou redevenus Commissaires de la République, d'empêcher la subversion à tout moment et en tous lieux » ;
- « Quant aux élections législatives, elles auront lieu dans les délais prévus par la Constitution, à moins qu'on entende bâillonner le peuple français tout entier, en l'empêchant de s'exprimer en même temps qu'on l'empêche de vivre, par les mêmes moyens qu'on empêche les étudiants d'étudier, les enseignants d'enseigner, les travailleurs de travailler. Ces moyens, ce sont l'intimidation, l'intoxication et la tyrannie exercées par des groupes organisés de longue date en conséquence et par un parti qui est une entreprise totalitaire, même s'il a déjà des rivaux à cet égard ». De Gaulle opposait ainsi le Parti communiste français aux groupes maoïstes, alors que le premier semblait déjà bien dépassé par les événements. En clouant le PCF au pilori et lui prêtant une visée subversive délibérée, de Gaulle rompt avec la stratégie de Pompidou, qui n'a cessé de négocier avec le Parti au long du mois.

La fin du discours mentionne au sujet d'une déclaration antérieure, et sans la citer, « l'ambition et la haine de politiciens au rancart » et affirme qu'après avoir été utilisés « ces personnages ne pèseraient pas plus que leur poids, qui ne serait pas lourd ». Mais le Général néglige les 44,5 % des voix qui se sont portées en 1965 sur Mitterrand au second tour de la présidentielle, ou encore le simple siège de sa majorité aux élections législatives de 1967[réf. nécessaire].
Une manifestation fut organisée et fut créditée d'un million de participants selon les organisateurs, sept cent mille selon la préfecture de police. Les élections de juin 1968 furent un grand succès pour la droite qui obtient 354 des 487 sièges (du jamais vu dans l'histoire du parlementarisme français). Georges Pompidou fut remplacé par Maurice Couve de Murville au mois de juillet[réf. nécessaire].
La campagne des législatives occupa les forces politiques, tandis que la reprise du travail se faisait progressivement. La reprise en main se fait parfois sans ménagement. Des Comités d'action civique, répondant à l'appel de De Gaulle, se constituent pour dresser des listes noires de grévistes et d'agitateurs notoires, et la police même renoue avec la brutalité des premiers jours de mai (quatre morts à déplorer en juin 1968)[réf. nécessaire].
La victoire des gaullistes aux élections législatives, bien que massive, n'a pas assez redynamisé le pouvoir. L'Assemblée nationale, plus à droite, est aussi plus frileuse face aux réformes pourtant voulues par le général de Gaulle (participation, régionalisation, réforme de l'Université…). L'éviction du vrai vainqueur de la crise, Pompidou, a été mal comprise, et ce dernier fait désormais figure de recours et de successeur potentiel. De Gaulle n'est plus irremplaçable.
Il prononce son dernier discours public le 2 février 1969 ; il cite alors quelques vers en breton du poème Da Varzed Breiz (« Aux bardes de Bretagnes », de son oncle Charles).

### Référendum de 1969 et démission

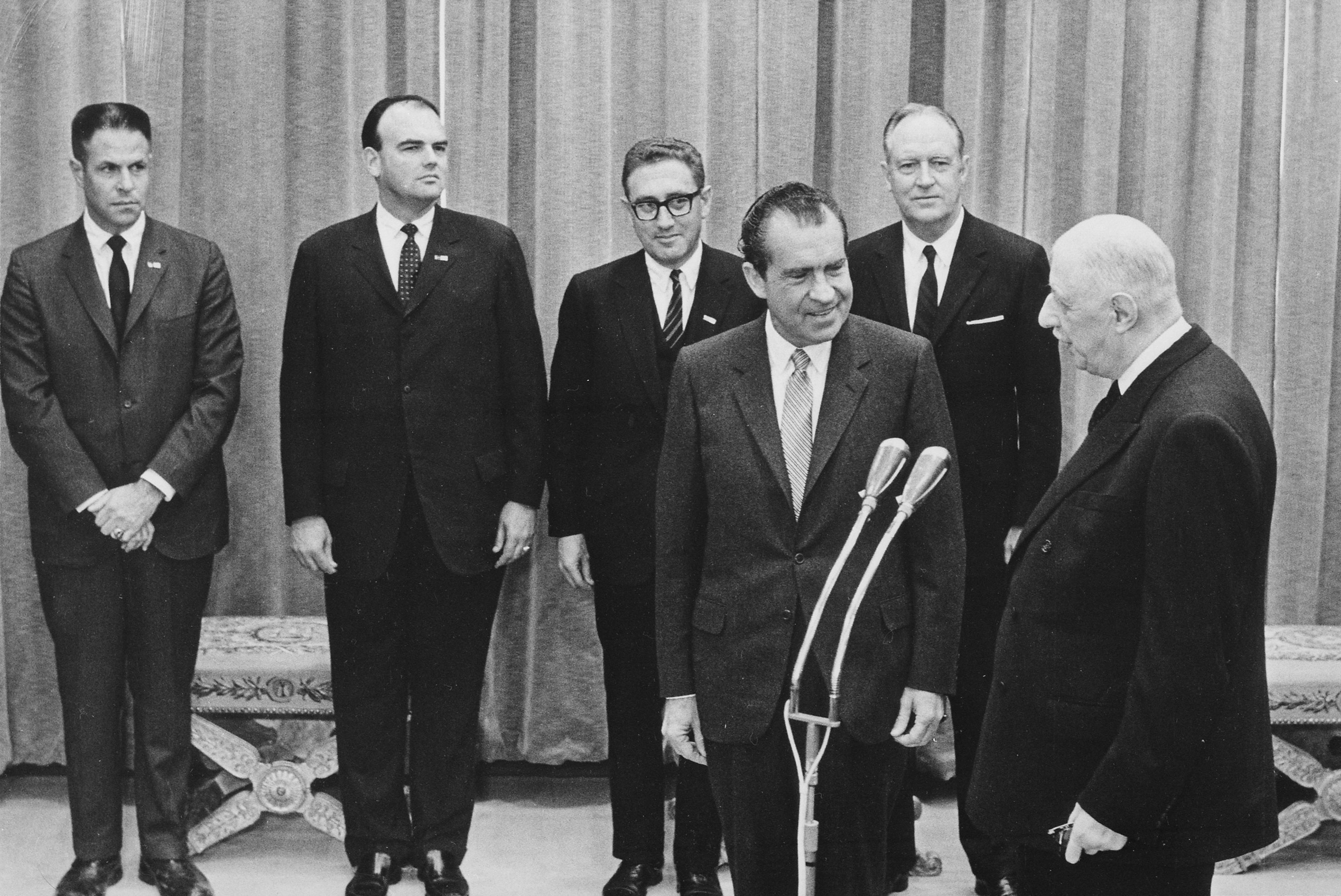
Charles de Gaulle avec Richard Nixon, président des États-Unis, le 3 février 1969. En arrière-plan de gauche à droite : Haldeman, Ehrlichman, Kissinger (conseillers de Nixon) et le secrétaire d’État Rogers.

Lors de Mai 1968, le général de Gaulle annonce l'organisation d'un référendum sur la rénovation universitaire, sociale et économique. À la demande de Georges Pompidou, il en repousse la tenue au profit d'élections législatives anticipées. Alors qu'il entre dans la dixième année de sa présidence, de Gaulle continue de bénéficier d'une importante cote de popularité et apparaît comme un rempart contre les désordres.
Le référendum annoncé est finalement fixé au 27 avril 1969 et porte sur la régionalisation et la réforme du Sénat. Il prévoit le transfert de pouvoirs aux régions, l'introduction de représentants des organisations professionnelles et syndicales au sein des conseils régionaux et, point particulièrement fustigé par l'opposition, la fusion du Sénat avec le Conseil économique et social. De Gaulle annonce qu'il démissionnera en cas de victoire du « non ».
Dans un premier temps, les sondages font état d'une nette avance du « oui », la réforme régionale suscitant en particulier l'adhésion des électeurs, au contraire de celle du Sénat. Valéry Giscard d'Estaing se prononce contre l'adoption du référendum, tandis que Georges Pompidou, qui a évoqué la possibilité de briguer la présidence l'année précédente, apparaît à droite comme le moyen de sauver les institutions si de Gaulle venait à démissionner.
Le 27 avril, alors que le « oui » était encore donné gagnant quelques jours plus tôt, le « non » l'emporte par 52,41 % des suffrages exprimés. Quelques minutes après minuit, le 28 avril, un communiqué laconique tombe de Colombey-les-Deux-Églises : « Je cesse d'exercer mes fonctions de président de la République. Cette décision prend effet aujourd'hui à midi ». Le président du Sénat, le centriste Alain Poher, assure dès lors l'intérim présidentiel.

## Après l’Élysée

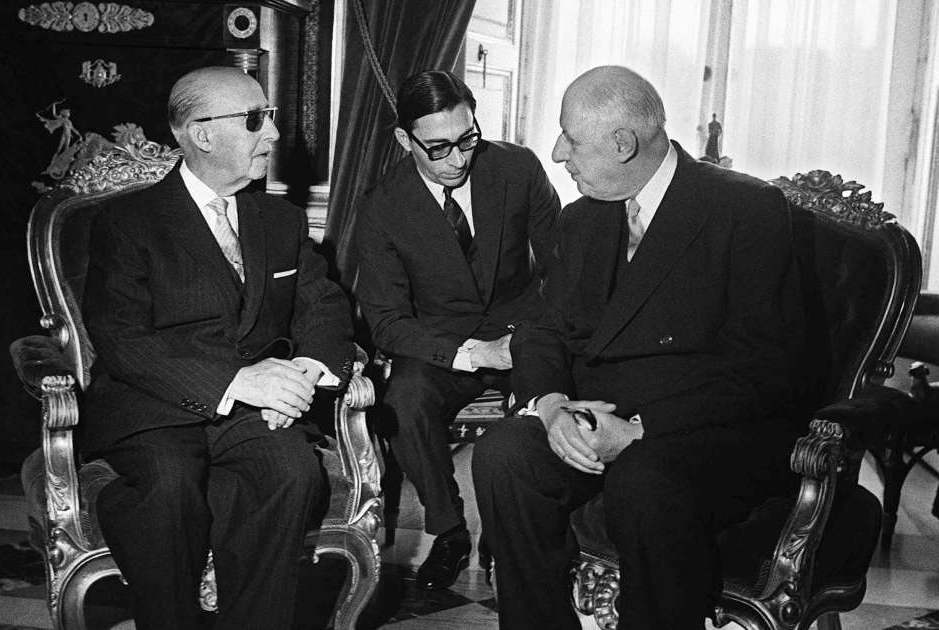
Entrevue entre de Gaulle et Franco au palais du Pardo le 8 juin 1970.

Ce communiqué est le dernier acte public de « l'homme du 18 juin » : pour éviter d'être impliqué dans sa propre succession, il passe le temps de la campagne en Irlande où il arrive le 10 mai pour un séjour d'un mois. Treize jours à Sneem puis à Cashel où il vote par procuration ; ensuite il s'enferme à La Boisserie pour y écrire ses Mémoires d'espoir qui prendront la suite des Mémoires de guerre ; il y mène une existence retirée voire recluse[réf. nécessaire].
Fidèle à ses principes concernant la séparation entre sa vie d'homme d'État et sa vie personnelle, il refuse sa retraite de général et d’ancien président de la République. Sa veuve se contente jusqu’à la fin de la réversion de sa retraite de général de brigade à titre temporaire obtenue grâce à un décret pris par le président Pompidou.
En juin 1970, il effectue un voyage en Espagne, durant lequel il fait une visite de courtoisie au général Franco, déclarant regretter n’avoir pu le rencontrer plus tôt du fait des circonstances internationales. Même si de Gaulle n'exerçait plus alors de charge publique, qu'un homme de son prestige aille rencontrer le dictateur espagnol suscite des critiques chez ses détracteurs. Au surplus, de retour en France, il adresse à Franco le 20 juin une lettre aux termes très élogieux, avec notamment cette phrase : « Avant tout, j’ai été heureux de faire personnellement votre connaissance, c’est-à-dire celle de l’homme qui assure, au plan le plus illustre, l’avenir, le progrès, la grandeur de l’Espagne. »,
Dans le même esprit, De Gaulle fait savoir à l'ambassadeur de France de Pékin, Étienne Manac'h, qu'il voudrait s'y rendre durant l'été 1971. En effet, Charles de Gaulle estime que Mao Zedong fut le seul capable d'extirper la Chine de l'anarchie et d'avoir su prendre les décisions nécessaires au salut de sa patrie : « Mais je lui dirai aussi que, quelle que soit mon admiration pour les réalisations de ce régime, j'ai trop de respect de l'individu pour endosser les dogmes du communisme. Je lui dirai mes réticences sur ce point ».
Grâce à la reconnaissance de la Chine de Mao en 1964 et aux nombreuses expéditions françaises qui s'ensuivirent, dont notamment le célèbre ouvrage de Alain Peyrefitte, Quand la Chine s'éveillera, le monde tremblera, les relations entre la Chine et la France seront parmi les meilleures entre la Chine et les pays occidentaux[réf. nécessaire].
À cet égard, Charles de Gaulle sera le seul président occidental à recevoir un éloge funèbre de la part de Mao Zedong.

## Mort et funérailles
Le 9 novembre 1970, comme à l'accoutumée, le Général entame une partie de patience dans la bibliothèque de la Boisserie. Il dit avoir mal au dos avant de s'écrouler à 19 h 2, victime d'une rupture d'anévrisme de l'aorte abdominale, et meurt environ vingt minutes plus tard, avant même l'arrivée de son médecin le docteur Lacheny (venu de Bar-sur-Aube) et du curé de Colombey, l'abbé Claude Jaugey. La nouvelle n'est communiquée que le lendemain par une allocution télévisée du président de la République Georges Pompidou qui déclare que « la France est veuve »,.
La mort de De Gaulle est l'occasion de prendre la mesure du rôle qu'il a joué dans l'histoire de France, ainsi que dans l'histoire de l'Europe et du monde. Ainsi, le lendemain du décès du général, le roi des Belges Baudouin vient, à titre privé, présenter ses condoléances à madame De Gaulle. Dans ses Mémoires de guerre, De Gaulle s'abstint de condamner le roi Léopold III de Belgique lors de la reddition de l'armée belge, en 1940, et le gouvernement belge d'Hubert Pierlot et Paul-Henri Spaak en exil à Londres fut le premier des gouvernements alliés à reconnaître la légitimité du gaullisme, malgré les pressions anglaises.

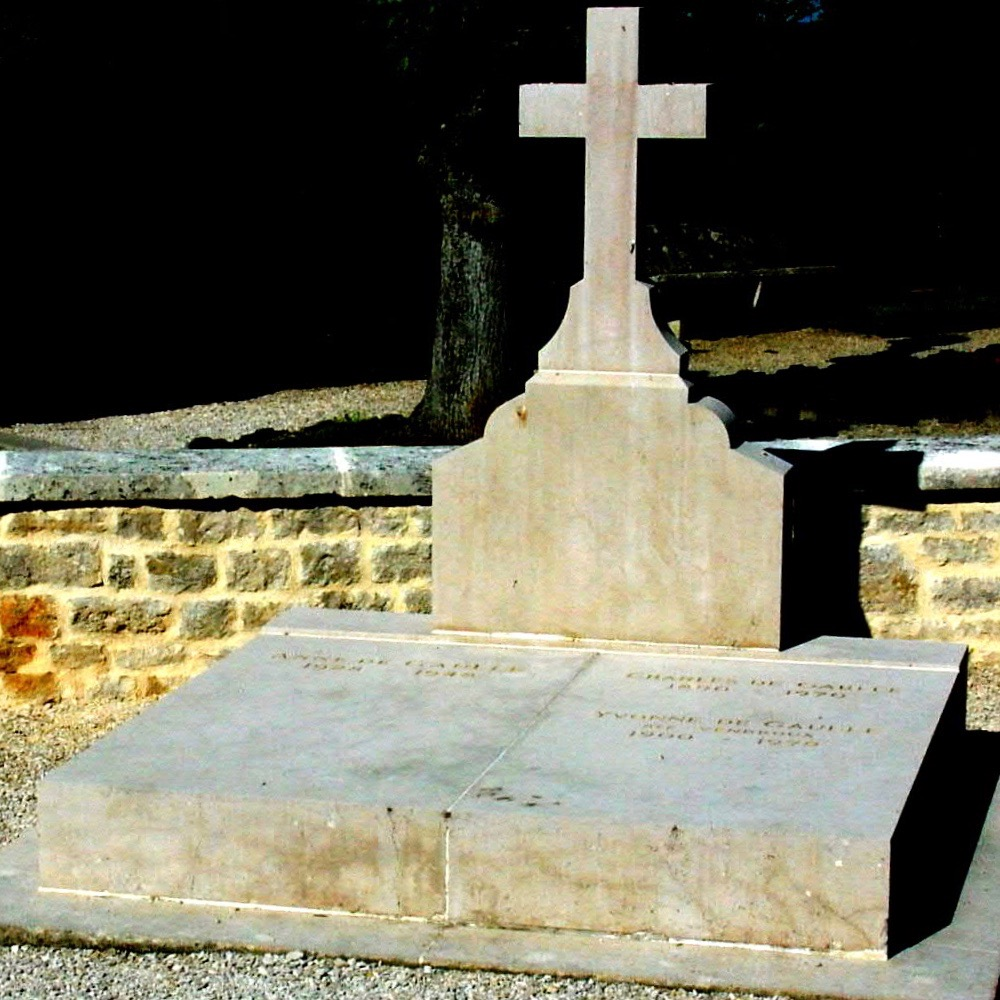
Sa tombe à Colombey-les-Deux-Églises.

Les obsèques religieuses du Général ont lieu le 12 novembre 1970 à Colombey-les-Deux-Églises en présence de 50 000 personnes et d'une délégation des armées françaises, seule participation officielle autorisée par le Général dans son testament. L'homélie est alors prononcée par le prêtre et résistant Maurice Cordier. À Paris, de nombreux chefs d'État étrangers sont rassemblés pour honorer sa mémoire à Notre-Dame, 70 000 personnes suivant la cérémonie depuis le parvis. 300 millions de téléspectateurs suivent les cérémonies en mondovision.
Seul le journal satirique L'Hebdo Hara-Kiri osa un titre provocateur, dans son no 94, daté du 16 novembre 1970 : « Bal tragique à Colombey, un mort » (l'opinion était encore sous le choc de l'incendie d'un dancing qui avait causé la mort de 146 personnes une semaine plus tôt à Saint-Laurent-du-Pont) ; l'hebdomadaire fut interdit le lendemain[réf. nécessaire].
Charles de Gaulle rédigea son testament en 1952, juste après les obsèques aux Invalides du maréchal Jean de Lattre de Tassigny, souhaitant éviter toute tentative de récupération politique et d'être trop lié à la IVe République. Il réaffirma à ses proches à plusieurs reprises les dispositions à prendre. Ses dernières volontés, qu'il avait rédigées en trois exemplaires numérotés et actualisées, sont les suivantes :

« Je veux que mes obsèques aient lieu à Colombey-les-Deux-Églises. Si je meurs ailleurs, il faudra transporter mon corps chez moi, sans la moindre cérémonie publique.
Ma tombe sera celle où repose déjà ma fille Anne et où, un jour, reposera ma femme. Inscription : Charles de Gaulle (1890-…). Rien d’autre.
La cérémonie sera réglée par mon fils, ma fille, mon gendre, ma belle-fille, aidés par mon cabinet, de telle sorte qu'elle soit extrêmement simple. Je ne veux pas d'obsèques nationales. Ni président, ni ministres, ni bureaux d'assemblées, ni corps constitués. Seules, les Armées françaises pourront participer officiellement, en tant que telles ; mais leur participation devra être de dimension très modeste, sans musiques, ni fanfares, ni sonneries.
Aucun discours ne devra être prononcé, ni à l’église ni ailleurs. Pas d'oraison funèbre au Parlement. Aucun emplacement réservé pendant la cérémonie, sinon à ma famille, à mes Compagnons membres de l'ordre de la Libération, au conseil municipal de Colombey. Les hommes et femmes de France et d'autres pays du monde pourront, s'ils le désirent, faire à ma mémoire l'honneur d'accompagner mon corps jusque sa dernière demeure. Mais c'est dans le silence que je souhaite qu'il y soit conduit. Je déclare refuser d'avance toute distinction, promotion, dignité, citation, décoration, qu'elle soit française ou étrangère. Si l'une quelconque m'était décernée, ce serait en violation de mes dernières volontés. »

— Testament de Charles de Gaulle, 16 janvier 1952
Le 27 mai 2017, la croix de la tombe du Général est vandalisée par un individu, mais le socle est resté intact.

## Décorations
De 2012 à 2019, une étude conjointe est menée par les équipes du musée de la Légion d'honneur et du musée de l'ordre de la Libération. L'ouvrage collectif qui en résulte est principalement utilisé ci-dessous.

### Décorations françaises
- Grand-croix de la Légion d'honneur 13 novembre 1945, président du Gouvernement provisoire[262]
  -  Officier de la Légion d'honneur 1934, militaire
  -  Chevalier de la Légion d'honneur 1919, militaire[263],[264].
- Compagnon de la Libération 1940[265]
- Grand-croix de l'ordre national du Mérite 1963, président de la République[266],[267].
- Croix de guerre 1914-1918, une étoile d'argent (citation à l'ordre de la division 1915), deux palmes de bronze (1re citation à l'ordre de l'armée en 1916, la 2e en 1919)[268].
- Croix de guerre 1939-1945 1946, une palme de bronze (citation à l'ordre de l'armée en 1940)[269],[270].
- Croix de guerre des Théâtres d'opérations extérieurs 1921, une palme de bronze[271].
- Médaille des blessés de guerre 1916[272],[270].
- Médaille des évadés 1927[273].
- Médaille interalliée de la Victoire 1922[274].
- Médaille commémorative des services volontaires dans la France libre 1946[275].

- Médaille commémorative de la bataille de Verdun 1922 - médaille non officielle[276].
- Médaille de membre d'honneur de la Fédération nationale des sapeurs-pompiers 1959[277],[278] - médaille non officielle.
- Croix de chanoine d'honneur de la primatiale Saint-Jean de Lyon 1963[279] - médaille non officielle.
- Grand maître de la Légion d’honneur 1945, président du Gouvernement provisoire[280], 1959-1969, président de la République
- Grand maître de l’ordre de la Libération, le premier et le seul[281], 1947-1970, Libérateur de la France
- Grand maître de l'ordre national du Mérite 1963-1969, président de la République

### Décorations étrangères
- Chevalier 3e classe de l'ordre de Sainte-Anne (gouvernement du Sud de la Russie) en 1920, à militaire avec glaives[282],[283].
- Croix d'argent de 5e classe de l’ordre militaire de Virtuti Militari (Pologne) en 1922[284],[285],[283].
- Chevalier de l'ordre Polonia Restituta[286],[285] (Pologne) en 1923.
- Médaille d'honneur de 2e classe du Mérite syrien[287] (mandat français en Syrie) en 1932.
- Grand-croix de l'ordre des Omeyyades[288],[270] (Syrie) en 1942.
- L'ordre du Sang / Nichan ad-Dam[289],[270] (Tunisie) en juin 1943.
- Grand-croix de l'ordre du Ouissam alaouite chérifien[290],[270] (Maroc) en août 1943.
- Grand-croix de l'ordre du Lion blanc[291] (Tchécoslovaquie - gouvernement en exil) entre 1940 et 1944.
- Croix de guerre 1939-1945[291],[270] (Tchécoslovaquie - gouvernement en exil) entre 1940 et 1944.
- L'ordre du Pacte incrusté / Nichan al Ahd al Mourassa[289] (Tunisie) en mai 1944.
- Grand-croix de l'ordre de Saint-Charles (Monaco) en octobre 1944[292],[270].
- Commandeur en chef de la Legion of Merit (États-Unis d'Amérique) en août 1944[293],[270].
- Grand-croix de l'ordre de Léopold (Belgique) (1945) à titre militaire, en octobre 1944[294],[270].
- Croix de guerre 1940-1945 (Belgique) avec 1 palme, en octobre 1944[294].
- Classe exceptionnelle de l'ordre de la Reine de Saba (Éthiopie) en octobre 1950[295],[270].
- Chevalier grand-croix décorée de grand cordon de l’ordre du Mérite de la République (Italie) en juin 1959[296],[278].
- Chevalier de l'ordre du Christ (Saint-Siège) en juin 1959[297],[298],[278].
- Croix de Saint-Jean-de-Latran de 1re classe, comme premier Chanoine d'honneur (Saint-Siège) en juin 1959[299],[300],[278].
- Grand-croix « avec diamants » de l’ordre du Soleil (Pérou) en février 1960[301],[278].
- Chaîne royale de l’ordre royal de Victoria (Royaume-Uni) en avril 1960[302],[278].
- Collier de l’ordre du Libérateur San Martín (Argentine) en juin 1960[303],[278].
- Grand officier de l'ordre de la Valeur (Cameroun) en juillet 1960[304],[278].
- Chevalier de l’ordre de la Maison royale de Chakri (Thaïlande) en octobre 1960[305],[278].
- Grand-croix de l’ordre national malgache (Madagascar) en octobre 1960[306],[278].
- Chevalier de l’ordre du Lion d'or de la maison de Nassau (Luxembourg) en février 1961[307],[278].
- Grand-croix de l'ordre de l'Étoile équatoriale (Gabon) en mars 1961[308],[278].
- Grand-croix de l'ordre du Lion (Sénégal) en avril 1961[309],[278].
- Grand-croix de l'ordre national (Côte d'Ivoire) en juin 1961[310],[278].
- Classe spéciale de grand-croix de l'ordre du Mérite de la République fédérale d'Allemagne (Allemagne) en juin 1961[311],[278]
- Grand-croix de l'ordre national (Niger) en septembre 1961[312],[278].
- Collier de l'ordre des Pahlavis (Iran) en octobre 1961[313],[278].
- Grand-croix de l'ordre national (Dahomey, actuel Bénin) en octobre 1961[314],[278],[315].
- Grand-croix de l'ordre du Mérite congolais (Congo) en novembre 1961[316],[278].
- Grand-croix de l'ordre national (Tchad) en mars 1962[317],[278].
- Grand-croix de l'ordre national de Haute-Volta (Haute-Volta) en avril 1962[318],[278]
- Grand-croix de l'ordre du Mérite national (Haute-Volta) en avril 1962[319],[278].
- Grand-croix de l'ordre du Mérite centrafricain (République Centrafricaine) en juin 1962[320],[278].
- Chevalier de l'ordre du Mérite bavarois (Allemagne) en septembre 1962[321],[278].
- Grand-croix de l’ordre de Saint-Olaf (Norvège) en septembre 1962[322].
- Chevalier grand-croix de l’ordre de la Rose blanche (Finlande) en octobre 1962[323].
- Collier de l'ordre de l'Aigle aztèque (Mexique) en mars 1963[324],[278].
- Grand-croix de l'ordre du Sauveur (Grèce) en mai 1963[325],[278].
- Chevalier de l’ordre des Séraphins (Suède) en mai 1963[326],[278],[327].
- Classe exceptionnelle du Ouissam el Mohammadi (Maroc) en juin 1963[325].
- Médaille militaire (Luxembourg) en octobre 1963[328],[278].
- Grand-croix de l'ordre du Mono (Togo) en mars 1963[329],[267].
- Collier de l'ordre royal de l'Indépendance (Cambodge) en juin 1964[330],[267].
- Collier de l'ordre du Libérateur (Venezuela) en septembre 1964[331],[267].
- Grand-croix de l'ordre de Boyacá (Colombie) en septembre 1964[332],[267].
- Grand-croix de l'ordre militaire Ayacucho (Pérou) en septembre 1964[333],[267].
- Collier de l'ordre national du Condor des Andes (Bolivie) en septembre 1964[334],[267].
- Collier de l'ordre du Mérite (Chili) le 1er octobre 1964[335],[267].
- Collier « maréchal Francisco Solano López » de l'ordre national du Mérite (Paraguay) en octobre 1964[336],[267].
- Grand collier de l'ordre national de la Croix du Sud (Brésil) en octobre 1964[337],[267].
- Grand-croix de l'ordre du Mérite militaire (Brésil) en octobre 1964[338],[267].
- Collier de l'ordre d'Al Hussein Ben Ali (Jordanie) en novembre 1964[339],[267].
- Chevalier de l’ordre de l'Éléphant (Danemark) en avril 1965[340],[267].
- Classe exceptionnelle de l’ordre du Mérite (Liban) en mai 1965[341],[267].
- Classe exceptionnelle de l’ordre du plus haut soleil (Afghanistan) en juin 1965[342],[267].
- Grand-croix de l'ordre du Million d’Éléphants et du Parasol blanc (Laos) en juillet 1966[343],[267].
- Collier de l'ordre d'Ojaswi Rajanya (Népal) en octobre 1966[344],[267].
- Grand collier de l'ordre national du Mérite (Équateur) en juillet 1967[345],[267].
- Grand-croix de l'ordre Polonia Restituta (Pologne) en septembre 1967[346],[267].
- Grand-croix de l'ordre du Pakistan (Pakistan) en octobre 1967[347],[267].
- Grand-croix de l'ordre Al-Rafidain, division militaire et collier de l'ordre (Irak) en octobre 1968[348],[267].

## Postérité

### Hommages

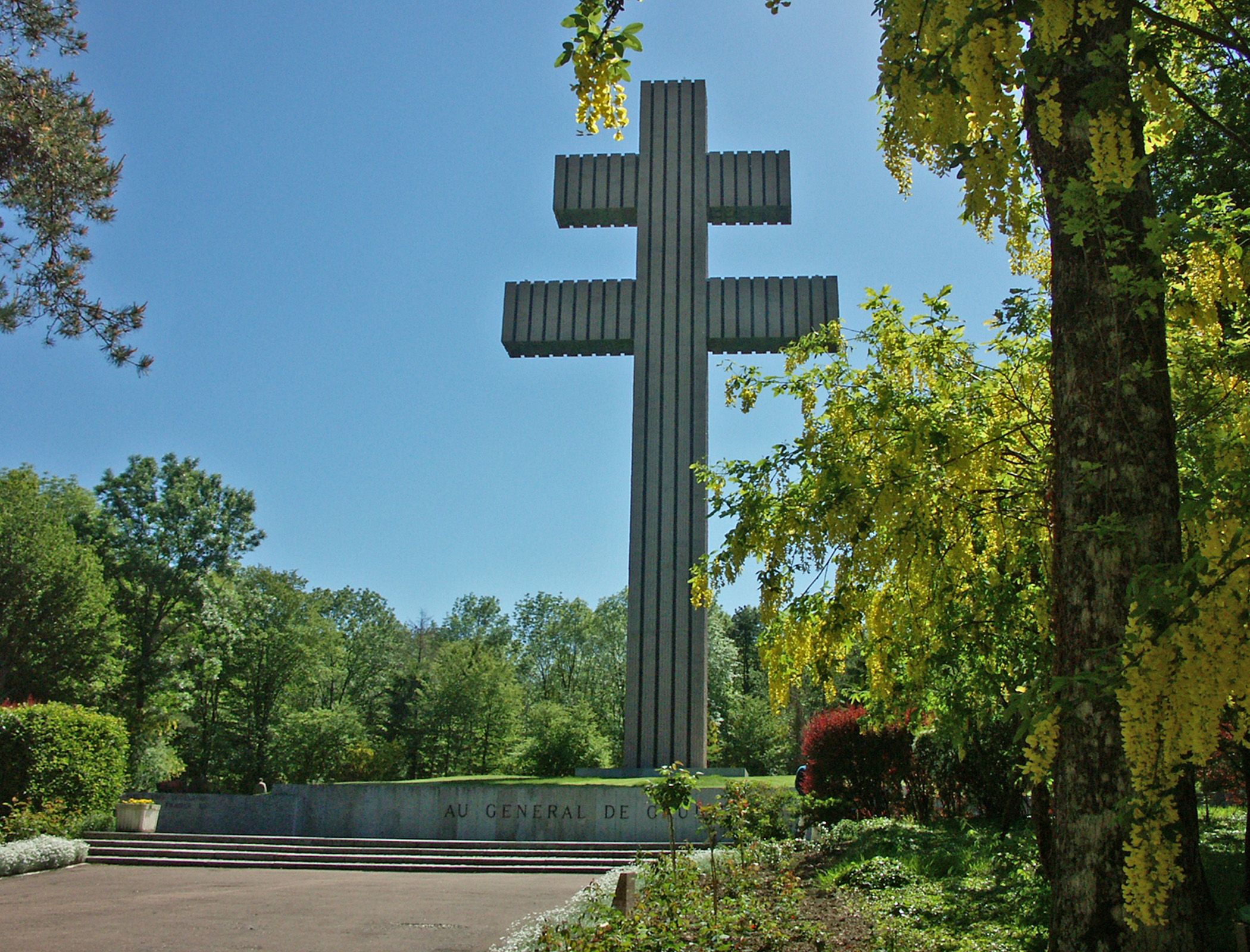
L'imposante croix de Lorraine du mémorial Charles-de-Gaulle, à Colombey-les-Deux-Églises.

Quelques semaines après sa mort, le 23 décembre 1970, est votée une loi exonérant de droits de mutation sa succession pour « services exceptionnels rendus à la Nation ». La loi est présentée au Parlement par le secrétaire d'État à l'Économie et aux Finances, Jacques Chirac,.
Le nom de Charles de Gaulle a été donné à de nombreuses artères, des ponts ou des bâtiments importants des communes françaises : en 2007, l’Institut Charles-de-Gaulle dénombrait plus de 3 600 voies « de Gaulle », les municipalités de droite ou du centre choisissant volontiers l’appellation militaire « Général-de-Gaulle », tandis que celles de gauche préféraient souvent la forme civile « Charles-de-Gaulle » ; rapidement après sa mort, plusieurs villes communistes comptent d'ailleurs parmi les premières à l'honorer en nommant une rue, une place ou un boulevard en son honneur. On peut citer notamment la place Charles-de-Gaulle (anciennement place de l’Étoile) et le pont Charles-de-Gaulle à Paris, l'avenue Charles-de-Gaulle à Saint-Priest, la place du Général-de-Gaulle à Lille, l’aéroport Roissy-Charles-de-Gaulle (ex-aéroport de Roissy) et le porte-avions nucléaire Charles de Gaulle. En septembre 2020, 4123 lieux portent le nom de l'ancien président. Une variété de rose lui est dédiée en 1974. À l'étranger, des avenues, places et rues lui sont dédiées à Beyrouth, Bucarest, Prague…
Le 4 avril 2005, lors d'une émission de France 2 diffusée en direct du Sénat, il est désigné par les téléspectateurs comme « le plus grand Français de tous les temps », devançant notamment Louis Pasteur, l'Abbé Pierre, Marie Curie, Coluche, Victor Hugo. Une partie des centristes, voire de la gauche, à l'image de Régis Debray, déclare aujourd'hui trouver en lui un inspirateur[réf. nécessaire].
Selon un sondage effectué en 2005, dans le contexte du dixième anniversaire de la disparition de François Mitterrand, ce dernier, alors seul président de gauche de la Ve République, est considéré comme le meilleur président par 35 % des sondés, suivi par Charles de Gaulle (30 %) et Jacques Chirac (12 %), qui se réclame du gaullisme. Un autre sondage réalisé par BVA quatre ans plus tard indique que 87 % des Français jugent positivement la présidence de Charles de Gaulle, le classant ainsi en première position de tous les présidents de la Ve République. Un sondage réalisé par le même institut en 2013 va dans le même sens : avec 89 % d'opinions positives, de Gaulle apparaît comme étant le président préféré des Français, tandis que Mitterrand n'est qu'en cinquième position avec 55 %. En novembre 2010, à l'occasion du 40e anniversaire de sa disparition, un sondage qualifie le général de Gaulle de « personnage le plus important de l'histoire de France » pour 44 % des sondés, devant Napoléon (14 %), Charlemagne (14 %), Jean Jaurès (12 %), Louis XIV (7 %) et Léon Blum (4 %). Une enquête réalisée par l'Ifop en avril 2011 indique que 45 % des Français considèrent le général de Gaulle comme celui ayant le plus changé la France, devant tous les autres présidents de la Ve République (François Mitterrand, Jacques Chirac, Nicolas Sarkozy, Valéry Giscard d'Estaing, puis Georges Pompidou).
Des statues ont été érigées en sa mémoire aussi bien à Québec ou Londres qu'à Varsovie ou Moscou. La république populaire de Chine lui garde une forte reconnaissance publique pour l'avoir reconnue diplomatiquement en 1964. Israël ressentit d'autant plus durement ses déclarations fracassantes de 1967 que le culte populaire qui était voué à l'homme du 18 juin ne pouvait se comparer jusque-là, comme le rappelle Éric Roussel, qu'à celui du « Père de la nation » David Ben Gourion. Le monde arabe se souvient de ses critiques contre l'occupation de Gaza et de la Cisjordanie. Ben Bella rendit hommage à de Gaulle comme au plus valeureux adversaire du FLN : « Chef militaire, c'est lui qui nous a porté les coups les plus durs », mais qui finit par accepter l'indépendance algérienne. En effet, pour Ben Bella : « De Gaulle voyait plus loin » et « De Gaulle n'était pas un politicien, il avait cette dimension universelle qui fait trop souvent défaut aux dirigeants actuels ». À ceux qui lui reprochaient d'être resté un client de la France gaullienne, Léopold Sédar Senghor répliquait que peu de chefs d'État occidentaux pouvaient se vanter d'avoir risqué personnellement leur vie pour conduire une colonie à l'indépendance. Il n'est pas jusqu'au maître de Cuba, Fidel Castro, qui déclara devant les caméras avoir trouvé un modèle en de Gaulle à la lecture de ses Mémoires de guerre. L'Amérique latine ou le Viêt Nam apprécient encore le pourfendeur de la domination américaine, le Québec le contempteur de la prédominance anglophone.

### Legs historique

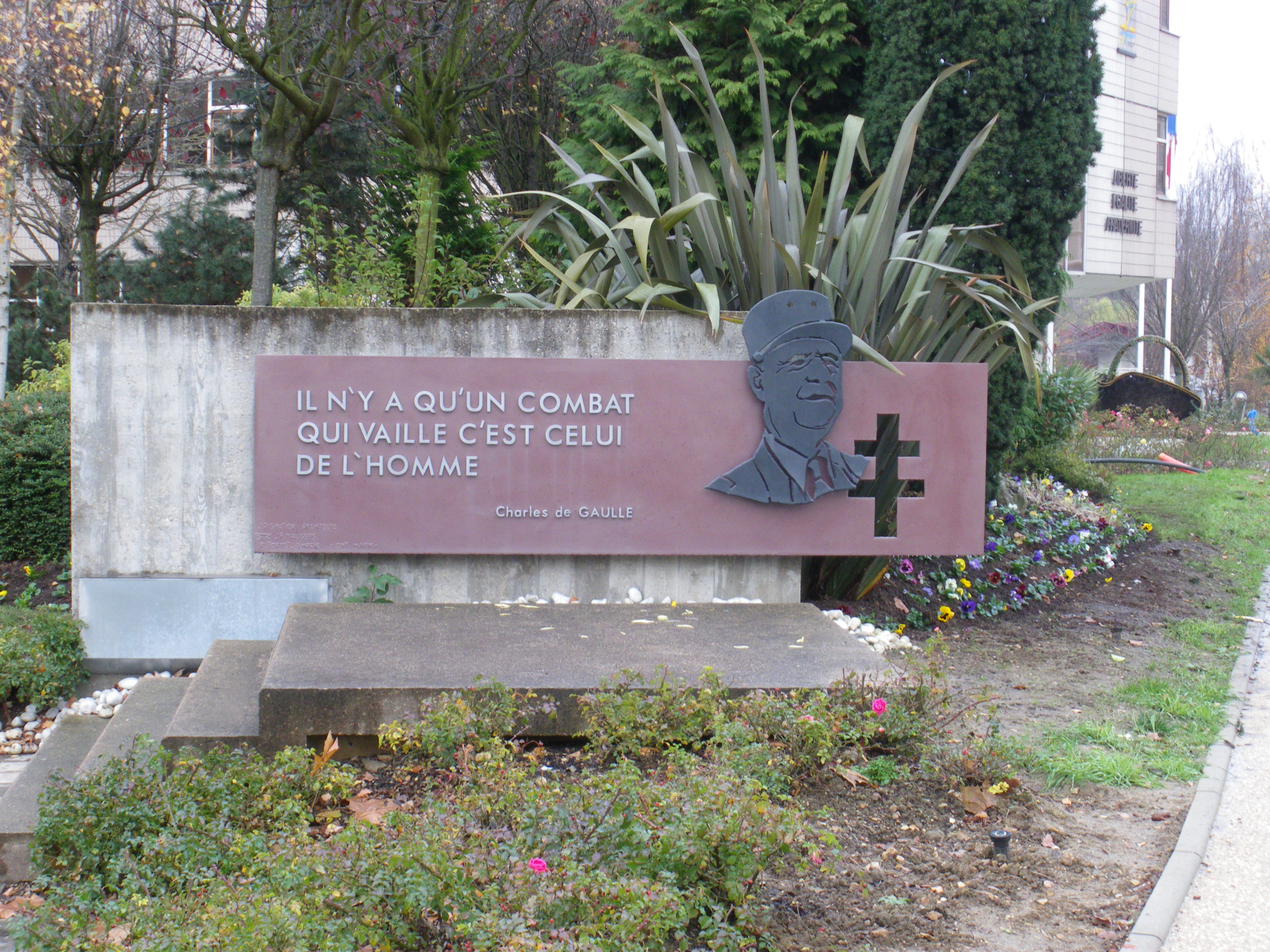
Stèle dédiée à Charles de Gaulle à Massy (Essonne).

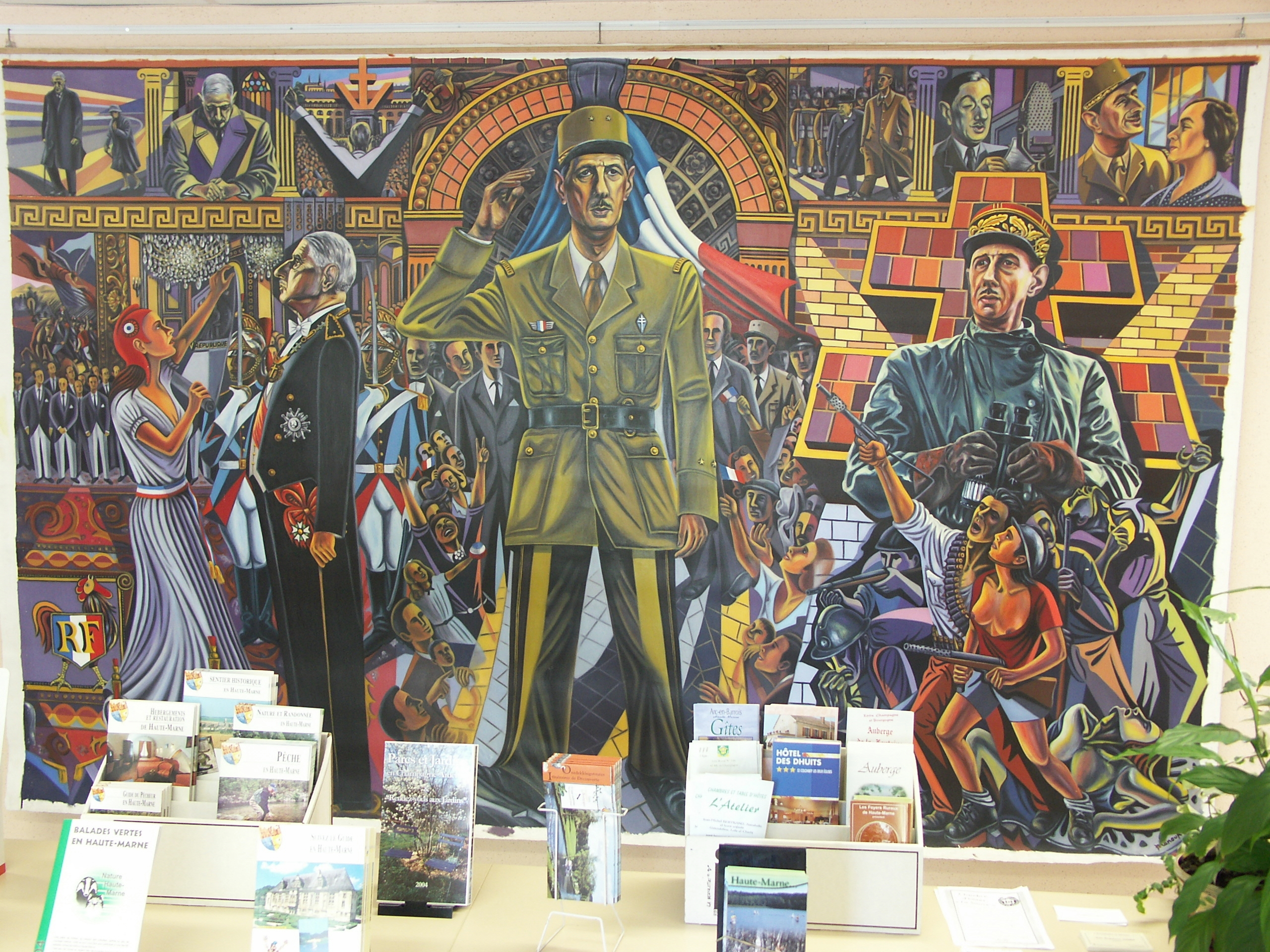
Décor de l'office de tourisme de Colombey-les-Deux-Églises.

La Constitution de 1958 dure maintenant depuis plus d'un demi-siècle, avec des modifications. « L'homme de Londres » est entré dans un passé mythique où, pour les Français, il incarna à lui seul l'opposition au régime de Vichy[réf. nécessaire].
Les années que l'économiste Jean Fourastié a nommées les Trente Glorieuses (1945-1975) ont laissé aux Français le souvenir d'une époque, sinon heureuse (deux guerres coloniales), au moins de croissance et de prospérité. « Nous ne sommes pas les plus riches, nous ne sommes pas les plus puissants, mais je vous garantis que nous sommes parmi les plus heureux », affirma Georges Pompidou lors de vœux usuels de Nouvel An aux Français. Or, la fin de cette période heureuse se trouve correspondre à peu près à celle de De Gaulle : difficile dans ces conditions de séparer objectivement ce qui est dû à l'homme et à son dauphin désigné de ce qui est dû au contexte économique[réf. nécessaire].

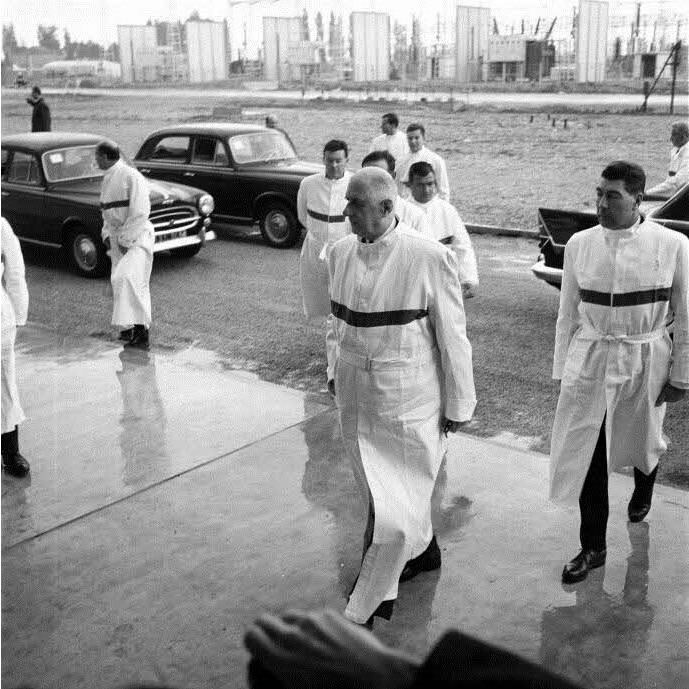
De Gaulle en visite aux installation nucléaire de Pierrelatte et de Cadarache le 23 septembre 1963.

Le général de Gaulle a planifié et modernisé la recherche et l'industrie par l'impulsion de l'État. C'est de son époque que datent le début des grands programmes qui ont fait la force de l'industrie française et qui trouvent leur aboutissement aujourd'hui dans de grands champions français ou européens : dans l'aéronautique, la Caravelle a donné naissance à Airbus Industrie ; dans l'industrie spatiale, la création du Centre national d'études spatiales (CNES) en 1961, le programme spatial français des « Pierres précieuses » et la fusée Diamant, premier lanceur construit en dehors des États-Unis et de l'URSS, ont abouti à la naissance d'Arianespace et de l'Agence spatiale européenne ; dans l'industrie nucléaire, la création du Commissariat à l'énergie atomique (CEA) en 1945 a permis à la France de contrôler l'ensemble de la filière nucléaire avec la société Areva ; dans l'industrie informatique, les objectifs du plan Calcul (1966) ne furent pas atteints, mais, notamment grâce à la création de l'IRIA (devenu INRIA) en 1967, la France est le seul pays européen qui ait réussi à conserver un constructeur informatique purement européen, Bull, qui fabrique aujourd'hui des superordinateurs et, rapproché avec Atos, forme un champion européen de l'informatique.
Bien des traits de sa personnalité avaient entraîné une sympathie des Français envers sa personne : d'abord son vocabulaire non conventionnel pour un homme politique de l'époque et de cet âge (« culbute », « chienlit »), ses boutades (« Pourquoi voulez-vous qu'à 67 ans, je commence une carrière de dictateur ? »), son sens de la répartie (au cours d'une conférence de presse, à un journaliste lui demandant « Comment allez-vous ? » il répondit : « Je ne vais pas mal, mais rassurez-vous : un jour je ne manquerai pas de mourir ») ; à Louis Vallon, qui s'était écrié « Mort aux cons ! » au cours d'une réunion, au temps du RPF, de Gaulle répondit : « Vaste programme ! », son mépris affiché des partis politiques, enfin, sa défiance envers une droite qui ne l'aimait pas et le lui fit voir en 1969, comme envers une gauche qui n'avait jamais vraiment soutenu le projet de participation des salariés aux bénéfices de leur entreprise qui lui était cher (conformément à sa politique directement inspirée du catholicisme social). De Gaulle, c'était, dans un esprit très « Astérix », un de ces « petits qui ne se laissent pas avoir par les grands ». On ne s'étonnera pas de sa déclaration selon laquelle son livre préféré était Cyrano de Bergerac. Et il fit un jour cette remarque ironique : « Au fond, vous savez, mon seul rival international, c'est Tintin ! »,.

## Dans les arts et la culture populaire

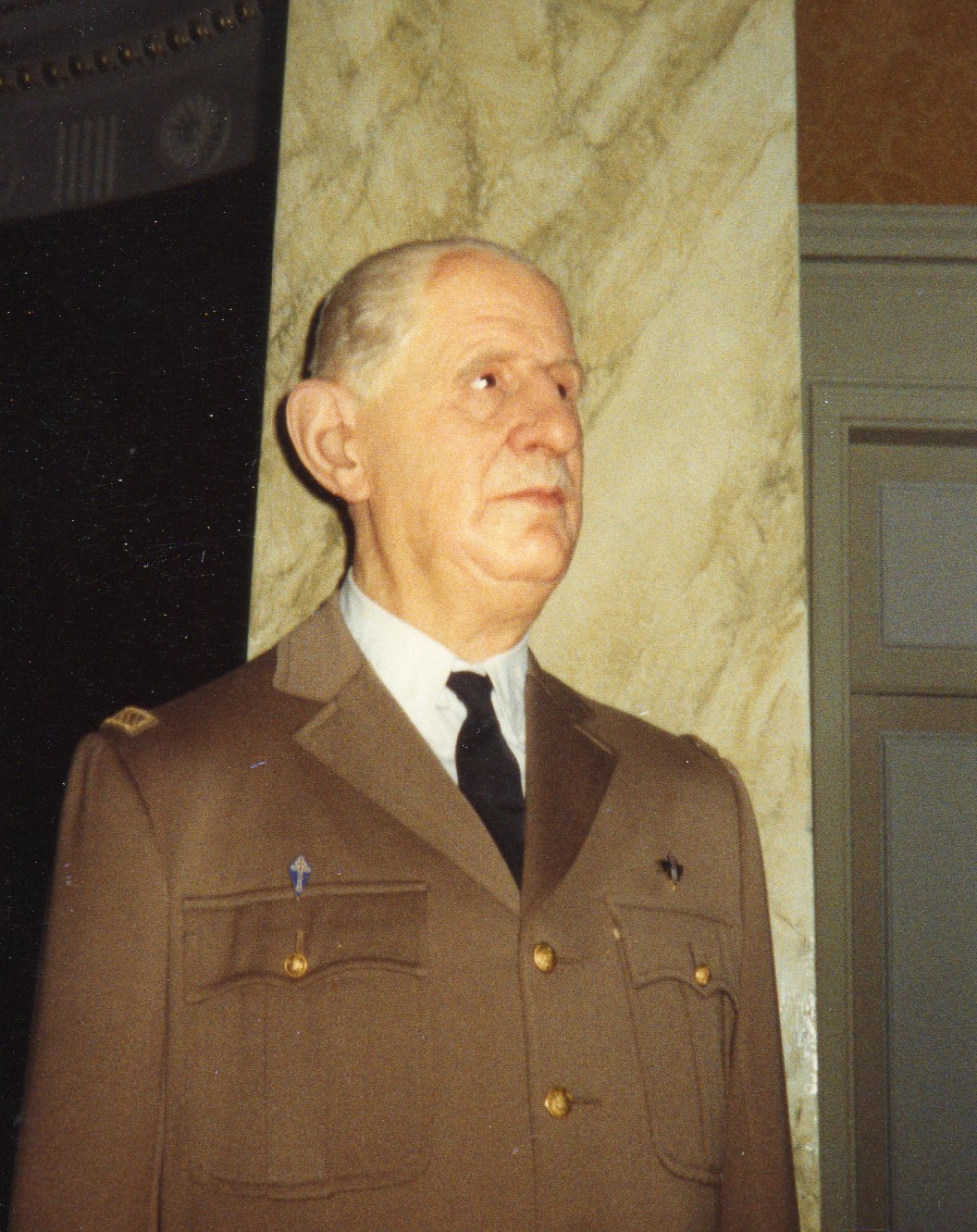
Statue de cire au musée Tussauds de Londres (1992).

La personnalité de Charles de Gaulle a suscité énormément de représentations dans les arts et la culture populaire.

## Publications
Charles de Gaulle, qui commence à écrire à l'âge de quinze ans, publie des articles et une nouvelle dans différentes revues entre 1908 et 1910 en utilisant le pseudonyme anagrammatique de Charles de Lugale. Il est par la suite considéré comme un écrivain de talent. L'écrivain et journaliste Claude Roy le salue, dans Libération, comme un des « grands écrivains latins de langue française ».
Dans les années 1920, Pétain, qui souhaite entrer à l'Académie française, fait appel à lui pour la rédaction d'un ouvrage, Histoire du soldat français, qui devait être publié sous le nom du maréchal. Pétain n'en écrit que la partie sur la Première Guerre mondiale (La Guerre mondiale 1914-1918). À la suite de dissensions entre les deux hommes, le livre n'est jamais publié et de Gaulle reprend ses écrits pour la rédaction de l'essai La France et son armée, sorti en 1938.
En 1963, Charles de Gaulle fait partie des lauréats potentiels du prix Nobel de littérature et ses Mémoires de guerre lui valent d'entrer dans la prestigieuse Bibliothèque de la Pléiade en 2000. Le troisième tome de ses Mémoires de guerre, Le Salut, 1944-1946, est inscrit au programme du baccalauréat littéraire en 2011 et en 2013.

### Ouvrages et articles
- Une mauvaise rencontre, Imp. de Montligeon, 1906 (saynète écrite à 15 ans).
- « La Congrégation, Hors de France », Revue du collège d'Antoing no 6, 1908.
- La Fille de l’Agha : le secret du Spahi, nouvelle, Journal des voyages et des aventures de terre et de mer no 688 du 6 février 1910, pages 155-156.
- « Carnet de campagne d'un officier français », Revue de Paris no 6, 1920.
- La Discorde chez l'ennemi, Nancy-Paris-Strasbourg, Berger-Levrault, 1924, VIII-143 p.
- « Le Flambeau (1re et 2e parties) », Revue militaire no 69 et 70, 1927.
- La Défaite, question morale, 1927-1928.
- « Philosophie du recrutement », Revue de l'Infanterie no 439, 1929.
- La Condition des cadres dans l'armée, 1930-1931.
- Histoire des troupes du Levant, Imp. nationale 1931 (en collaboration avec le cdt Yvon, le col de Mierry collaborant à la préparation du texte final).
- Le Fil de l'épée, Paris, Berger-Levrault, 1932, XII-171 p.
- « Combats du Temps de paix », Revue de l'Infanterie no 476, 1932.
- « Pour une politique de défense nationale », Revue Bleue no 3, 1933.
- « Le soldat de l'Antiquité », Revue de l'Infanterie, 1933.
- articles parus dans L'Echo de Paris rédigés par De Gaulle et signés du nom du journaliste André Pironneau, 1933-1937[377].
- « Forgeons une armée de métiers », Revue des Vivants, 1934.
- Vers l'armée de métier, Berger-Levrault, 1934.
- « Le problème belge », revue Défense nationale, 1936.
- La France et son armée, Paris, Plon, 1938, I-279 p., prix Marcelin-Guérin de l'Académie française en 1939.
- Discours de guerre, Paris ; Fribourg : LUF (Librairie universelle de France) Egloff, 1944-1945, 3 vol. (Collection Le Cri de la France. Série 2 ; 1 ; 2 ; 3), imprimés à Genève.
- Trois études, Berger-Levrault 1945 (Rôle historique des places fortes ; Mobilisation économique à l'étranger ; Comment faire une armée de métier) suivi par le Mémorandum du 26 janvier 1940.
- Mémoires de guerre :
  - Volume I - L'Appel, 1940-1942, Plon, 1954 ;
  - Volume II - L'Unité, 1942-1944, Plon, 1956 ;
  - Volume III - Le Salut, 1944-1946, Plon, 1959.
- Mémoires d'espoir :
  - Volume I - Le Renouveau, 1958-1962, Plon, 1970 ;
  - Volume II - L'Effort, 1962…, Plon, 1971.

### Discours et messages
- François Goguel (dir.), Discours et messages, 5 vol., Plon, 1970 ; rééd. 1974, Le Livre de poche (nos 3753-3757) :
  1. Pendant la guerre : juin 1940-janvier 1946 (ISBN 2-253-00113-9) ;
  2. Dans l'attente : février 1946-avril 1958 (ISBN 2-253-00114-7) ;
  3. Avec le renouveau : mai 1958-juillet 1962 (ISBN 2-253-00115-5) ;
  4. Pour l'effort : août 1962-décembre 1965 (ISBN 2-253-00116-3) ;
  5. Vers le terme : janvier 1966-avril 1969 (ISBN 2-253-00117-1).

### Lettres, notes et carnets
- Tome 1 - 1905-1918, Plon, 1980.
- Tome 2 - 1919-juin 1940, Plon, 1980.
- Tome 3 - juin 1940-juillet 1941, Plon, 1981.
- Tome 4 - juillet 1941-mai 1943, Plon, 1982.
- Tome 5 - juin 1943-mai 1945, Plon, 1983.
- Tome 6 - mai 1945-juin 1951, Plon, 1984.
- Tome 7 - juin 1951-mai 1958, Plon, 1985.
- Tome 8 - juin 1958-décembre 1960, Plon, 1985.
- Tome 9 - janvier 1961-décembre 1963, Plon, 1986.
- Tome 10 - janvier 1964-juin 1966, Plon, 1986.
- Tome 11 - juillet 1966-avril 1969, Plon, 1987.
- Tome 12 - mai 1969-novembre 1970, Plon, 1988.
- Tome 13 - Compléments de 1924 à 1970, Plon, 1997.
- Textes, allocutions, déclarations et notes, La Documentation française no 216 (25 septembre 1967).

### Discours enregistrés
- Discours historiques 1940-1969 (disque 33 t).

#### Biographies et dictionnaire
- Claire Andrieu (dir.), Philippe Braud (dir.) et Guillaume Piketty (dir.) (coordination : Sophie Masse-Quief), Dictionnaire : de Gaulle, Paris, Robert Laffont, coll. « Bouquins », 2006, XI-1265 p. (ISBN 2-221-10280-0, présentation en ligne).
- Jean-Luc Barré, De Gaulle, une vie, vol. 1 : L'homme de personne, 1890-1944, Paris, Grasset, 2023, 992 p. (ISBN 978-2-246-83417-5).
- Jean-Luc Barré, De Gaulle, une vie, vol. 2 : Le premier des Français, 1944-1958, Paris, Grasset, 2025, 992 p. (ISBN 978-2-246-83419-9).
- Julian Jackson (trad. de l'anglais par Marie-Anne de Béru), De Gaulle : une certaine idée de la France [« A Certain Idea of France : The Life of Charles de Gaulle »], Paris, Seuil, 2019, 984 p. (ISBN 978-2-02-139631-7, présentation en ligne), [présentation en ligne].
- Jean Lacouture, De Gaulle, vol. 1 : Le Rebelle, 1890-1944, Paris, Éditions du Seuil, 1984, 869 p. (ISBN 2-02-006968-7, présentation en ligne).
- Jean Lacouture, De Gaulle, vol. 2 : Le Politique, 1944-1959, Paris, Éditions du Seuil, 1985 (ISBN 2-02-008994-7, présentation en ligne).
- Jean Lacouture, De Gaulle, vol. 3 : Le Souverain, 1959-1970, Paris, Éditions du Seuil, 1986, 865 p. (ISBN 2-02-009351-0, présentation en ligne).

- Éric Roussel, Charles de Gaulle, Paris, Éditions Gallimard, coll. « NRF biographies », 2002, IV-1032 p. (ISBN 2-07-075241-0). Réédition : Éric Roussel, Charles de Gaulle, vol. I et II : 1890-1945 ; 1946-1970, Paris, Perrin, coll. « Tempus » (no 164-165), 2007, 777 + 708 p., poche (ISBN 978-2-262-02621-9, 978-2-262-02611-0 et 978-2-262-02612-7).
- Arnaud Teyssier, Charles de Gaulle : L'angoisse et la grandeur, Paris, Perrin, 2024, 656 p. (ISBN 978-2-262-09899-5).

#### Avant la Seconde Guerre mondiale
- Charles de Gaulle, la jeunesse et la guerre, 1890-1920 : colloque international, Lille, 5-6 novembre 1999, Paris, Plon, coll. « Espoir », 2001, 335 p. (ISBN 2-259-19456-7, présentation en ligne).
- Charles de Gaulle soldat, 1914-1918, Amiens, Martelle, 1999, 216 p. (ISBN 2-87890-073-1). Exposition, Paris, Institut Charles de Gaulle et Péronne, Historial de la Grande guerre, 1999.
- Charles de Gaulle : du militaire au politique, 1920-1940 : colloque international, École militaire, Paris, 28 et 29 novembre 2002, Paris, Plon / Fondation Charles de Gaulle, coll. « Espoir », 2004, 479 p. (ISBN 2-259-20042-7, présentation en ligne).
- François Cochet (dir.), De Gaulle et les « Jeunes Turcs » dans les armées occidentales, 1930-1945 : une génération de la réflexion à l'action, Paris, Riveneuve éditions, coll. « Actes académiques », 2008, 290 p. (ISBN 978-2-914214-50-6, présentation en ligne), [présentation en ligne]. Actes du colloque organisé par le Centre de recherche universitaire lorrain d'histoire, Université Paul Verlaine et État-major de la région Terre-Nord-Est, Metz, 20-21 septembre 2007.
- Thomas Deschamps (dir.), Jean-Marie Duhamel (dir.) et Marie Lefebvre (dir.), Maison natale Charles de Gaulle : héritages et destins, Lille, Maison natale Charles de Gaulle / Éditions Invenit, 2022, 301 p. (ISBN 978-2-37680-084-2, présentation en ligne).
- Gilles Le Béguec, Jean-Paul Thomas et Jean Vavasseur-Desperriers, Charles de Gaulle et l'irruption hitlérienne : le gaullisme précurseur, 1932-1940, Rennes, Presses universitaires de Rennes, coll. « Histoire », 2020, 316 p. (ISBN 978-2-7535-8143-2, présentation en ligne).
- Frédérique Neau-Dufour, La Première Guerre de Charles de Gaulle, 1914-1918, Paris, Tallandier, 2013, 384 p. (ISBN 979-10-210-0373-6, présentation en ligne), [présentation en ligne]. Réédition : Frédérique Neau-Dufour, La Première Guerre de Charles de Gaulle, 1914-1918, Paris, Tallandier, coll. « Texto : le goût de l'histoire », 2015, 376 p., poche (ISBN 979-10-210-1036-9).

#### France libre
- Fondation et Institut Charles de Gaulle, Avec de Gaulle : témoignages, t. 1 : La Guerre et la Reconstruction, Paris, Nouveau Monde éditions, 2003, 251 p. (ISBN 2-84736-026-3).
- Robert Belot, La Résistance sans de Gaulle : politique et gaullisme de guerre, Paris, Fayard, 2006, 668 p. (ISBN 2-213-62954-4, présentation en ligne).
- François Broche (dir.), Georges Caïtucoli (dir.) et Jean-François Muracciole (dir.) (postface Jean-François Sirinelli), Dictionnaire de la France libre, Paris, Robert Laffont, coll. « Bouquins », 2010, XXV-1602 p. (ISBN 978-2-221-11202-1, présentation en ligne).
- Michèle Cointet, De Gaulle et Giraud : l'affrontement (1942-1944), Paris, Perrin, 2005, 549 p. (ISBN 2-262-02023-X).
- Jean-Louis Crémieux-Brilhac, La France libre : de l'appel du 18 juin à la Libération, Paris, Gallimard, coll. « La suite des temps », 1996, 969 p. (ISBN 2-07-073032-8, présentation en ligne). Nouvelle édition revue et augmentée : Jean-Louis Crémieux-Brilhac, La France libre : de l'appel du 18 juin à la Libération, vol. 1 et 2, Paris, Gallimard, coll. « Folio. Histoire » (no 226-227), 2014, 1476 p., poche (ISBN 978-2-07-045469-3 et 978-2-07-045470-9).
- Yves Maxime Danan (préf. C.-A. Colliard), La Vie politique à Alger de 1940 à 1944, Paris, Librairie générale de droit et de jurisprudence, coll. « Bibliothèque de droit public » (no LIII), 1963, VI-348 p. (présentation en ligne), [présentation en ligne].
- François Kersaudy, De Gaulle et Churchill, Paris, Plon, coll. « Espoir », 1982, 411 p. (présentation en ligne).
- François Kersaudy, De Gaulle et Churchill : la mésentente cordiale, Paris, Perrin, 2001, 496 p. (ISBN 2-262-01838-3).
- François Kersaudy, De Gaulle et Roosevelt : le duel au sommet, Paris, Perrin, 2004, 522 p. (ISBN 978-2-262-02028-6).

#### Sous laIVeRépublique
- François Audigier (dir.) et Frédéric Schwindt (dir.) (préf. Alain Larcan), Gaullisme et gaullistes dans la France de l'Est sous la IVe République, Rennes, Presses universitaires de Rennes, coll. « Histoire », 2009, 421 p. (ISBN 978-2-7535-0847-7, présentation en ligne), [présentation en ligne].
- François Audigier, Les Prétoriens du Général : gaullisme et violence politique de 1947 à 1959, Rennes, Presses universitaires de Rennes, coll. « Histoire. Histoire politique de la France au XXe siècle », 2018, 387 p. (ISBN 978-2-7535-7543-1, lire en ligne).
- Fondation Charles de Gaulle et Centre aquitain de recherches en histoire contemporaine, De Gaulle et le Rassemblement du peuple français, 1947-1955 : actes du colloque, Bordeaux, 12-14 novembre 1997, Paris, Armand Colin, 1998, 864 p. (ISBN 978-2-200-21799-0, présentation en ligne).
- Jean Charlot (préf. Georgette Elgey), Le Gaullisme d'opposition (1946-1958) : histoire politique du gaullisme, Paris, Fayard, 1983, 436 p. (ISBN 978-2-213-01246-9, présentation en ligne).
- Françoise Decaumont (dir.), Le Discours de Bayeux : hier et aujourd'hui : colloque de Bayeux, 15 juin 1990, Aix-en-Provence / Paris, Presses universitaires d'Aix-Marseille / Economica, coll. « Droit public positif », 1991, 248 p. (ISBN 2-7178-2099-X).
- Frédéric Turpin, De Gaulle, les gaullistes et l'Indochine : 1940-1956, Paris, Les Indes savantes, 2005, 666 p. (ISBN 978-2-84654-099-5, présentation en ligne), [présentation en ligne].

#### Retour au pouvoir en 1958
- Collectif, « 1958-1962 : l'avènement d'un "pouvoir gaulliste" ? », Histoire@Politique 2010/3 (no 12), Centre d'histoire de Sciences Po, lire en ligne.
- Georgette Elgey, De Gaulle à Matignon, Paris, Fayard, 2012, 594 p. (ISBN 978-2-213-64305-2).
- Dimitri Kitsikis, « L'attitude des États-Unis à l'égard de la France, de 1958 à 1960 », Revue française de science politique, Paris, Presses universitaires de France, vol. XVI, no 4,‎ août 1966, p. 685-716 (lire en ligne).
- René Rémond, Le Retour de De Gaulle, Bruxelles, Éditions Complexe, coll. « La Mémoire du siècle » (no 28), 1983, 213 p. (ISBN 2-87027-107-7, présentation en ligne). Réédition : René Rémond, 1958, le retour de De Gaulle, Bruxelles, Éditions Complexe, coll. « Questions au XXe siècle », 1998, 190 p. (ISBN 2-87027-723-7).
- Jean-Paul Thomas (dir.), Gilles Le Béguec (dir.) et Bernard Lachaise (dir.), Mai 1958, le retour du général de Gaulle : actes du colloque tenu au Centre d'histoire de Sciences po, mardi 13 mai 2008, Rennes, Presses universitaires de Rennes, coll. « Histoire », 2010, 223 p. (ISBN 978-2-7535-1010-4, présentation en ligne), [présentation en ligne].
- Michel Winock, L'Agonie de la IVe République : 13 mai 1958, Paris, Gallimard, coll. « Les journées qui ont fait la France », 2006, 381 p. (ISBN 2-07-077597-6, présentation en ligne), [présentation en ligne]. Réédition : Michel Winock, L'Agonie de la IVe République : 13 mai 1958, Paris, Gallimard, coll. « Folio. Histoire » (no 206), 2013, 495 p. (ISBN 978-2-07-045083-1, présentation en ligne).

#### Guerre d'Algérie
- Michèle Cointet, De Gaulle et l'Algérie française, 1958-1962, Paris, Perrin, 1995, 315 p. (ISBN 2-262-00077-8). Nouvelle édition revue : Michèle Cointet, De Gaulle et l'Algérie française, 1958-1962, Paris, Perrin, coll. « Tempus » (no 448), 2012, 425 p. (ISBN 978-2-262-03916-5).
- Benjamin Stora, Le Mystère de Gaulle : son choix pour l'Algérie, Paris, Robert Laffont, 2009, 267 p. (ISBN 978-2-221-11076-8, présentation en ligne). Réédition : Benjamin Stora, De Gaulle et la guerre d'Algérie, Paris, Pluriel, coll. « Pluriel », 2012, 263 p., poche (ISBN 978-2-8185-0068-2).
- Maurice Vaïsse (dir.), De Gaulle et l'Algérie, 1943-1969 : actes du colloque tenu à l'amphithéâtre Austerlitz, aux Invalides, les vendredi 9 et samedi 10 mars 2012, Paris, Armand Colin, coll. « Recherches », 2012, 352 p. (ISBN 978-2-200-28039-0).

#### Présidence de la République
- François Audigier, Histoire du SAC : Les gaullistes de choc, 1958-1969, Paris, Éditions Perrin, 2021, 384 p. (ISBN 978-2-262-07574-3, présentation en ligne).
- Élie Barnavi (dir.) et Saul Friedländer (dir.), La Politique étrangère du général de Gaulle, Paris, Presses universitaires de France, coll. « Publications de l'Institut universitaire de hautes études internationales, Genève », 1985, 207 p. (ISBN 2-13-038920-1, lire en ligne).
- Serge Berstein, Nouvelle histoire de la France contemporaine, t. 17 : La France de l'expansion : 1, La République gaullienne, 1958-1969, Paris, Éditions du Seuil, coll. « Points. Histoire » (no 117), 1989, 375 p. (ISBN 2-02-010408-3, présentation en ligne).
- Jean-Paul Bled (dir.), Le Général de Gaulle et le monde arabe, Beyrouth, Dar an Nahar, 2009, 440 p. (présentation en ligne).
- Jean Charlot, Le Phénomène gaulliste, Paris, Fayard, coll. « Le Monde sans frontières », 1970, 208 p. (présentation en ligne).
- Bernard Krouck, De Gaulle et la Chine : la politique française à l'égard de la République populaire de Chine, 1958-1969, Paris, Les Indes savantes, 2012, 637 p. (ISBN 978-2-84654-240-1).
- Arnaud Teyssier, L'énigme Pompidou-de Gaulle, Paris, Perrin, 2021, 368 p. (ISBN 978-2-262-08011-2)
- Frédéric Turpin, De Gaulle, Pompidou et l'Afrique, 1958-1974 : décoloniser et coopérer, Paris, Les Indes savantes, 2010, 333 p. (ISBN 978-2-84654-214-2, présentation en ligne).
- Maurice Vaïsse, La Grandeur : politique étrangère du général de Gaulle, Paris, Fayard, coll. « Pour une histoire du XXe siècle », 1998, 726 p. (ISBN 2-213-60050-3, présentation en ligne). Réédition : Maurice Vaïsse, La Grandeur : politique étrangère du général de Gaulle, Paris, CNRS Éditions, coll. « Biblis : histoire » (no 61), 2013, X-710 p. (ISBN 978-2-271-07875-9).
- Pierre Viansson-Ponté, Histoire de la République gaullienne, vol. 1 : La Fin d'une époque, mai 1958-juillet 1962, Paris, Fayard, coll. « Les grandes études contemporaines », 1970, 579 p.
- Pierre Viansson-Ponté, Histoire de la République gaullienne, vol. 2 : Le temps des orphelins, août 1962-avril 1969, Paris, Fayard, coll. « Les grandes études contemporaines », 1971, 766 p. Réédition en un seul volume : Pierre Viansson-Ponté, Histoire de la République gaullienne : mai 1958-avril 1969, Paris, Robert Laffont, coll. « Bouquins », 1984, 839 p. (ISBN 2-221-04544-0, présentation en ligne).
- Étienne Le Brun, Les dernières réformes du général de Gaulle (1968-1969), Huningue, Presses universitaires Rhin & Danube, coll. « Histoire », 2022, 301 p. (ISBN 978-2-493323-30-9).
- Arnaud Teyssier, De Gaulle, 1969 : l'autre révolution, Paris, Perrin, 2019, 300 p. (ISBN 978-2-262-07569-9).

#### Politique et idéologie
- Maurice Agulhon, De Gaulle : histoire, symbole, mythe, Paris, Plon, 2000, 163 p. (ISBN 978-2-259-02628-4, présentation en ligne).
- Serge Berstein, Histoire du gaullisme, Paris, Perrin, 2001, 568 p. (ISBN 2-262-01155-9, présentation en ligne). Réédition : Serge Berstein, Histoire du gaullisme, Paris, Perrin, coll. « Tempus » (no 22), 2002, 574 p., poche (ISBN 2-262-01965-7).
- Mathieu Geagea, Colombey-les-Deux-Eglises, l'esprit du gaullisme, Toulouse, Privat, 2025, 160 p.  (ISBN 9782708988736).
- Julian Jackson (trad. de l'anglais par Daniel B. Roche), De Gaulle : au-delà de la légende, Paris, Alvik, 2004, 223 p. (ISBN 2-914833-18-0).
- Jean Touchard, Le Gaullisme, 1940-1969, Paris, Éditions du Seuil, coll. « Points. Histoire » (no 32), 1978, 379 p. (ISBN 2-02-004797-7, lire en ligne sur Gallica).

#### Études thématiques
- Philippe Bedouret, L'Influence du monde germanique sur Charles de Gaulle : Une clé décisive pour comprendre la pensée, l'action et la production littéraire de Charles de Gaulle, Sarrebruck, Éditions universitaires européennes, 2011, 688 p. (ISBN 978-613-1-59983-5).
- Serge Berstein (dir.), Pierre Birnbaum (dir.) et Jean-Pierre Rioux (dir.), De Gaulle et les élites, Paris, La Découverte, 2008, 345 p. (ISBN 978-2-7071-5684-6, présentation en ligne).
- Musée de la Légion d'honneur et musée de l'ordre de la Libération (préf. Emmanuel Macron ; avant-propos de Benoît Puga et de Daniel Cordier), Une certaine idée de la France… et du monde : Charles de Gaulle à travers ses décorations, Bruxelles, Peter Lang, 2019, 352 p. (ISBN 978-2-8076-0968-6, DOI 10.3726/b15281).

Armoiries en tant que chevalier de l'ordre des Séraphins.

- Marc Sadoun (dir.), Jean-François Sirinelli (dir.) et Robert Vandenbussche (dir.) (préf. René Rémond), La politique sociale du général de Gaulle : actes du colloque de Lille, 8-9 décembre 1989, Centre d'histoire de la région du Nord et de l'Europe du nord-ouest, Université Charles de Gaulle, Lille III, Villeneuve-d'Ascq, Centre d'histoire de la région du Nord et de l'Europe du nord-ouest, coll. « Histoire et littérature régionales » (no 7), 1990, 344 p. (ISBN 2-905637-10-2, lire en ligne).

### Films documentaires
- 1987 : Jean Labib, « De Gaulle ou l'éternel défi », sur film-documentaire.fr
- 1999 : Patrick Jeudy, « De Gaulle-Churchill : mémoires de guerre - 1. 1940-1942 - 2. 1942-1945 », sur film-documentaire.fr.
- 2001 : Patrick Jeudy, « L'Ami américain, l'Amérique contre De Gaulle », sur film-documentaire.fr.
- 2005 :
  - Jean-Teddy Filippe, Ils voulaient tuer de Gaulle.
  - Virginie Linhart et Michel Rotman, « De Gaulle le retour, 13 mai 1958 », sur film-documentaire.fr.
- 2008 : Jean-Paul Fargier, « Le Dernier bal de la Quatrième », sur agatfilms-exnihilo.com.
- 2009 : (Auteur ?), Mystères d'archives dans l'épisode 2 de la saison 1, Le Général de Gaulle dans Paris libéré, et l'épisode 7 de la saison 2, De Gaulle à Québec.
- 2010 :
  - Hugues Nancy, De Gaulle et l'Algérie, le prix du pouvoir.
  - Serge Moati, Je vous ai compris : de Gaulle, 1958-1962.
- 2011 : Patrick Jeudy, De Gaulle ou la Tentation du Suicide.
- 2012 : Patrick Jeudy, « De Gaulle, le géant aux pieds d'argile », sur film-documentaire.fr pour Arte.
- 2013 : Hubert Béasse, « FLB - 1. Les années De Gaulle - 2. Les années Giscard », sur film-documentaire.fr.
- 2014 :
  - Patrick Rotman, « L'Homme du destin », sur film-documentaire.fr.
  - De Gaulle, le dernier des géants réalisé par David Jankowski et produit par Jean-Louis Remilleux pour France Télévisions[réf. nécessaire].
- 2015 : Laurent Portes, « Le jour où de Gaulle a choisi la guerre », sur film-documentaire.fr.
- 2017 :
  - Antoine Coursat, « De Gaulle et Pompidou, jusqu'à la rupture », sur madelen.ina.fr.
  - Patrick Rotman, « De Gaulle, le dernier roi de France », sur film-documentaire.fr.
  - Bertrand Delais, « Mai 1958, le printemps du Général », sur film-documentaire.fr.
- 2018 : Philippe Saada, « ONU : la bataille de De Gaulle, 1944-1945 », sur film-documentaire.fr.
- 2019 :
  - Serge Tignères, « De Gaulle, premières bataille », sur europe.tv5monde.com.
  - Emmanuel Amara, De Gaulle, l'homme à abattre.
- 2020 :
  - Pierre Bonte-Joseph, « De Gaulle, le monarque et le Parlement », sur publicsenat.fr.
  - Patrick Jeudy, « Ils détestaient de Gaulle », sur film-documentaire.fr.
  - Jérôme Bermyn, Raphaelle Baillot, « L'artiste De Gaulle », sur france.tv.
  - Camille Juza, « De Gaulle bâtisseur », sur film-documentaire.fr.
  - Cédric Gruat, « 26 jours pour tuer de Gaulle », sur film-documentaire.fr.
  - Olivier Sarrazin, De Gaulle, une genèse dans le Nord.
- 2021 : Laurent Huberson, Virginie Kahn, « 1940-1944 : De Gaulle seul contre tous », sur memoiredeshommes.sga.defense.gouv.fr.

### Notices
- Ressources relatives à l'audiovisuel :   - Allociné
  - Filmportal
  - Filmweb.pl
  - France 24
  - IMDb
  - Unifrance
- Ressources relatives à la musique :   - Discogs
  - MusicBrainz
  - Muziekweb
  - Répertoire international des sources musicales
- Ressources relatives à plusieurs domaines :   - Metacritic
  - Radio France
  - Répertoire du patrimoine culturel du Québec
- Ressources relatives aux beaux-arts :   - AGORHA
  - Bridgeman Art Library
  - National Portrait Gallery
- Ressources relatives à la littérature :   - Académie française (lauréats)
  - Projet de recherche en littérature de langue bretonne
- Ressources relatives à la vie publique :   - base Léonore
  - Documents diplomatiques suisses 1848-1975
- Ressources relatives aux militaires :   - Mémoire des hommes
  - TracesOfWar
- Ressources relatives à la recherche :   - Cairn
  - Persée
- Ressource relative au spectacle :   - Les Archives du spectacle
- Ressource relative au sport :   - Olympedia
- Notices dans des dictionnaires ou encyclopédies généralistes :   - Britannica
  - Brockhaus
  - Den Store Danske Encyklopædi
  - Deutsche Biographie
  - Dizionario di Storia
  - Enciclopedia italiana
  - Gran Enciclopèdia Catalana
  - Hrvatska Enciklopedija
  - Internetowa encyklopedia PWN
  - Larousse
  - Nationalencyklopedin
  - Munzinger
  - Proleksis enciklopedija
  - Store norske leksikon
  - Treccani
  - Universalis
  - Visuotinė lietuvių enciklopedija
- Notices d'autorité :   - VIAF
  - ISNI
  - BnF (données)
  - Archives nationales (France)
  - IdRef
  - LCCN
  - GND
  - Italie
  - Japon
  - CiNii
  - Espagne
  - Belgique
  - Pays-Bas
  - Pologne
  - Israël
  - NUKAT
  - Catalogne
  - Suède